# Kalendarium inwazji Rosji na Ukrainę – styczeń 2025
| 2022        | 2023        | 2024        | 2025        |
| ----------- | ----------- | ----------- | ----------- |
| –           | styczeń     | styczeń     | styczeń     |
| luty        | luty        | luty        | luty        |
| marzec      | marzec      | marzec      | marzec      |
| kwiecień    | kwiecień    | kwiecień    | kwiecień    |
| maj         | maj         | maj         | maj         |
| czerwiec    | czerwiec    | czerwiec    | czerwiec    |
| lipiec      | lipiec      | lipiec      | lipiec      |
| sierpień    | sierpień    | sierpień    | sierpień    |
| wrzesień    | wrzesień    | wrzesień    | wrzesień    |
| październik | październik | październik | październik |
| listopad    | listopad    | listopad    | listopad    |
| grudzień    | grudzień    | grudzień    | grudzień    |

## Styczeń 2025

### 1 stycznia
Naczelny dowódca armii ukraińskiej generał Ołeksandr Syrski powiedział, że od rozpoczęcia przez Ukrainę działań w obwodzie kurskim armia rosyjska straciła ponad 38 tys. żołnierzy i ponad 1000 szt. sprzętu. Marynarka Wojenna Ukrainy oświadczyła, że w 2024 roku zniszczono pięć rosyjskich okrętów wojennych i 458 jednostek pływających oraz zestrzeliła ponad 37 tys. rosyjskich dronów różnego typu, w tym 192 drony operacyjne i taktyczne, 164 drony Shahed 136/131, 35 670 dronów FPV i 1140 dronów uderzeniowych.
Siły Powietrzne Ukrainy poinformowały, że w nocy Rosja zaatakowała terytorium Ukrainy za pomocą 111 dronów Shahed 136/131 i dronów innego typu, wystrzelonych z Briańska, Orła, Primorsko-Achtarska i Krymu. Ukraińska obrona przeciwlotnicza zniszczyła 63 drony w obwodach połtawskim, sumskim, kijowskim, czernihowskim, czerkaskim, zaporoskim, żytomierski, chmielnickim, kirowohradzkim i mikołajowskim, dwa poleciały w kierunku Rosji i Białorusi, a kolejne 46 zaginęło na Ukrainie. Miejska Administracja Wojskowa podała, że nad ranem Rosja przeprowadziła atak dronów na Kijów, zabijając dwie osoby i raniąc co najmniej sześć kolejnych, w tym kobietę w ciąży. W wyniku spadających szczątków zostały uszkodzone obiekty infrastruktury, w tym dawny Dom Komisarzy Ludowych (zabytek architektury) w pobliżu dzielnicy rządowej, dwór Liebermana, główny budynek Narodowego Banku Ukrainy w rejonie peczerskim oraz tory tramwajowe i garaże. Minister edukacji i nauki Oksen Lisowy ogłosił, że dwie ofiary, które zginęły w ataku drona na Kijów, to małżeństwo, które pracowało jako naukowcy, w tym wybitny neurobiolog Ihor Zyma i doktor nauk biologicznych Olesia Sokur.
Ministerstwo Obrony Rosji podało, że w nocy (od 20:00 do 22:00 czasu moskiewskiego) obrona przeciwlotnicza zestrzeliła 14 ukraińskich dronów nad obwodami biełgorodzkim (2), woroneskim (4), rostowskim (5), tulskim (2) i orłowskim (1). Kanał na Telegramie „Astra” podał, że wieczorem na lotniskach w Kałudze, Penzie, Sarańsku, Uljanowsku wprowadzono tymczasowe ograniczenia w kursowaniu samolotów.
Ambasada Wielkiej Brytanii na Ukrainie poinformowała, że „200 ukraińskich pilotów przeszło podstawowe szkolenie lotnicze, naziemne i językowe w Wielkiej Brytanii przed szkoleniem na F-16. Instruktorzy Królewskich Sił Powietrznych uczyli pilotów ogólnego sterowania samolotem, latania według wskazań przyrządów, nawigacji na małych wysokościach i latania w skomplikowanych formacjach”.
Prezydent Wołodymyr Zełenski powiedział, że „kiedy Putin doszedł do władzy 25 lat temu, co roku przez Ukrainę transportowano do Europy ponad 130 mld m³ gazu ziemnego”. Obecnie wielkość tranzytu rosyjskiego gazu ziemnego wynosi 0, co jest „jedną z największych porażek Moskwy”. Większość krajów europejskich zmniejszyła swoją zależność od dostaw rosyjskiego gazu, a sojusznicy mają teraz za zadanie wspierać uzależnioną od rosyjskich dostaw Mołdawię w procesie transformacji energetycznej. Zauważył, że dostawy gazu ziemnego z USA i inni partnerów spowodują, że ceny na rynku energii będą bardziej korzystne. Ministerstwo Energetyki Ukrainy oświadczyło, że o 7:00 czasu kijowskiego Ukraina oficjalnie wstrzymała tranzyt rosyjskiego gazu ziemnego ze względu na interesy bezpieczeństwa narodowego i wydała formalne powiadomienie partnerom międzynarodowym. Minister Herman Hałuszczenko powiedział, że jest to wydarzenie historyczne, a Rosja straci swój rynek i poniesie straty finansowe. Dane ukraińskiego operatora systemu przesyłu gazu wykazały, że przepływ rosyjskiego gazu ziemnego przez Ukrainę tego dnia wynosił zero. Gazprom wydał oświadczenie, w którym stwierdził, że w związku z wygaśnięciem umowy tranzytowej od godziny 8:00 czasu moskiewskiego zakończy transport gazu ziemnego przez Ukrainę do Europy. Kontynuowanie dostaw gazu ziemnego do Europy przez Ukrainę jest technicznie niemożliwe, a Rosja będzie w dalszym ciągu dostarczać gaz ziemny na Węgry, do Turcji i Serbii rurociągami przez Morze Czarne.
Rzecznik Międzynarodowego Trybunału Karnego Fadi el-Abdallah powiedział, że Ukraina oficjalnie stała się stroną Rzymskiego Statutu Międzynarodowego Trybunału Karnego oraz posiada wszystkie prawa i obowiązki przypisane państwom stronom, w tym zatwierdzanie budżetu, uchwalanie poprawek i poprawek do Statutu Rzymskiego oraz prawo głosu przy wyborze sędziów i prokuratorów.

### 2 stycznia
Materiały geolokalizowane potwierdziły kontrolę Rosji nad wsią Wozdwyżenka w obwodzie donieckim. Według DeepState Rosjanie zrobili postępy w rejonie Kurachowego i pięciu innych miejscowościach obwodu donieckiego. „Wróg natarł w pobliżu Wowkowa, Nieskuchnego, Nowojelizawietiwki, Solony, Wozdwiżenki, Kurachowego i jego południowych okolic”.
Według Institute of the Study of War (ISW) wojska rosyjskie zrobiły postępy w kierunku Siewierska, Torećka, Pokrowska, Kurachowego i Wuhłedaru oraz w zachodnim obwodzie zaporoskim. Ponadto Ministerstwo Obrony Rosji nadal niewystarczająco zaopatrywało rosyjski personel wojskowy w podstawowy sprzęt i amunicję, zmuszając żołnierzy do zaopatrywania się we własny sprzęt.
Według Sił Powietrznych Ukrainy Rosjanie zaatakowali Ukrainę przy użyciu 72 dronów Shahed 136/131 i dronów innego typu, wystrzelonych z Briańska, Orła, Kurska i Primorsko-Achtarska. Ukraińska obrona przeciwlotnicza zestrzeliła 47 dronów w obwodach połtawskim, sumskim, charkowskim, kijowskim, czernihowskim, czerkaskim, kirowohradzkim, odeskim, chersońskim i mikołajowskim, a kolejne 24 zaginęły na Ukrainie w ramach walki elektronicznej. Jeden dron pozostawał w przestrzeni powietrznej Ukrainy. Władze lokalne nie zgłosiły żadnych szkód ani ofiar. Gubernator Iwan Fedorow poinformował, że w nocy jedna osoba zginęła w rosyjskim nalocie na 5-piętrowy budynek w Stepnohirśku w obwodzie zaporoskim. Według niego wieś została trafiona 11 bombami szybującymi podczas ataku.
Sztab Generalny Ukrainy podał, że siły ukraińskie przeprowadziły precyzyjny atak na rosyjskie stanowisko dowodzenia w Marjinie w obwodzie kurskim. Według Szefa ukraińskiego Centrum Przeciwdziałania Dezinformacji Andrija Kowalenko, atak wymierzony był w rosyjską 810 Gwardyjską Brygadę Piechoty Morskiej i spowodował znaczne straty. W wyniku ukraińskiego ataku na Iwanowskoje w obwodzie kurskim zginęło podobno siedmiu rosyjskich żołnierzy. Rosyjskie Ministerstwo Obrony poinformowało, że w nocy obrona przeciwlotnicza zniszczyła 13 ukraińskich dronów nad obwodami briańskim (4), kurskim (4), biełgorodzkim (3), woroneskim (1) i kałuskim (1). Wieczorem i w nocy na lotniskach w Kałudze, Penzie, Saratowie, Sarańsku, Uljanowsku i Kazaniu wprowadzono tymczasowe ograniczenia w kursowaniu samolotów.
Ukraińska Służba Wywiadu Zagranicznego podała, że według stanu na listopad 2024 roku Rosja zwerbowała od 140 tys. do 180 tys. więźniów do udziału w wojnie z Ukrainą. Więźniów rekrutowano od lata 2022 roku, najpierw pod auspicjami Grupy Wagnera, a następnie bezpośrednio pod rosyjskim Ministerstwem Obrony. Według agencji wywiadowczej w 2024 roku w rosyjskich więzieniach przebywało ok. 300–350 tys. więźniów, czyli o połowę mniej niż w 2014 roku. „Powodem była wojna rosyjsko-ukraińska”.
Premier Robert Fico powiedział, że choć decyzja Ukrainy o wypowiedzeniu umowy z Rosją na dostawy gazu ziemnego do Europy przez jej terytorium nie spowoduje, że Słowacja stanie w obliczu niedoborów energii, ale będzie tracić 500 milionów euro rocznie z przychodów z tranzytu. Fico skrytykował stanowisko Ukrainy, mówiąc, że „ośmieliła się narzekać na rozważenie przez Bratysławę środków odwetowych”, dodając, że: „W imieniu SMERU ogłaszam, że jesteśmy gotowi do negocjacji i zawarcia koalicji w sprawie odcięcia dostaw energii elektrycznej i znacznego ograniczenia wsparcia dla obywateli Ukrainy przebywających na terytorium Republiki Słowackiej”.
Prezydent Zełenski powiedział w wywiadzie, że w stanie wojennym wybory prezydenckie i parlamentarne nie mogą odbywać się zgodnie z prawem, a wybrani urzędnicy nadal będą legalnie wykonywać swoje obowiązki do następnych wyborów. Gdy Ukrainie uda się zakończyć gorącą fazę wojny, utrzymać silną armię i otrzymać poważne gwarancje bezpieczeństwa, stan wojenny zostanie zniesiony, a parlament będzie mógł ustalić datę wyborów. Zapytany, czy Ukraina byłaby gotowa pójść na kompromis, gdyby Rosja uczyniłaby natychmiastowe wybory warunkiem rozmów pokojowych, Zełenski odrzucił ten pomysł, stwierdzając, że: „Złamalibyśmy ukraińskie prawo w imieniu Putina, który naruszył wszystkie nasze przepisy, suwerenność i integralność terytorialną” i dodając, że Putin szuka wszelkich możliwych wymówek, aby uniknąć bezpośrednich negocjacji z nim. Podkreślił także, że działania Ukrainy w obwodzie kurskim były „bardzo mocnym atutem w negocjacjach” i wpłynęły na sposób myślenia wielu krajów, „szczególnie w przypadku krajów (...) Globalnego Południa”. Dodał także, że rozmieszczenie żołnierzy północnokoreańskich w regionie „błędem taktycznym”. „I dlatego jest ich 12 tys., którzy przybyli z bronią, a sami żołnierze z Korei Północnej również nie mogli nic zrobić. Wszystko to działa przeciwko Rosji i jest silnym argumentem dla nas”.

### 3 stycznia

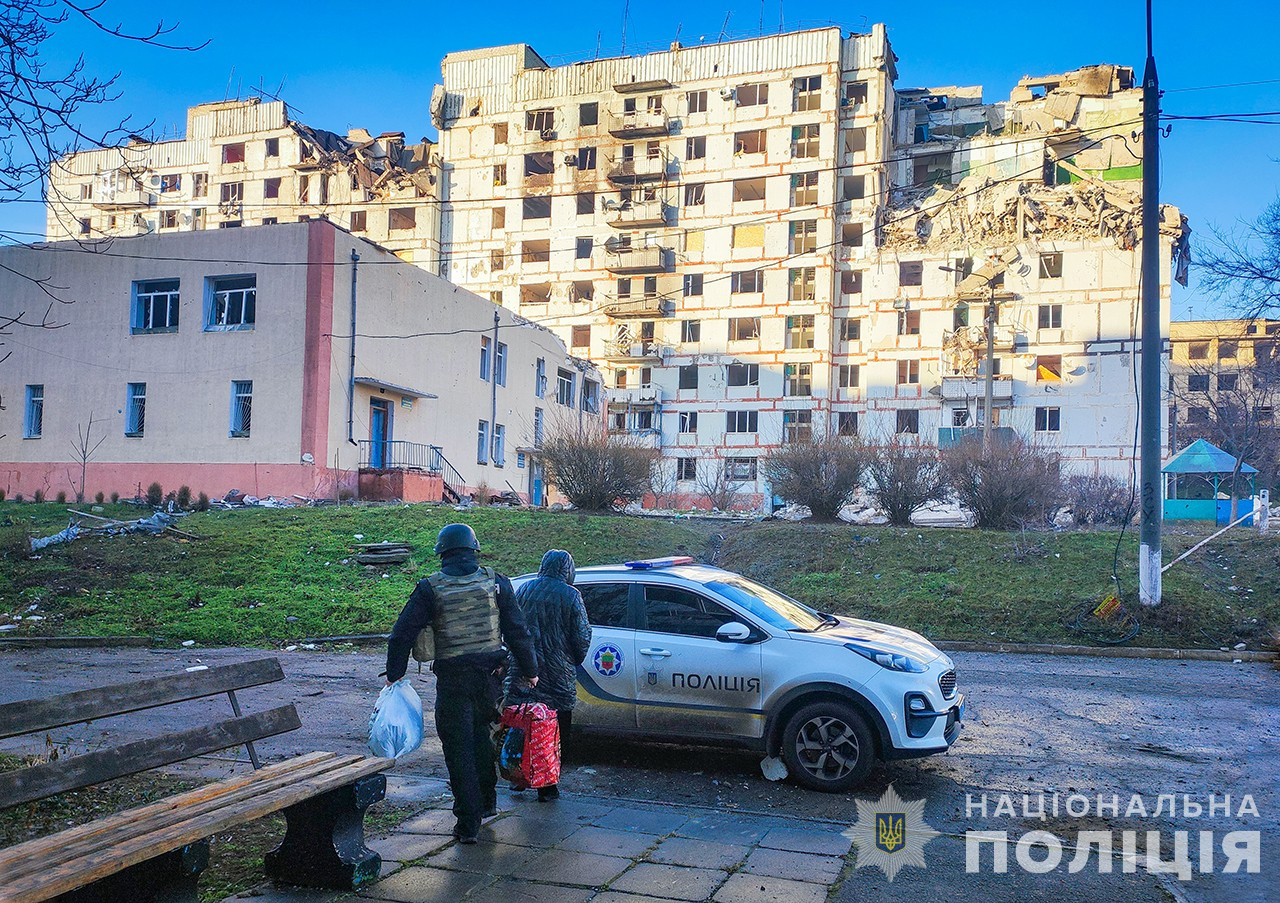
Ukraiński policjant ewakuuje dwie kobiety z domów uszkodzonych przez rosyjskie ataki w Stepnohirśku.

Ukraiński obserwator wojskowy poinformował, że siły rosyjskie zdobyły wioskę Szewczenko, na zachód od Stari Terny, oraz elektrownię Kurachowe. Materiały geolokalizowane pokazywały, że siły rosyjskie zdobyły miasto Wowkowe, na południe od Pokrowska. Według analityków DeepState wojska rosyjskie posunęły się na południe od Pokrowska oraz zajęli Daczenśke, Nowyj Trud i Wowkowe, oddalone o 5–6 km od miasta. Rosjanie posuwali się także w okolicach Zełenego i Nowowasyliwki.
W ocenie ISW siły rosyjskie zrobiły postępy w pobliżu Pokrowska, Kurachowego i Wuhłedaru.
Siły Powietrzne Ukrainy oświadczyły, że w nocy Rosjanie zaatakowali terytorium Ukrainy przy użyciu 93 dronów Shahed 136/131 i dronów-wabików różnego typu, wystrzelonych z Briańska, Millerowa i Orła. Ukraińska obrona przeciwlotnicza zniszczyła 60 dronów w obwodach połtawskim, sumskim, charkowskim, kijowskim, czernihowskim, czerkaskim, żytomierskim, donieckim i dniepropetrowskim, a kolejne 26 zaginęło na Ukrainie w ramach walki elektronicznej. Jeden dron znajdował się w przestrzeni lotniczej Ukrainy. Odnotowano kilka ataków dronów na prywatne przedsiębiorstwa i budynki mieszkalne w obwodach donieckim i czernihowskim. W obwodzie kijowskim w kilku rejonach uszkodzone zostały prywatne domy i samochody. Odnotowano również ofiary śmiertelne i rannych. Prezydent Zełenski powiedział, że w ciągu pierwszych trzech dni 2025 roku Rosja wystrzeliła w kierunku ukraińskich miast ponad 300 dronów i ponad 20 rakiet, w tym rakiety balistyczne, a także codziennie za pomocą bomb lotniczych atakowała miejscowości w pobliżu linii frontu.
P.o. gubernatora Mykoła Kałasznik stwierdził, że w nocy „jedna osoba zginęła, a cztery zostały ranne w ataku lotniczym [dronów] wroga na obwód kijowski”, dodając, że 25-letni kierowca zginął po tym, jak jego ciężarówka została uderzona przez spadające szczątki zestrzelonego rosyjskiego drona. Wojska rosyjskie zaatakowały kilka dzielnic Kijowa za pomocą dronów. Rosja przeprowadziła ataki rakietowe za pomocą trzech rakiet balistycznych Iskander-M w obwodzie czernihowskim i trzech rakiet manewrujących Ch-59/Ch-69 w obwodzie dniepropietrowskim. Gubernator Wiaczesław Czaus powiedział, że w wyniku ataku rakietowego na Czernihów zginęła jedna osoba, a cztery zostały ranne. Atak był wymierzony w obszar mieszkalny na obrzeżach miasta, powodując znaczne uszkodzenia wielu budynków mieszkalnych. Gubernator Wadym Fiłaszkin poinformował, ze Rosjanie ostrzelali Słowiańsk w obwodzie donieckim, raniąc cztery osoby, w tym 2-letniego chłopca razem z matką, która została ciężko ranna. W wyniku ostrzału zniszczono 14 domów prywatnych. W ciągu ostatniej doby wojska rosyjskie zaatakowały 43 miejscowości w obwodzie sumskim, gdzie odnotowano 154 ataki z różnych rodzajów broni. W wyniku ostrzałów pięć osób zostało rannych oraz uszkodzonych zostało sześć domów prywatnych, dwa samochody, budynek przedsiębiorstwa, a także zbiornik gazu i dach budynku gospodarczego. Szef Administracji Wojskowej Ołeksandr Honczarenko podał, że „w środku nocy dron wroga obrał za cel 4-piętrowy budynek mieszkalny w Kramatorsku, w wyniku czego zniszczone zostały piętra od 2. do 4. nad jednym z wejść do budynku oraz wybuchł pożar. Po ok. 6h strażacy ugasili ogień na powierzchni 370 m²”. W wyniku uderzenia drona uszkodzone zostały trzy domy.
Według wywiadu ukraińskiego dowódca baterii w 112 Brygadzie Rakietowej 1 Gwardyjskiej Armii Pancernej Zachodniego Okręgu Wojskowego, kapitan Konstantin Nagajko, został ciężko ranny w eksplozji w rosyjskim obwodzie iwanowskim. Jednostka kapitana Nagajki została oskarżona o zabicie 59 cywilów w ataku rakietowym na Hrozę w obwodzie charkowskim w 2023 roku.
Ministerstwo Obrony Szwecji podało, że przeznaczono 27,1 mln dolarów na pośrednie wsparcie obrony powietrznej Ukrainy, w wyniku czego środki zostały przekazane Rumunii, aby kraj ten mógł wymienić system obrony powietrznej Patriot przekazany Ukrainie w 2024 roku. Ministerstwo Obrony Ukrainy otrzymało od partnerów „koalicji IT” dużą dostawę sprzętu o wartości ponad 3,3 mln euro. W skład koalicji wchodziło 17 krajów, w tym Estonia i Luksemburg jako kraje wiodące. Premier Denys Szmyhal stwierdził, że Ukraina planuje zebrać w 2025 roku ponad 1 mld dolarów na rozwój tzw. „duńskiego modelu” finansowania ukraińskiej produkcji obronnej, dodając także, że Ukraina zamierza w przyszłym roku zwiększyć swoje krajowe zdolności produkcyjne w dziedzinie obronności do 30 mld dolarów.
Największy ukraiński producent stali „Metinvest” poinformował, że firma zaprojektowała i produkowała stalowe obudowy dla amerykańskich systemów obrony powietrznej Patriot, należących do Ukrainy, w celu ochrony systemów przed uszkodzeniami spowodowanymi atakami. Dyrektor operacyjny Ołeksandr Myronenko powiedział, że: „W ciągu 1,5 miesiąca stworzyliśmy od podstaw projekt i wykonaliśmy z ukraińskiej stali pancernej tarczę dla załogi systemu przeciwlotniczego Patriot, która gwarantuje ochronę przed uszkodzeniami odłamkowymi zarówno obrońcom, jak i centrum dowodzenia obroną powietrzną”. Pancerz ważący ponad 2,6 t składa się z ok. 200 elementów, w tym z pancernych płyt stalowych o grubości do 8 mm, jednakże jego waga nie wpływa na funkcjonalność ani mobilność systemu.
Słowacki państwowy operator sieci elektroenergetycznej „SEPS” oświadczył, że choć premier Słowacji Robert Fico oświadczył, że rozważa zaprzestanie dostaw energii na Ukrainę, będzie on nadal dostarczał energię Ukrainie w ramach umowy o pomocy nadzwyczajnej.
Dowódca ukraińskiej Marynarki Wojennej Ołeksij Nejiżpapa stwierdził, że w 2024 roku Marynarka Wojenna przepuściła korytarzem morskim 9061 statków cywilnych, z czego na Ukrainę przybyło 4651 statków, a do innych portów wypłynęło 4410, umożliwiając wyeksportowanie ponad 74,4 mln ton ładunków, w tym produktów rolnych. Ministerstwo Rolnictwa Ukrainy stwierdziło, że eksport produktów rolnych Ukrainy w 2024 roku osiągnął 24,5 mld dolarów, co stanowiło 59% całkowitego eksportu i oznaczało znaczne ożywienie, zbliżające się do poziomu przedwojennego i osiągnięcie drugiego najwyższego wyniku po 27,7 mld dolarów w 2021 roku. Ukraina wyeksportowała w 2024 roku 78,3 mln ton produktów, w tym zbóż i nasion słonecznika o kluczowym znaczeniu dla rynków w Afryce i Azji.
Polski Urząd do Spraw Cudzoziemców oświadczył, że niedawno do obywateli Ukrainy przebywających w Polsce wysyłano fałszywe listy, w których wzywano obywateli Ukrainy do służby wojskowej i grożono im odpowiedzialnością prawną oraz ekstradycją. Urząd wezwał osoby, które otrzymały takie pismo, aby w to nie wierzyły. Ambasada Ukrainy w Polsce również zaprzeczyła wysyłaniu takich listów.

### 4 stycznia
Wojska rosyjskie twierdziły, że zdobyły miasto Wodiane Druhe, na wschód od Pokrowska. Prezydent Wołodymyr Zełenski oświadczył, że wojska rosyjskie i północnokoreańskie poniosły ciężkie straty podczas walk w obwodzie kurskim. W walkach pod Machnowką armia rosyjska straciła batalion złożony z północnokoreańskiej piechoty i rosyjskich spadochroniarzy. Służba prasowa 79 Samodzielnej Brygady Desantowo-Szturmowej podała, że dwóch ukraińskich żołnierzy grupy szturmowej 79 Brygady schwytało 14 żołnierzy rosyjskich.
Według ISW siły ukraińskie zniszczyły lub uszkodziły ponad 3 tys. rosyjskich czołgów i prawie 9 tys. pojazdów opancerzonych w 2024 roku, ponieważ Rosja nadal ponosiła straty w pojazdach, których prawdopodobnie nie dało się utrzymać w średnim okresie. Według doniesień w ostatnich tygodniach Rosjanie używali mniej pojazdów opancerzonych w atakach na najbardziej aktywnych odcinkach linii frontu, prawdopodobnie w celu oszczędzania tych pojazdów, ponieważ zapasy radzieckie malały. Tymczasem wojska ukraińskie odzyskały utracone pozycje w pobliżu Kreminnej i prawdopodobnie utrzymały pozycje w pobliżu Kurachowego. Siły rosyjskie posunęły się naprzód w pobliżu Kreminnej, Torećka, Pokrowska i Kurachowego.
Według ukraińskich Sił Powietrznych w nocy wojska rosyjskie zaatakowały Ukrainę przy wykorzystaniu 81 dronów Shahed 136/131 i dronów-wabików różnego typu, wystrzelonych z Briańska, Kurska, Orła i Primorska-Achtarska. Ukraińska obrona przeciwlotnicza zestrzeliła 34 w obwodach połtawskim, sumskim, charkowskim, kijowskim, czernihowskim, czerkaskim, kirowohradzkim, dniepropetrowskim, odeskim i mikołajowskim, a kolejne 47 zaginęło na Ukrainie w ramach walki elektronicznej. Zestrzelone drony spowodowały szkody w obwodzie czernihowskim i sumskim, gdzie zostały uszkodzone domy prywatne. Rannym udzielano pomocy. Później Siły Powietrzne podały, że od 11:00 do 20:00 Rosjanie wystrzelili na całą Ukrainę nowe grupy dronów, które znajdowały się w przestrzeni powietrznej obwodów sumskiego, charkowskiego i czernihowskiego. Obrona przeciwlotnicza zniszczyła 14 dronów, a 16 kolejnych zaginęło. Administracja Wojskowa podała, że Rosjanie zrzucili bombę lotniczą na budynek wieżowiec we wsi Szweska w obwodzie sumskim, w wyniku czego co najmniej 10 osób zostało rannych, w tym dwoje 2-letnich dzieci. Gubernator Wiaczesław Czaus poinformował, że co najmniej siedem osób zostało rannych w wyniku rosyjskich ataków KAB-ami na Semeniwkę w obwodzie czernihowskim. „4 stycznia wieczorem Rosjanie zrzucili cztery bomby lotnicze na przygraniczne miasto Semeniwka. Wycelowali w część centralną, w dzielnicę mieszkaniową. (...) Uszkodzony został budynek administracyjny, szpital, kawiarnia, budynki mieszkalne i samochody ludności cywilnej”.
Nad ranem ukraińskie drony zaatakowały największy morski port handlowy Rosji, Ust-Ługę w obwodem leningradzkim, gdzie został trafiony terminal naftowy. Według lokalnych urzędników atak dronów spowodował ponad 2h zawieszenie lotów na lotnisku Pułkowo w Petersburgu. Gubernator Aleksander Drozdenk powiedział, że do wstrzymania ruchu lotniczego doszło, gdy rosyjska obrona przeciwlotnicza zneutralizowała cztery drony za pomocą „wojny elektronicznej i broni palnej” nad obwodem leningradzkim. Nie zgłoszono żadnych ofiar ani szkód. Rosyjskie Ministerstwo Obrony stwierdziło, że nad ranem zestrzelono osiem amerykańskich pocisków ATACMS i 72 drony wystrzelone przez Ukrainę w kierunku terytorium Rosji. Część dronów została zestrzelona w obwodach leningradzkim i kurskim. Ministerstwo Obrony zapowiedziało, że „te działania reżimu w Kijowie, wspieranego przez zachodnich kuratorów, spotkają się z odwetem”. Rosyjska gazeta Izwiestija poinformowała, że ukraiński atak drona kamikadze zabił jednego z jej niezależnych reporterów, Aleksandra Martemianowa, gdy wracał autostradą z reportażu w Gorłówce w obwodzie donieckim. Według rosyjskiej agencji RIA Nowosti w ataku ranny został również dziennikarz RIA i czterech innych pracowników mediów.
Tajwańska firma TRC na zlecenie Rosji produkowała i modyfikowała serwonapędy do sterowania modułami UMPK, które zamieniały bomby lotnicze w bardziej precyzyjne bomby szybujące. Według doniesień w ciągu 2024 roku zakład TRC na zlecenie rosyjskich firm dokonał pięciu zmian w swoim produkcie. W szczególności zaczęto wykonywać poszczególne jednostki ze stopów o wysokiej wytrzymałości, a także wymieniono silnik na mocniejszy.

### 5 stycznia
Materiały geolokalizowane wskazywały, że siły rosyjskie prawdopodobniej zdobyły miejscowości Swyrydoniwka i Tymofijiwka w pobliżu Pokrowska, a także miasto Petropawliwka w pobliżu Stari Terny. W 2024 roku Rosja podbiła prawie 3600 km² terytorium Ukrainy, co odpowiadało prawie 1,5-krotności powierzchni Saary. Największe straty miały miejsce w listopadzie 2024 roku na powierzchni 610 km². Zauważalne było to, że straty terytorialne znacznie wzrosły po ukraińskiej ofensywie letniej i operacji kurskiej.
Szef ukraińskiego Centrum Przeciwdziałania Dezinformacji w RBNiO Ukrainy Andrij Kowalenko powiedział, że siły ukraińskie rozpoczęły nową ofensywę „w kilku kierunkach” w obwodzie kurskim. Rosyjscy blogerzy wojenni twierdzili, że wojska rosyjskie odparły ataki w dwóch z tych kierunków. Rosyjskie Ministerstwo Obrony poinformowało, że o godzinie 09:00 czasu moskiewskiego Ukraińcy rozpoczęli ataki ze swoich baz w Sudży w kierunku wiosek Bierdin i Bolszoje Sołdatskoje, składające się z dwóch czołgów, jednego pojazdu inżynieryjnego i 12 opancerzonych wozów bojowych. Późniejsze źródła rosyjskie donosiły, że wojska ukraińskie zdobyły miejscowości Czerkasskoje Poriecznoje, Martynowka i Michajłowka. Według DeepState wojska rosyjskie prowadziły ofensywę w kierunku Małajej Łokni, Swierdlikowa i Leonidowa. Szef Kancelarii Prezydenta Andrij Jermak potwierdził nasilenie działań wojennych w obwodzie kurskim. Prezydent Zełenski stwierdził, że 3800 północnokoreańskich żołnierzy zostało zabitych lub rannych spośród pierwotnych 12 tys. wysłanych do walki z siłami ukraińskimi.
Według ISW siły ukraińskie wznowiły działania ofensywne w co najmniej trzech obszarach w obrębie ukraińskiego obszaru w obwodzie kurskim i dokonały taktycznych postępów. Z kolei wojska rosyjskie posunęły się naprzód na południowy wschód od Sudży i przeprowadziły kontratak przeciwko nasilonym atakom ukraińskim na południowy wschód od Korieniewa i na północ od Sudży. Rosjanie posunęli się naprzód na wschód od Pokrowska pośród wznowionych ofensyw w tym obszarze, prawdopodobnie mających na celu wsparcie okrążenia Pokrowska od północnego wschodu. Nasilenie działań w obszarze odpowiedzialności 41 Armii na wschód od Pokrowska wskazywało, że rosyjskie dowództwo nadal uważało okrążenie Pokrowska za jeden ze swoich kluczowych celów operacyjnych na tym obszarze. Siły rosyjskie mogły również wykorzystywać stosunkowo słabsze ukraińskie pozycje obronne dalej na wschód i południe od Pokrowska jako część trwających wysiłków zmierzających do przejęcia jakiegokolwiek terytorium, niezależnie od względnej nieistotności taktycznej takiego terytorium. Elementy rosyjskiej 5 Brygady Strzelców Zmotoryzowanych (51 Armia) są podobno podzielone między kierunki Pokrowska i Kurachowego, dwa najbardziej priorytetowe rosyjskie sektory na linii frontu. Tymczasem Rosjanie posunęli się w pobliżu Borowej, Torećka, Pokrowska i Kurachowego, natomiast siły ukraińskie posunęły się w obwodzie kurskim i odzyskały utracone pozycje w pobliżu Czasiw Jaru.
Dowództwo Sił Powietrznych podało, że w nocy Rosja zaatakowała Ukrainę za pomoca 103 dronów Shahed 136/131 i dronów-wabików różnego typu, wystrzelonych z Briańska, Millerowa i Orła. Ukraińska obrona przeciwlotnicza zestrzeliła 61 dronów w obwodach połtawskim, sumskim, charkowskim, kijowskim, czernihowskim, czerkaskim, dniepropetrowskim, żytomierskim i chmielnickim, a kolejne 42 zaginęły na Ukrainie w ramach walki elektronicznej. W wyniku ataku kilka domów prywatnych w obwodzie charkowskim zostało uszkodzonych w wyniku upadku drona. Rannym udzielono pomocy. Prezydent Wołodymyr Zełenski poinformował, że w ciągu ostatniego tygodnia Rosja użyła przeciwko Ukrainie ponad 630 dronów, ok. 740 bomb lotniczych KAB i prawie 50 różnego rodzaju rakiet, dodając, że zawierały one łącznie ponad 50 tys. zagranicznych komponentów.
Rosyjskie wojsko ostrzelało zaludnione obszary obwodu chersońskiego przy użyciu artylerii, moździerzy i dronów, w wyniku czego zginęła co najmniej jedna osoba (w Antoniwce), a 12 zostało rannych w Antoniwce, Chersoniu i Komyszanach. Zniszczeniu uległy co najmniej 22 obiekty cywilne, w tym domy prywatne, budynki administracyjne, garaże i pojazdy. Ukraińska Policja podała, że w wyniku nocnego rosyjskiego ataku uszkodzony został obiekt infrastruktury energetycznej w obwodzie zaporoskim. Odnotowano także uderzenia pocisków w budynki mieszkalne oraz uszkodzone garaże, budynki gospodarcze, mienie i pojazdy.
Ministerstwo Obrony Rosji podało, że terytorium rosyjskie zostało masowo zaatakowane przez 61 dronów, z których najwięcej odnotowano w obwodzie rostowskim, gdzie miały miejsce eksplozje m.in. w Taganrogu i na lotnisku w Millerowie. Gubernator Jurij Ślusar stwierdził, że: „Na północy obwodu rostowskiego obrona przeciwlotnicza odpierała atak powietrzny wroga. W rejonach millerowskim i tarasowskim zniszczone zostały drony. Według danych operacyjnych nie było ofiar”, dodając, że „w wyniku upadku szczątków dronów w Taganrog i wsi Nowobessergeniwka ucierpiało mienie obywateli: wybito okna, zniszczone dachy i ściany budynków mieszkalnych, uszkodzono także samochody”. Wywiad ukraiński stwierdził, że ukraińska jednostka Kraken zabiła szefa sztabu batalionu Osetia Południowa (z 429 Pułku Strzelców Zmotoryzowanych FR), Siergieja Mielnikowa i jego kierowcę, używając dronów wzdłuż autostrady Wasylówka–Tokmak w obwodzie zaporoskim.
Prezydent Zełenski ujawnił, że już wcześniej proponował prezydentowi-elektowi USA Donaldowi Trumpowi zakup przez Ukrainę amerykańskiej broni kosztem zamrożonych rosyjskich aktywów o wartości 300 miliardów dolarów. „To jedna z gwarancji bezpieczeństwa. Weźcie pieniądze, których potrzebujemy na naszą wewnętrzną produkcję, a całą broń kupimy od Stanów Zjednoczonych. Nie potrzebujemy prezentów od Stanów Zjednoczonych. To będzie bardzo dobre dla waszego przemysłu. Dla Stanów Zjednoczonych. Umieścimy tam pieniądze. Rosyjskie pieniądze. Nie ukraińskie. Nie europejskie. Rosyjskie pieniądze. Rosyjskie aktywa. Oni muszą za to zapłacić”. Stwierdził także, że Ukraina ma 980 tys. ludzi pod bronią, gdy toczy się wojnę totalną prowadzoną przez Rosję. „Armia ukraińska jest największa w Europie. Druga armia po nas [Francja] jest czterokrotnie mniejsza”.
Naczelny dowódca armii ukraińskiej generał Ołeksandr Syrski oświadczył, że ukraińscy żołnierze zaatakowali w grudniu 2024 roku przy użyciu dronów ponad 54 tys. rosyjskich celów, czyli ok. 49% celów zostało uderzonych przez drony kamikadze. Według generała ukraińscy żołnierze zaczęli używać światłowodowych dronów FPV, „co zwiększało możliwości pokonania i zniszczenia rosyjskiego sprzętu wojskowego i personelu”. Stwierdził także, że „zwiększamy liczbę brygad o wzmocniony komponent bezzałogowy” oraz „finalizujemy koncepcję wykorzystania odrębnej brygady systemów bezzałogowych i jej typowej struktury”. Generał Syrski powiedział, że wydał rozkaz wzmocnienia 155 Brygady Zmechanizowanej „Anny Kijowskiej” dronami po medialnych doniesieniach o dezercji i złym zarządzaniu.

### 6 stycznia
Ministerstwo Obrony Rosji ogłosiło, że siły rosyjskie zdobyły „ważny węzeł logistyczny”, miasto-twierdzę Kurachowe w obwodzie donieckim, po trwającej cztery miesiące bitwie. SG Zbrojnych nie skomentował tych doniesień, jednakże siły ukraińskie broniące miasta odrzuciły to twierdzenie, przyznając jednocześnie, że rosyjskie siły atakowały obszary miejskie; „Podejmowane są działania mające na celu identyfikację i zniszczenie rosyjskich grup szturmowych, które próbują zinfiltrować nasze formacje bojowe”. W porannym raporcie odnotowano 27 starć na kierunku Kurachowego. Według DeepState miasto zostało prawie całkowicie zdobyte, z kolei terytorium na obrzeżach Kurachowego pozostawało pod kontrolą armii ukraińskiej. Źródła rosyjskie donosiły, że siły ukraińskie zajęły wieś Russkoje Poriecznoje w obwodzie kurskim. Prezydent Zełenski powiedział, że armia rosyjska poniosła ciężkie straty podczas 5-miesięcznych walk w obwodzie kurskim, tracąc 38 tys. żołnierzy, z czego prawie 15 tys. zginęło. 
Rzecznik ukraińskiego Zgrupowania „Chortyca” Wiktor Trehubow powiedział, że małe jednostki rosyjskie próbowały nacierać wokół Pokrowska w obwodzie donieckim, ale samo miasto nie było wówczas zagrożone. „Od czterech tygodni, a może i dłużej, rejon Pokrowska jest jedną z najgorętszych części frontu, ale one [siły rosyjskie] nie są obecnie w stanie osiągnąć takiego sukcesu, który zagroziłby samemu Pokrowsku”. Trehubow stwierdził, że Rosjanie nie byli w stanie zdobyć miasta „w szczypce”, więc próbowali „infiltrować” okoliczne miejscowości, dodając jednostki rosyjskie „próbowały w ten czy inny sposób ominąć miasto, trzymając się poszczególnych domów w poszczególnych miejscowościach”. Według DeepState siły rosyjskie znajdowały się niecałe 3 km na południe od miasta i kontrolowały kilka pobliskich wsi.
W opinii ISW siły ukraińskie poczyniły postępy taktyczne podczas trwających działań ofensywnych w ukraińskim obszarze w obwodzie kurskim. Z kolei wojska rosyjskie próbowały wykorzystać ukraińskie ataki na północny wschód od Sudży, aby zaatakować gdzie indziej w ukraińskim obszarze. Ukraińcy mogą kontynuować ataki dalekiego zasięgu na rosyjskie tyły w obwodzie kurskim w ramach wysiłków na rzecz wykorzystania zintegrowanych zdolności uderzeniowych w celu wsparcia operacji lądowych. Tymczasem siły rosyjskie posuwały się w kierunku Łymanu, Torećka i Pokrowska, a rosyjskie Ministerstwo Obrony stwierdziło, że wojska rosyjskie zajęły Kurachowe.
Siły Powietrzne Ukrainy podały, że Rosja zaatakowała ukraińskie terytorium przy użyciu dwóch rakiet manewrujących Ch-59 z kierunku południowego oraz 128 dronów Shahed 136/131 i dronów-wabików różnych typów, wystrzelonych z Briańska, Millerowa, Orła, Kurska i Primorsko-Achtarska. Ukraińska obrona przeciwlotnicza zniszczyła dwie rakiety Ch-59 oraz 79 dronów w obwodach mikołajowskim, połtawskim, sumskim, charkowskim, kijowskim, czernihowskim, czerkaskim, dniepropetrowskim, żytomierskim, kirowohradzkim i winnickim, a kolejne 49 dronów zaginęło na Ukrainie w ramach walki elektronicznej. W wyniku upadku zestrzelonych dronów uszkodzone zostały budynki przedsiębiorstw, instytucji i domy prywatne w obwodach czernihowskim, sumskim, czerkaskim, połtawskim i kijowskim. Nie odnotowano ofiar ani rannych.
Ok. 11:20 Rosjanie za pomocą drona zaatakowali wieś Szyroka Bałka, w wyniku czego zginął 48-letni mężczyzna, który znajdował się na ulicy. Gubernator Ołeksandr Prokudin podał, że wieczorem rosyjski dron zaatakował cywilny autobus pasażerski w Chersoniu w obwodzie chersońskim, zabijając co najmniej jedną osobę (49-letniego mężczyznę) i raniąc dziewięć kolejnych. Komenda Główna Policji poinformowała, że siły rosyjskie atakowały Nikopol i okoliczne miejscowości za pomocą artylerii lufowej, dronów kamikadze i amunicji zrzucanej z dronów. W Nikopolu w wyniku ostrzału artylerii zginął 43-letni mężczyzna, a jego żona została ranna. Uszkodzone zostały trzy firmy, 5-piętrowe budynki, domy prywatne, supermarket, budynek gospodarczy, linia energetyczna, garaże i samochody.
Ukraińskie wojsko podało, że w obwodzie chersońskim zniszczono dwa kompleksy przeciwlotnicze Pancyr-S1. Trafione zostały także systemy przeciwlotnicze Osa i Buk. Dzień później ukraińskie Centrum Komunikacji Strategicznej i Bezpieczeństwa Informacji poinformowało, że Ukraina po raz pierwszy użyła drona morskiego do wystrzelenia samobójczego dronów FPV, które zniszczyły trzy rosyjskie systemy obrony powietrznej.
Ministerstwo Obrony Ukrainy oświadczyło, że zamówiło 180 tys. szt. amunicji 35 mm do artylerii przeciwlotniczej Gepard od niemieckiego producenta broni Rheinmetall.
Służba Bezpieczeństwa Ukrainy (SBU) poinformowała, zatrzymała czterech obywateli Ukrainy, którzy wykonywali polecenia rosyjskich służb specjalnych i planowali przeprowadzić zakrojony na szeroką skalę atak terrorystyczny na ukraińską jednostkę wojskową w obwodzie kijowskim. Dotyczyło to m.in. 16-letniego chłopaka przebranego za żołnierza i aresztowanego w grudniu 2024 roku. Wydano mu polecenie umieszczenia przy wejściu do obiektu wojskowego materiałów wybuchowych, które następnie zostałyby zdalnie zdetonowane, tym samym zabijając chłopca i uszkadzając obiekt.
Dowódca ukraińskich sił lądowych Mychajło Drapatyj podczas konferencji prasowej przyznał, że w wyszkolonej przez Francuzów 155 Brygadzie Zmechanizowanej „Anny Kijowskiej” występują znaczące wyzwania, w tym wysoki wskaźnik dezercji i słaba organizacja, dodając, że: „Oczywiście jest to negatywna lekcja, negatywne doświadczenie, ale należy je przekształcić w jakieś działania zapobiegawcze”. Przedstawiciel armii francuskiej potwierdził agencji AFP, że kilkudziesięciu ukraińskich żołnierzy służących w 155 Brygadzie Zmechanizowanej zdezerterowało podczas szkolenia wojskowego we Francji; „Doszło do pewnej liczby dezercji, ale nadal są one bardzo marginalne, biorąc pod uwagę liczbę osób, które przeszły szkolenie. Byli we francuskich koszarach, mieli prawo wyjść”.

### 7 stycznia

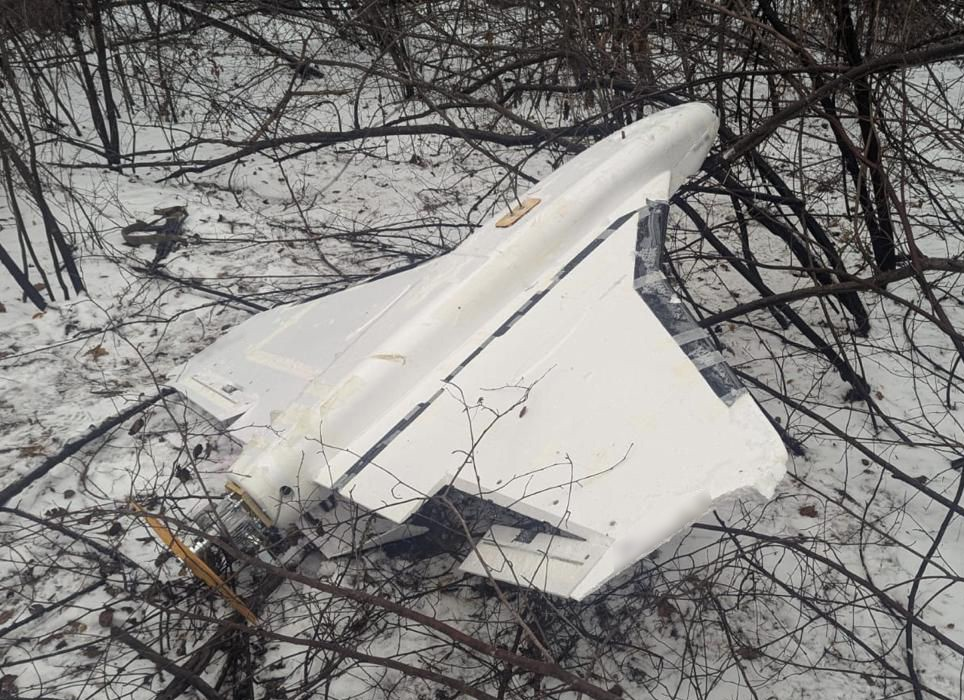
Rosyjski dron „Gerbera” zestrzelony przez ukraińskich strażników granicznych w obwodzie sumskim.

Armia ukraińska stwierdziła, że będzie kontynuować walki w Kurachowem, którego zdobycie dzień wcześniej ogłosiła Rosja. Ukraińskie zgrupowanie „Chortyca” oświadczyło, że „w zachodniej części miasta, na zachodnich obrzeżach miasta, m.in. w elektrociepłowni, utrzymywały się wojska ukraińskie”. Rzecznik Wiktor Trehubow powiedział, że sytuacja w tym sektorze była „bardzo trudną”, podkreślając, że „duża część miasta została zniszczona. Po prostu nie ma miejsca na obronę, bo nie ma fortyfikacji”. Rzecznik Trehubow zaprzeczył doniesieniom o zajęciu przez Rosję wsi Łozowa w obwodzie charkowskim, mówiąc, że „Trudno mi ustalić, skąd pochodzą informacje o jej zajęciu. Informacje z tego miejsca są sprzeczne. Jak dotąd nie było nawet informacji o poważnych starciach w tym miejscu”. Z mapy DeepState wynikało, że wojsko rosyjskie niedawno zajęło wieś.
Sztab Generalny Ukrainy poinformował, że w związku z eskalacją działań wojennych w regionie, siły ukraińskie odparły w ciągu ostatniego dnia 94 rosyjskie ataki lądowe w obwodzie kurskim, co stanowiło prawie połowę potyczek z 218 walk, które miały miejsce w ciągu ostatniego dnia. SG Ukrainy poinformował także, że siły ukraińskie przeprowadziły „precyzyjny atak” na stanowisko dowodzenia rosyjskiej 810 Samoldzielnej Gwardyjskiej Brygady Piechoty Morskiej w pobliżu wsi Biełaja w obwodzie kurskim. Źródła rosyjskie stwierdziły, że wojska rosyjskie odbiły miejscowości Staraja Soroczina, Russkoje Poriecznoje, Kosica i Machnowka w obwodzie kurskim oraz oczyściły miasta Bierdin i Nowosotnickij z ukraińskich ataków. Operatorzy 8 Pułku Sił Operacji Specjalnych poinformowali, że 13 żołnierzy północnokoreańskich zostało zabitych, w tym pięciu w walce i ośmiu przy użyciu dronów. W trakcie kontroli jeden z zabitych miał pismo z apelacją do partii. Ponadto w mediach społecznościowych opublikowano nagranie wskazujące, że na froncie pojawiły się północnokoreańskie 170 mm działa samobieżne dalekiego zasięgu M-1978 Koksan i były używane przez Rosjan
Według ISW siły rosyjskie posunęły się naprzód w północno-zachodnim Torećku po kilku tygodniach intensywnych ofensyw i zdobyczy w tym rejonie. Rosjanie prawdopodobnie zamierzali wykorzystać swoje postępy w północno-zachodnim Torećku, aby atakować dalej na zachód od miasta i Szczerbyniwki oraz wzdłuż autostrady T-0516 Torećk–Konstantynówka w kierunku najbardziej wysuniętego na południe punktu linii obronnych Ukrainy w Konstantynówce. Wojska rosyjskie mogą także próbować wykorzystać taktyczne zdobycze w obrębie i w pobliżu Torećka oraz na wschód od Pokrowska, aby wyeliminować ukraiński występ na południowy zachód od Torećka. Siły rosyjskie prawdopodobnie nie będą stanowić poważnego zagrożenia dla Konstantynówki, chyba że rosyjskie dowództwo wzmocni istniejące zgrupowanie w tym rejonie wojskami z innych odcinków frontu. Tymczasem Ukraińcy posunęli się naprzód w obwodzie kurskim, a siły rosyjskie zrobiły postępy w pobliżu Kupiańska, Torećka i Pokrowska oraz w obwodzie kurskim.
Według ukraińskich Sił Powietrznych wojska rosyjskie zaatakowały Ukrainę przy użyciu 38 dronów Shahed 136/131 i dronów-wabików różnego typu, wystrzelonych z Millerowa, Kurska, Primorsko-Achtarska. Ukraińska obrona przeciwlotnicza zestrzeliła 28 dronów w obwodach połtawskim, sumskim, charkowskim, czerkaskim, mikołajowskim, chersońskim i kirowohradzkim, trzy poleciały w kierunku Rosji, a kolejne 10 zaginęło na Ukrainie w ramach walki elektronicznej.
Według Ośrodka Studiów Wschodnich (OSW) 5 stycznia Ukraińcy uderzyli na północny wschód od Sudży w obwodzie kurskim i posunęli się 3–7 km wzdłuż drogi Sumy–Kursk. Atak został zastopowany w rejonie Bierdinu, o którą toczyły się walki. Rosjanie atakowali na trzech innych kierunkach w obwodzie kurskim, największe powodzenie osiągając na południowy wschód od Sudży. Ich pozycje znajdowały się 2 km na południe od miasta. Wojska rosyjskie wyszły na zachodnie obrzeża Kurachowego, lecz w jego części przemysłowej nadal funkcjonowały pojedyncze ośrodki ukraińskiego oporu. Rosjanie poczynili kolejne postępy na południe i południowy zachód od Pokrowska oraz na północ i zachód od Wełykiej Nowosiłki, jednak wciąż nie udało im się przeciąć ostatniej drogi zaopatrzenia. Wznowili też działania zaczepne w kierunku węzła drogowego na głównej trasie z Pokrowska na północ obwodu donieckiego, do którego po zajęciu ośrodka oporu przeciwnika w Wozdwyżence pozostało im ok. 2 km. Siły rosyjskie wyparły Ukraińców na północne i północno-zachodnie krańce Torećka, a według części źródeł rozbili siły ukraińskiew jego granicach na dwa zgrupowania. Poszerzyli przyczółki na zachodnich brzegach rzek Żerebeć (na kierunku Łymanu) i Oskoł (na północ od Kupiańska), jak również wyłom w pozycjach przeciwnika na południe od Kupiańska. Pod kontrolę rosyjską przeszły kolejne kwartały w centrum Czasiw Jaru, a Ukraińcy mieli odzyskać niektóre pozycje na południe od miasta.
SBU zatrzymała agentów zwerbowanych przez FSB, którzy szpiegowali znanych ochotników i urzędników organizacji międzynarodowych w Kijowie, Dnieprze i Odessie. Jednym z nich był prawnik, z którym w przedsięwzięciu uczestniczyło kilku wspólników z trzech regionów. Potajemnie podążali za „obiektami”. Szef grupy okresowo ustawiał „punkty obserwacyjne” z lornetkami na dachach budynków naprzeciwko biur organizacji międzynarodowych i wolontariuszy. Ponadto korygowali ataki rakietowe na zakłady obronne i obiekty energetyczne.
Siły Powietrzne Ukrainy oświadczyły, że po raz pierwszy w historii ukraiński myśliwiec F-16 zestrzelił sześć rosyjskich rakiet manewrujących podczas jednej misji, w tym dwa z działka samolotu. Według doniesień do przechwycenia doszło podczas masowego rosyjskiego nalotu 13 grudnia 2024 roku, podczas którego Rosja wystrzeliła prawie 200 dronów i 94 rakiety.
Minister spraw zagranicznych Węgier Péter Szijjártó powiedział, że zawieszenie przez Ukrainę tranzytu rosyjskiego gazu ziemnego zaostrzyło wyzwania gospodarcze stojące przed Europą, powodując wzrost cen gazu na rynku europejskim o 20%. Spotkał się także ze słowackim ministrem spraw zagranicznych Jurajem Blanárem w celu przeanalizowania sytuacji oraz podkreślił, że Ukraina musi dotrzymywać umowy stowarzyszeniowej z UE, która zawiera zobowiązania do utrzymania szlaków transportu energii.

### 8 stycznia

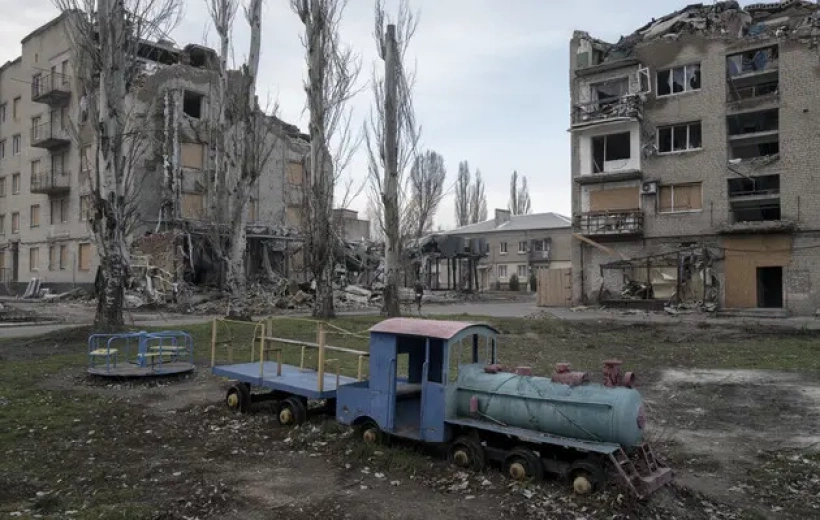
Podwórko w Pokrowsku po rosyjskich atakach na miasto.

Ukraińskie zgrupowanie „Chortyca” poinformowało, że wojska rosyjskie zniszczyły część pozycji ukraińskich w obwodzie donieckim podczas operacji szturmowych w Czasiw Jarze, w rejonie Stupoczek i w Torećku.
W ocenie ISW wojska rosyjskie posunęły się naprzód w obwodzie kurskim, w Torećku i w pobliżu Kurachowego. Ponadto siły rosyjskie coraz częściej używały na Ukrainie dronów przymocowanych do światłowodów. Brytyjskie MON podało, że siły ukraińskie przeprowadziły ograniczony kontratak przeciwko Rosjanom w obwodzie kurskim. Atak miał miejsce, gdy Ukraina nadal broniła swojego terytorium w Kursku przed ciągłymi atakami wojsk rosyjskich i północnokoreańskich. Pomimo wysokich strat Rosja była w stanie poczynić jedynie niewielkie postępy przeciwko obszarowi kontrolowanemu przez Ukrainę w ostatnich tygodniach. Ponadto Rosja nadal koncentrowała swoje ataki w centralnej części obwodu donieckiego. W szczególności wojska rosyjskie w większości zdobyły Kurachowe. Rosja rozpoczęła ofensywę na miasto w połowie listopada 2024 roku. Na południe od Pokrowska wojska rosyjskie posuwały się na zachód, zdobywając kilka wiosek i zajmując pozycje 4 km na południe od miasta. Centralny obwód doniecki nadal był najbardziej niestabilnym obszarem na linii frontu.
Siły Powietrzne Ukrainy podały, że Rosjanie zaatakowali Ukrainę za pomocą 64 dronów Shahed 136/131 i dronów-wabików różnego typu, wystrzelonych z Orła, Kurska, Briańska i Primorsko-Achtarska. Ukraińska obrona przeciwlotnicza zniszczyła 41 dronów w obwodach połtawskim, sumskim, charkowskim, czerkaskim, czernihowskim, żytomierskim, dniepropetrowskim, mikołajowskim i kirowohradzkim, a kolejne 22 zaginęły na Ukrainie w ramach walki elektronicznej. Państwowa Służba Ratownicza i gubernator Iwan Fedorow poinformowali, że 13 osób zginęło, a 113 zostało rannych (59 trafiło do szpitala, a 10 było w stanie krytycznym), w tym dziecko, w rosyjskim nalocie na zakład przemysłowy w Zaporożu. Atak przeprowadzono o 15:40 przy użyciu dwóch bomb lotniczych FAB-500 z UMPK, które eksplodowały w pobliżu budynku administracyjnego i drogi. Trafiony został również tramwaj i minibus przewożący pasażerów. Atak uszkodził budynki mieszkalne, cztery budynki administracyjne, zakład przemysłowy i inną infrastrukturę.
Sztab Generalny Ukrainy Wojska oświadczył, że w nocy siły ukraińskie zaatakowały skład ropy naftowej „Kombinat Kristal” w Engels w obwodzie saratowskim (ok. 600 km od linii frontu na Ukrainie), który dostarczał paliwo do bazy lotniczej Engels-2 i rosyjskich bombowców strategicznych stacjonujących w tym miejscu. Gubernator Roman Busargin powiedział, że szczątki ukraińskiego drona uderzyły w nieokreślony „zakład przemysłowy” ok. 5:30 rano czasu lokalnego podczas „masowego” ataku dronów na miasto oraz ogłosił stan wyjątkowy. Podczas gaszenia pożaru zginęło dwóch strażaków. Według doniesień w pożarze zniszczone zostały trzy zbiorniki o pojemności 120 tys. m³, a wszystkie zbiorniki na miejscu zostały znacznie uszkodzone. W wyniku tego zniszczeniu uległo ok. 800 tys. ton paliwa lotniczego. MON Rosji stwierdziło, że 11 ukraińskich dronów zostało zestrzelonych nad obwodem saratowskim. Ukraińskie Siły Specjalne zniszczyły różny rosyjski sprzęt w obwodzie donieckim za pomocą dronów, w tym system walki elektronicznej Pole-21, który służył do zakłócania sygnałów GPS. Armia ukraińska stwierdziła również, że zbombardowano stanowisko dowodzenia rosyjskiej 8 Armii Ogólnowojskowej w Charcysku w obwodzie donieckim.
Ambasador Oksana Markarowa poinformowała, że dwustronna Grupa członków Izby Reprezentantów USA, z którą aktywnie współpracowała z Ambasada Ukrainy w Stanach Zjednoczonych, złożyła w Izbie Reprezentantów projekt rezolucji uznającej działania Rosji na Ukrainie za akt ludobójstwa. W dokumencie stwierdzono, że okrucieństwa popełnione przez siły rosyjskie na Ukrainie, w tym ataki na ludność cywilną, bezpośrednie ataki na szpitale położnicze i placówki medyczne oraz przymusowe przesiedlenia setek tys. Ukraińców, w tym dzieci, do Rosji i na okupowane terytoria spełniają kryteria określone w Artykule II Konwencji Narodów Zjednoczonych o zapobieganiu i karaniu zbrodni ludobójstwa.
Były prezydent Ukrainy Petro Poroszenko i członkowie jego opozycyjnej partii Europejska Solidarność złożyli 7 stycznia projekt ustawy zakazującej tranzytu rosyjskiej ropy naftowej i gazu przez terytorium Ukrainy w czasie stanu wojennego. Poroszenko na konferencji prasowej powiedział, że: „Każdego dnia rurociągiem naftowym „Przyjaźń” transportuje się 300 tys. baryłek rosyjskiej ropy... Każdego dnia, gdy wstrzymanie tranzytu rosyjskiej ropy zostaje opóźnione, do Rosji napływają dziesiątki milionów dolarów”. Minister spraw zagranicznych Péter Szijjártó potępił ukraiński projekt ustawy proponujący zawieszenie tranzytu rosyjskiej ropy i gazu przez Ukrainę w czasie stanu wojennego, nazywając ten środek „niedopuszczalnym” oraz stwierdzając, że Węgry zablokują przystąpienie Ukrainy do Unii Europejskiej.
Minister spraw zagranicznych Finlandii Elina Valtonen w rozmowie z agencją Reuters stwierdziła, że członkostwo w NATO jest jedyną wiarygodną, długoterminową gwarancją, jaką Ukraina może mieć, aby obronić się przed przyszłą agresją Rosji; „W dłuższej perspektywie jedyną wiarygodną gwarancją bezpieczeństwa jest Artykuł 5 Traktatu Waszyngtońskiego, a więc zasadniczo członkostwo w NATO. I popieramy członkostwo Ukrainy w NATO w dalszej perspektywie i miejmy nadzieję, że nie w odległej przyszłości”.

### 9 stycznia
Szef Administracji Wojskowej Andrij Besedin potwierdził, że siły rosyjskie utworzyły przyczółek nad rzeką Oskoł w obwodzie charkowskim w pobliżu Dworicznej. Besedin opisał sytuację jako „niezwykle trudną” i ostrzegł, że rosyjskie wojska mogą wykorzystać przyczółek do oskrzydlenia ukraińskich pozycji, dodając, że siły rosyjskie znajdowały się zaledwie 2 km od Kupiańsk. Według niego armia rosyjska przeprowadziła również 12 ataków w kierunku miejscowości Hołubiwka i Pietropawlika, położonych ok. 6 km od Kupiańska. 
Ukraińska 47 Brygada Zmechanizowana poinformowała, że wraz z innymi jednostkami odparła „potężny” atak rosyjski w obwodzie kurskim, publikując nagranie filmowe z tego starcia. W ataku brało udział ok. 50 pojazdów, w tym czołgi, bojowe wozy piechoty, transportery opancerzone i łaziki. Według brygady Rosjanie początkowo próbowali rozminować podejścia do pozycji ukraińskich i zaatakowali w sześciu falach. Rosja wysłała „ogromną liczbę żołnierzy”, z których 45 zginęło, a 53 zostało rannych. „Czołgi, BMP-2, BMD, transportery opancerzone, pojazdy dostawcze i Lancety — nasi żołnierze i towarzysze spalili rosyjski sprzęt wart dziesiątki milionów dolarów”. Materiały geolokalizowane wskazywały, że siły rosyjskie zdobyły wsie Aleksandrija i Leonidowo w obwodzie kurskim. Wojska rosyjskie stwierdziły także, że zdobyto miejscowości Progrebski, Maryjewka i Najdenow.
Według ISW siły rosyjskie zrobiły postępy w pobliżu Borowej i Pokrowska oraz w obwodzie kurskim. Siły ukraińskie posunęły się naprzód w rejonie Sudży.
Według Sił Powietrznych Ukrainy wojska rosyjskie zaatakowały Ukrainę za pomocą 70 dronów Shahed 136/131 i dronów-wabików, wystrzelonych z Millerowa, Orła, Kurska, Briańska i Primorsko-Achtarska. Ukraińska obrona przeciwlotnicza zestrzeliła 46 dronów w obwodach połtawskim, sumskim, charkowskim, czerkaskim, czernihowskim, kijowskim, dniepropetrowskim, chersońskim i mikołajowskim, a kolejne 24 zaginęły na Ukrainie w ramach walki elektronicznej. Domy prywatne w obwodach charkowskim, sumskim i czerkaskim zostały uszkodzone na skutek upadku zestrzelonych dronów. Prokuratura Generalna ogłosiła, że Rosjanie przeprowadzili atak na obwód chersoński, w wyniku którego zginęło dwóch cywilów. Zaatakowano kilka ulic w Berysławiu przy użyciu dronów, w rezultacie czego zginął 54-letni mężczyzna, a trzech innych cywilów zostało rannych. Ponadto ostrzelano z artylerii wieś Nezłamne w rejonie berysławskim, gdzie 60-letnia kobieta doznała niewielkich obrażeń. Gubernator Ołeksandr Prokudin podał, że siły rosyjskie zrzuciły na Chersoń bomby lotnicze KAB, które uszkodziły dom prywatny, przedsiębiorstwo i przedszkole oraz zraniły co najmniej sześciu cywilów.
Na spotkaniu w Rammstein Stany Zjednoczone zapowiedziały kolejny pakiet pomocy wojskowej dla Ukrainy o wartości 500 mln dolarów, który obejmował m.in. pociski AIM-7, RIM-7 i AIM-9 dla obrony przeciwlotniczej, amunicję powietrze-ziemia, sprzęt pomocniczy dla samolotów F-16, pancerne systemy mostowe i sprzęt łącznościowy. Prawdopodobnie był to ostatni pakiet przekazany przez administrację Bidena przed objęciem urzędu przez Donalda Trumpa. Norwegia ogłosiła, że przekaże pakiet pomocy wojskowej dla Ukrainy w wysokości ponad 2 miliardów euro w 2025 roku. Minister obrony Bill Blair ogłosił, że Kanada przekaże pakiet pomocy wojskowej dla Ukrainy w wysokości 305 milionów dolarów, w tym 200 milionów dolarów na „czeską inicjatywę dotyczącą zakupu i dostawy amunicji na Ukrainę” i pozostałą część na zakup amunicji od kanadyjskich producentów, produkcję dronów na Ukrainie i kilka dostaw zimowych mundurów. Wielka Brytania ogłosiła, że wraz z sojusznikami wyśle na Ukrainę 30 tys. dronów FPV, natomiast Niemcy dostarczą sześć wyrzutni IRIS-T. Projekt monitorujący Niemiecką Pomoc dla Ukrainy ogłosił, ze wojsko ukraińskie po raz pierwszy otrzymało niemieckie pojazdy opancerzone Lynx. „Dostawa BWP Lynx na Ukrainę nie była finansowana przez Rheinmetall. Najbardziej prawdopodobnymi kandydatami były władze niemieckie lub rząd ukraiński”. Ponadto Ukraina prowadziła negocjacje z USA w sprawie uzyskania licencji na produkcję amerykańskich systemów obrony powietrznej i rakiet na Ukrainie.
W Rammstein zatwierdzono osiem map drogowych, które określały kluczowe cele armii ukraińskiej do 2027 roku i stanowiły podstawę średnioterminowego i długoterminowego wsparcia. Minister obrony Rustem Umierow poinformował, że głównymi obszarami prac były: udzielanie pomocy wojskowej, organizowanie zamówień publicznych, przyciąganie inwestycji oraz wspieranie ukraińskiego przemysłu obronnego i jego rozwoju. Na spotkaniu prezydent Wołodymyr Zełenski poruszył m.in. kwestię rozmieszczenia na Ukrainie kontyngentów wojskowych państw partnerskich. Wysoki przedstawiciel UE ds. zagranicznych i polityki bezpieczeństwa Kaja Kallas powiedziała, że jeżeli wsparcie USA dla Ukrainy osłabnie, Unia Europejska jest gotowa odegrać wiodącą rolę we wspieraniu Ukrainy.
Brytyjski Financial Times poinformował, że prezydent-elekt USA Donald Trump, który zmienił swoją obietnicę wyborczą dotyczącą zakończenia wojny na Ukrainie w ciągu kilku miesięcy zamiast w ciągu 24h, podkreślił, że pomoc Stanów Zjednoczonych dla Ukrainy będzie kontynuowana po jego inauguracji w dniu 20 stycznia 2025 roku. Zespół Trumpa starał się unikać porównań z chaotycznym wycofaniem się prezydenta Joe Bidena z Afganistanu i nie chciał, aby podobna sytuacja powtórzyła się także na Ukrainie. Administracja prezydenta USA była w stanie wydać kolejne 10 miliardów dolarów na pomoc Ukrainie w ramach programu USAI (Ukraine Security Assistance Initiative), zamawiając broń od producentów lub kupując ją od partnerów. Według dziennikarza Colby’ego Badhwara w ciągu dwóch miesięcy od 16 października do 19 grudnia 2024 roku administracja Joe Bidena przeznaczyła kolejny miliard dolarów na finansowanie USAI, ale zainwestowała w kontrakty tylko 13 milionów dolarów z wcześniej przyznanych środków. Colby Badhwar stwierdził, że prawdopodobnie nowa administracja Donalda Trumpa spróbuje wykorzystać te fundusze inaczej, dodając, że: „Pozbycie się programu USAI przez administrację Bidena przejdzie do historii jako największa porażka w historii amerykańskich programów bezpieczeństwa”.
Według dziennika Der Spiegel kanclerz Niemiec Olaf Scholz zablokował propozycję dodatkowego pakietu pomocy wojskowej dla Ukrainy o wartości 3 miliardów euro. Nowy plan pomocy, zaproponowany przez minister spraw zagranicznych Annalenę Baerbock i ministra obrony Borisa Pistoriusa, dotyczył dodatkowej broni, w tym trzech baterii obrony powietrznej IRIS-T], 10 haubic i większej ilości amunicji artyleryjskiej, jednak Scholz stwierdził, że istniejący przydział 4 miliardów euro na 2025 rok oraz środki z 50 miliardów dolarów pożyczki G7 finansowanej zamrożonymi aktywami rosyjskimi, powinny być wystarczające.
Prezydent Zełenski oświadczył, że siły północnokoreańskie walczące u boku wojsk rosyjskich przeciwko ukraińskiej armii poniosły 4 tys. ofiar, zarówno zabitych, jak i rannych. Sekretarz Obrony Lloyd Austin powiedział, że Rosja poniosła ponad 700 tys. ofiar od czasu rozpoczęcia inwazji na Ukrainę w 2022 roku, więcej niż we wszystkich konfliktach od czasów II wojny światowej. Liczba ofiar, która przekracza ⅔ przedwojennego stanu rosyjskiej armii, odzwierciedla wysokie koszty tego, co Władimir Putin nazywał „specjalną operacją wojskową”. Tylko w listopadzie 2024 roku Rosja traciła prawie 1500 żołnierzy dziennie, co rozciągnęło jej zasoby wojskowe do granic możliwości. „Ochotnicy nie byli w stanie nadrobić tych oszałamiających strat. Kreml został zredukowany do przeszukiwania rosyjskich więzień i „zmuszania żołnierzy do służby kontraktowej”.

### 10 stycznia

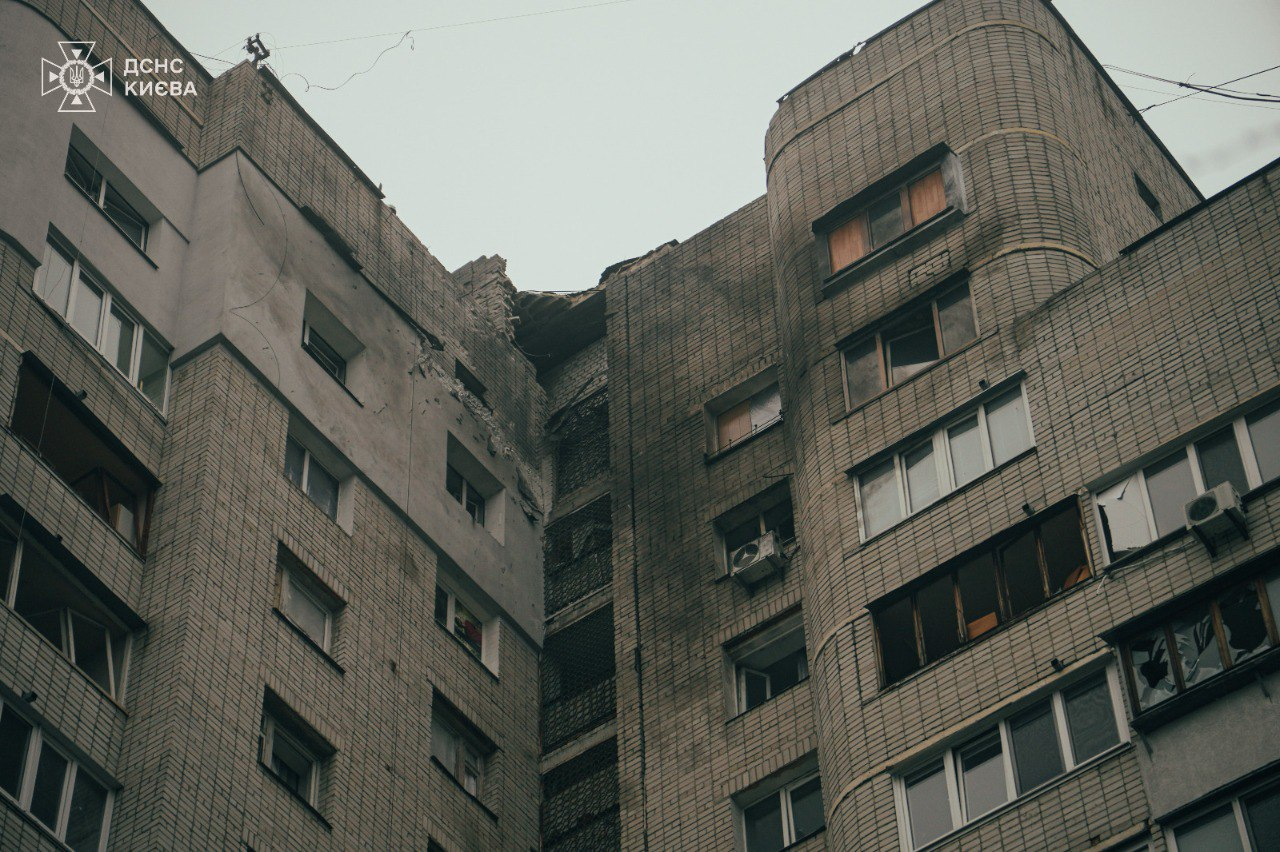
16-piętrowy budynek mieszkalny w Kijowie, uszkodzony szczątkami drona podczas nocnego rosyjskiego ataku.

Siły rosyjskie stwierdziły, że zdobyto wsie Baraniwka, na wschód od Pokrowska, i Jasenowe, na południowy zachód od Pokrowska. Rzecznik ukraińskiego zgrupowania „Chortyca” Wiktor Trehubow powiedział, że wojska ukraińskie utrzymywały linie obronne w elektrociepłowni Kurachowe pomimo zaciętych walk w tym sektorze. „Rosjanie próbowali zaatakować w rejonie Dachnego i wypędzić ukraińskie siły z Kurachowego. Ukraińskie siły utrzymywały elektrociepłownię i zadawali wrogowi wszystkie możliwe szkody”. Trehubow dodał, że wojska ukraińskie niszczyły duże ilości rosyjskiego sprzętu wojskowego w sektorze Kurachowego.
W ocenie ISW siły rosyjskie niedawno posunęły się naprzód w obwodzie kurskim oraz w pobliżu Kupiańska, Czasiw Jaru, Torećka, Pokrowska i Kurachowego.
Siły Powietrzne Ukrainy podały, że w nocy Rosjanie zaatakowali Ukrainę przy wykorzystaniu 72 dronów Shahed 136/131 i dronów-wabików różnego typu. Ukraińska obrona przeciwlotnicza zniszczyła 33 drony w obwodach połtawskim, sumskim, charkowskim, czerkaskim, czernihowskim, kijowskim, dniepropetrowskim, zaporoskim, chmielnickim, winnickim i chersońskim, jeden poleciał w kierunku Rosji, a kolejne 34 zaginęły na Ukrainie. Na północy obwodu czernihowskiego odnotowano pięć trafień dronów w przedsiębiorstwa i budynki gospodarcze, w wyniku czego jeden cywil został ranny. W obwodzie kijowskim zestrzelony dron spadł na wieżowiec, uszkadzając go i kilkadziesiąt samochodów.
Prorosyjski gubernator Dienis Puszylin stwierdził, że co najmniej trzy osoby zginęły, a sześć zostało rannych w ukraińskich atakach HIMARS na Donieck i Switłodarśk w obwodzie donieckim. Sztab Ukrainy poinformował, że w Switłodarśku przeprowadzono „udany atak” na stanowisko dowodzenia rosyjskiego 3 Korpusu Armijnego w Switłodarśku. SBU podała, że w nocy ukraiński dron i rakieta Neptun uderzyły w rosyjski magazyn amunicji we wsi Czaltyr w obwodzie rostowskim. Początkowo ukraińskie drony „przeciążyły” rosyjską obronę przeciwlotniczą, a potem w to miejsce uderzyła rakieta Neptun. Mieszkańcy donosili o silnej eksplozji. Kolejne ataki dronów odnotowano m.in. w obwodzie leningradzkim, gdzie wyniku jednego uderzenia wybuchł pożar w strefie przemysłowej w Gatczynie, który strawił 1900 m². Rosyjskie Ministerstwo Obrony podało, że w ciągu nocy przechwycono 40 ukraińskich dronów nad obwodami rostowskim (16), kurskim (4), woroneskim (4), briańskim (3), kubańskim (2), biełgorodzkim (1) i Morzem Azowskim (10).
Przewodnicząca Ursula von der Leyen poinformowała, że Unia Europejska przekazała Ukrainie pożyczkę w wysokości 3 mld euro w ramach grupy G7, sfinansowaną z wpływów z zamrożonych aktywów rosyjskich. Premier Denys Szmyhal podał, że 3 miliardy euro otrzymane od EU zostaną przeznaczone na priorytetowe wydatki budżetowe.
Ministerstwo Obrony Ukrainy poinformowało, że prawie 1300 Ukraińców mieszkających w Polsce, Danii, Czechach, Niemczech, na Litwie i innych krajach europejskich złożyło wnioski o wstąpienie do Legionu Ukraińskiego stacjonującego w Polsce. Druga grupa ochotników podpisała już kontrakty w Lublinie. Po raz pierwszy wśród rekrutów znalazły się kobiety, które aplikowały na stanowiska medyczne i komunikacyjne.
Biuro Kontroli Aktywów Zagranicznych Departamentu Skarbu USA poinformowało, że Stany Zjednoczone i Wielka Brytania nałożyły na rosyjski przemysł naftowy sankcje, obejmujące prawie 200 statków z rosyjskiej „floty cieni” i tankowców należących do rosyjskich operatorów. Sankcje objęły również dwie duże firmy naftowe „Gazprom Nieft” i „Surgutnieftiegaz”, a także ponad 20 ich spółek zależnych, dwie firmy oferujące ubezpieczenia morskie z siedzibą w FR, „Ingosstrakh” i grupę „AlfaStrakhovanie” oraz rosyjskiego państwowego przedsiębiorstwa żeglugowego i operatora floty „Sovcomflot”. Opisano to jako działanie mające na celu ukaranie Rosji za jej działania przeciwko Ukrainie. Kompleksowe działanie mające na celu wyeliminowanie głównego źródła dochodów, z którego finansowana jest brutalna i nielegalna wojna. Łącznie firmy transportowały ponad 1 milion baryłek ropy naftowej i generowały szacowany przychód w wysokości 23 miliardów dolarów rocznie. Sankcje rozszerzono również na kilkudziesięciu rosyjskich urzędników i dyrektorów firm energetycznych, co jeszcze bardziej zaostrzyło ograniczenia nałożone na rosyjski przemysł naftowy.

### 11 stycznia
Ukraiński obserwator wojskowy powiedział, że wojska rosyjskie zajęły wieś Hryhoriwka, na północ od Czasiw Jaru. Armia rosyjska stwierdziła, że zdobyto miasto Nieskuczne, na południe od Wełykiej Nowosiłki. Według ukraińskiego projektu DeepState wojska rosyjskie całkowicie zajęły Kurachowe w obwodzie donieckim oraz posuwały się w kierunku trzech innych miejscowości.
W opinii ISW siły północnokoreańskie wysyłały duże grupy szturmowe do działań bojowych pomimo częstych ukraińskich ataków dronów, co prawdopodobnie przyczynia się do wysokiej liczby ofiar Korei Północnej i prawdopodobnie wpłynie na wnioski, jakie północnokoreańskie dowództwo wojskowe wyciągnie z walki w wojnie. Tymczasem wojska ukraińskie posunęły się naprzód w obwodzie kurskim. Według brytyjskiego MON w północnym obwodzie donieckim trwały walki o kontrolę nad Czasiw Jarem i Torećkiem, które Rosja próbowała przejąć w celu otwarcia drogi na Kramatorsk i Konstantynówkę. Rosjanie próbowali przeprowadzić ataki na oba miasta pojazdami opancerzonymi pod koniec grudnia 2024 roku i na początku stycznia 2025 roku. Ataki zostały odparte w pobliżu Czasiw Jaru, ale w Torećku Rosja kontynuowała postępy. Wojska rosyjskie prawdopodobnie kontrolowały co najmniej 70% Torećka i poczyniły żmudne postępy w mieście, ale walki miejskie zahamowały szybki postęp. Kanał Doniec-Donbas służył wówczas jako linia kontroli. Z kolei atakujące siły rosyjskie były często atakowane przez ukraińskich operatorów dronów, gdy zbliżały się do kanału. Siły rosyjskie próbowały zablokować ukraińskie szlaki logistyczne do i z tych miast.
Według ukraińskich Sił Powietrznych w nocy Rosja zaatakowała Ukrainę 74 dronami Shahed 136/131 i dronami innego typu, wystrzelonymi z Millerowa, Orła, Briańska i Primorsko-Achtarska. Ukraińska obrona przeciwlotnicza zestrzeliła 47 dronów w obwodach połtawskim, sumskim, charkowskim, czerkaskim, czernihowskim, kijowskim, dniepropetrowskim, zaporoskim, kirowohradzkim, chersońskim i mikołajowskim, a kolejne 27 zaginęło na Ukrainie w ramach walki elektronicznej. Zestrzelone drony uszkodziły budynki gospodarcze, instytucje, domy prywatne i pojazdy w siedmiu regionach Ukrainy. Ofiarom udzielano pomocy.
Gubernator Jewgienij Pierwyszow stwierdził, że trzy osoby zostały ranne, gdy dron rozbił się na dwóch 5-piętrowych budynkach mieszkalnych w Kotowsku w obwodzie tambowskim. Zniszczenia były niewielkie. Rosyjskie media podały, że w nocy z 10 na 11 stycznia ukraińskie drony zaatakowały rosyjski port w Noworosyjsku, powodując ogromny pożar. W porcie odnotowano ponad siedem trafień. Rosyjskie Ministerstwo Obrony poinformowało, że w nocy obrona przeciwlotnicza przechwyciła lub zniszczyła 85 ukraińskich dronów nad Morzem Czarnym (31), obwodem woroneskim (16), Krajem Krasnodarskim (16), Morzem Azowskim (14), obwodami biełgorodzkim (4), tambowskim (2) i kurskim (1) oraz Krymem (1).
Kanał na Telegramie „Astra” podał, że zakład przetwórstwa ropy naftowej „Taneko” w Tatarstanie został zaatakowany przez ukraińskie drony, co spowodowało ewakuację obiektu. Szef ukraińskiego Centrum ds. Zwalczania Dezinformacji Andrij Kowalenko potwierdził atak, dodając, że: „Rafineria odgrywa kluczową rolę w dostarczaniu paliwa rosyjskiej armii. Niszczenie rafinerii i składów ropy naftowej bezpośrednio wpływa na zdolność Rosji do prowadzenia intensywnej wojny”. Nagrano pożar w rafinerii ropy naftowej, jednak nagranie zostało zdementowane przez szefa służby prasowej Tatarstanu Rustama Minnichanowa, który stwierdził, że nagranie pokazuje blask po tym, jak zakład przeszedł na używanie intensywnych flar w ramach planowanych zmian w działaniu sprzętu.
Ministerstwo Obrony Ukrainy poinformowało, że Ukraina i Włochy prowadziły rozmowy na temat możliwości zakupu systemów obrony przeciwlotniczej i amunicji różnych kalibrów, wykorzystując w tym celu zyski z zamrożonych aktywów rosyjskich.
Prezydent Wołodymyr Zełenski oświadczył, że pierwszych dwóch żołnierzy północnokoreańskich zostało schwytanych w obwodzie kurskim, stwierdzając, że: „Nasi żołnierze pojmali północnokoreańskich żołnierzy w obwodzie kurskim. Dwóch żołnierzy, mimo że rannych, przeżyło i zostało przetransportowanych do Kijowa, gdzie komunikują się ze Służbą Bezpieczeństwa Ukrainy”, dodając, że: „Jestem wdzięczny żołnierzom Grupy Taktycznej nr. 84 Sił Operacji Specjalnych Ukrainy, a także naszym spadochroniarzom, którzy pojmali te dwie osoby. Podobnie jak wszyscy jeńcy wojenni, ci dwaj północnokoreańscy żołnierze otrzymują niezbędną pomoc medyczną”. Dostęp do nich będzie miał również personel prasowy. Ukraina jest gotowa wydać jeńców Kim Dzong Unowi, jeśli uda mu się zorganizować wymianę na ukraińskich żołnierzy, którzy byli przetrzymywani w rosyjskiej niewoli. Wzięcie do niewoli żołnierzy KRLD było rzadkością, ponieważ rosyjscy oficerowie otrzymali rozkaz dobijania ich, jeśli zostali ranni, aby zatrzeć dowody zaangażowania Korei Północnej w konflikt. Podczas przesłuchania przez południowokoreańskie służby wywiadowcze jeden z nich stwierdził, że sądził, iż zostanie wysłany na szkolenie, lecz po przybyciu do Rosji zdał sobie sprawę, że zostanie wysłany na front.
Premier Słowacji Robert Fico nazwał Ukrainę niegodnym zaufania partnerem i oskarżył prezydenta Zełenskiego o żebranie i wymuszanie pieniędzy w całej Europie; „On [Zełenski] jeździ po Europie, żebrze i szantażuje innych, prosząc o pieniądze”. Fico stwierdził także, że Zełenski zerwał umowę o tranzycie gazu między Rosją a Azerbejdżanem, która byłaby korzystna dla Słowacji.
Ukraińska policja poinformowała, że rozpoczęła szeroko zakrojoną operację mającą na celu likwidację niemal 50 schematów nielegalnego przekraczania granicy przez ukraińskich mężczyzn w wieku poborowym. W całym kraju przeprowadzono jednocześnie 600 nalotów, których celem było uniemożliwienie ucieczki mężczyznom w wieku poborowym z kraju oraz aresztowanie 60 podejrzanych, oskarżonych o przeprowadzanie tego procederu. Proceder obejmował przekraczanie granicy poza punktami kontrolnymi, fałszowanie dokumentacji medycznej i wprowadzanie fałszywych wpisów do elektronicznych systemów informatycznych. Wśród podejrzanych znaleźli się szefowie instytucji państwowych, kierownicy szpitali, oficerowie poborowi, urzędnicy komisji medycznych i zwykli cywile.

### 12 stycznia
Ministerstwo Obrony Rosji podało, że siły rosyjskie zajęły wsie Jantarne, 10 km na południowy zachód od Kurachowego, i Kalinowe, wzdłuż rzeki Oskoł w obwodzie charkowskim. Źródło rosyjskie stwierdziło, że wojska rosyjskie przekroczyły granicę międzynarodową w obwodzie sumskim i posunęły się na południe od wsi Prochody. Ukraińska 28 Brygada Zmechanizowana Ukrainy poinformowała, że rosyjscy żołnierze zostali zauważeni w cywilnych ubraniach, aby zamaskować swoje ruchy w Torećku, stwierdzając, że było to „kolejne naruszenie zasad prowadzenia wojny” przez Rosjan, ponieważ można to uznać za zbrodnię wojenną na mocy prawa międzynarodowego. Według brygady rosyjscy wojskowi „próbowali odwrócić uwagę i zamaskować się” w ten sposób, „jednakże byli narażeni na niebezpieczeństwo przez identyczne ubranie, zachowanie, a czasami nawet broń”. „Mimo to nadal komplikowało to pracę naszych żołnierzy, ponieważ ukraińskie siły zbrojne nie „strzelają do wszystkiego, co się rusza”, w przeciwieństwie do [rosyjskich] okupantów”.
Według ISW wojska rosyjskie posunęły się naprzód w kierunkach Kupiańska, Torećka, Pokrowska i Kurachowego.
Sztab Ukrainy podał, że Rosja atakowała w kierunkach Charkowa, Kupiańska, Łymanu, Kramatorska, Torećka, Pokrowska, Nowopawłowska, Wremiwki i Chersonia, gdzie doszło do 140 starć. W ciągu doby wojska rosyjskie przeprowadziły jeden atak rakietowy, 42 naloty, 2992 ataków dronów i 126 ostrzałów na pozycje ukraińskie i obszary zaludnione. Operacja w obwodzie kurskim trwała; wojska rosyjskie przeprowadziły 17 ataków na pozycje ukraińskie, przeprowadzili 443 ataki artyleryjskie i przeprowadziły 14 nalotów, używając 16 bomb lotniczych. Ukraińskie lotnictwo i artyleria przeprowadziły ataki na jeden punkt kontrolny, pięć stanowisk obrony przeciwlotniczej, dwa składy amunicji, sześć jednostek artylerii. Prezydent Zełenski ogłosił, że w ciągu ostatniego tygodnia Rosjanie uderzyli w pozycje ukraińskie i zaludnione obszary za pomocą prawie 700 bomb lotniczych i ponad 600 dronów.
Siły Powietrzne Ukrainy poinformowały, że armia rosyjska zaatakowała Ukrainę 94 dronami Shahed 136/131 i dronami-wabikami różnych typów, wystrzelonymi Millerowa, Orła, Briańska i Kurska. Ukraińska obrona przeciwlotnicza zniszczyła 60 dronów w obwodach połtawskim, sumskim, charkowskim, czerkaskim, czernihowskim, kijowskim, zaporoskim, kirowohradzkim, żytomierskim, chmielnickim i donieckim, a kolejne 34 zaginęły na Ukrainie w ramach walki elektronicznej. W wyniku zestrzelenia dronów w obwodach charkowskim, sumskim i połtawskim uszkodzeniu uległo kilka domów, jednak nikt nie zginął ani nie został ranny. Administracja Wojskowa poinformowała, że rosyjskie drony zaatakowały infrastrukturę cywilną w obwodzie sumskim. W Sumach, w wyniku eksplozji rosyjskiego drona wybuchł duży pożar w ośrodku zdrowia i odnowy biologicznej dla dzieci. Wcześniej tego samego dnia, ok. 15:15 czasu lokalnego, użyto drona do ataku na autobus cywilny we wsi Myropillia, raniąc dwie osoby w wieku 30 i 42 lat. W ciągu doby Rosja przeprowadziła 68 ataków na 13 miejscowości w regionie.
SG Ukrainy oświadczył, że armia ukraińska przeprowadziła precyzyjny atak lotniczy na rosyjskie stanowisko dowodzenia 2 Armii Gwardyjskiej w okupowanej Nowohrodiwce, wsi na linni frontu w obwodzie donieckim. Prorosyjski gubernator Wołodymyr Saldo poinformował, że w okupowanej części obwodu chersońskiego ukraiński dron uderzył w samochód, zabijając 76-letnią kobietę, z kolei na południu regionu trzy osoby zostały ranne w wyniku ataku dronów. Przewodniczący komendantury wojskowej Ołeksij Dmytraszkiwski powiedział, że rosyjskie lotnictwo przeprowadziło nalot na szkołę z internatem w Sudży w obwodzie kurskim, w której przebywało ok. 70 starszych ludzi, w tym wielu niepełnosprawnych. „W wyniku nalotu kobieta doznała rany ciętej ręki. Dziś rano zmarła”. Budynek szkoły został poważnie uszkodzony, wszystkie okna i drzwi były powybijane.
Minister obrony Dovilė Šakalienė ogłosił, że Litwa w najbliższych dniach przekaże Ukrainie 4500 dronów o łącznej wartości 5 milionów euro.
Doradca ds. bezpieczeństwa narodowego Stanów Zjednoczonych Michael Waltz poinformował, że wybrany na 47. prezydenta USA Donald Trump, będzie wzywał Ukrainę do obniżenia wieku mobilizacyjnego do 18 lat w celu przyciągnięcia setek tysięcy nowych żołnierzy. Doradca nie wyjaśnił jednak, w jaki dokładnie sposób ma zostać zapewniony nowy personel wojskowy, jeśli partnerzy nie dostarczają już wcześniej uzgodnionych dostaw.

### 13 stycznia

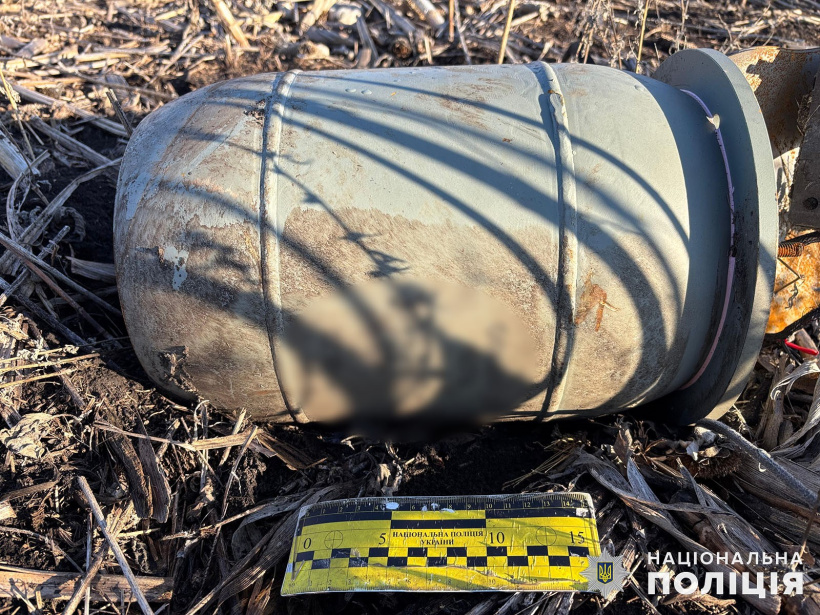
Głowica bojowa rosyjskiego drona znaleziona w rejonie kramatorskim w obwodzie donieckim.

W ocenie ISW materiały geolokalizowane wskazywały, że siły rosyjskie zdobyły wieś Piszczane, na południe od Pokrowska oraz odcięły dwie drogi (T-0405 i T-0406) prowadzące na wschód (do Konstantynówki) i na południowy zachód (do Meżowej) od Pokrowska w ramach wysiłków zmierzających do otoczenia Pokrowska i Myrnohradu. Wojska rosyjskie prawdopodobnie zamierzały zablokować ukraińskie linie łączności naziemnej w Pokrowsku i Myrnohradzie, aby zmusić jednostki ukraińskie do wycofania się z miast w przyszłych miesiącach. Tymczasem siły rosyjskie posunęły się naprzód w kierunkach Charkowa, Borowej, Pokrowska, Kurachowego i Wełyki Nowosiłki. Według DeepState w ciągu ostatniego dnia nie napłynęły żadne doniesienia o zajęciu nowych wiosek, jednak Rosjanie zbliżyli się już do ośmiu miejscowości w obwodzie donieckim. „Wróg nacierał w kierunku Czasiw Jaru, Torećka, Jantarnego, Nowowasiliwki, w pobliżu Jelizawetiwki, Zełenego, Zwirowego i Kotłynego”.
Południowokoreańska Narodowa Służba Wywiadu stwierdziła, że co najmniej 300 północnokoreańskich żołnierzy zginęło, a kolejnych 2700 zostało rannych walcząc w obwodzie kurskim, przypisując wysoką liczbę ofiar „brakowi zrozumienia przez żołnierzy zasad nowoczesnej wojny”, w tym ich „bezużytecznym” próbom zestrzeliwania dronów dalekiego zasięgu. Ukraińskie Siły Operacji Specjalnych odparły atak wojsk północnokoreańskich w obwodzie kurskim, w wyniku czego zginęło 17 żołnierzy KRLD.
Sztab Ukrainy podał, że Rosja atakowała w kierunkach Charkowa, Kupiańska, Łymanu, Siewierska, Kramatorska, Torećka, Pokrowska, Nowopawłowska, Wremiwki i Chersonia, gdzie doszło do 166 starć. W ciągu doby wojska rosyjskie przeprowadziły jeden atak rakietowy, 62 naloty i 85 ostrzałów na pozycje ukraińskie i obszary zaludnione. W nocy i nad ranem wojska rosyjskie przeprowadziły sześć ataków na granicę obwodu sumskiego. Operacja w obwodzie kurskim trwała; wojska rosyjskie przeprowadziły 15 ataków na pozycje ukraińskie, przeprowadzili 422 ataki artyleryjskie i przeprowadziły 37 nalotów, używając 49 bomb lotniczych. Ukraińskie lotnictwo i artyleria przeprowadziły ataki na jedno miejsce koncentracji.
Według ukraińskich Sił Powietrznych siły rosyjskie zaatakowały terytorium Ukrainy za pomocą 110 dronów Shahed 136/131 i dronów-wabików inne typu, wystrzelonych z Millerowa, Orła, Briańska i Primorsko-Achtarska. Ukraińska obrona przeciwlotnicza zniszczyła 78 dronów w obwodach połtawskim, sumskim, charkowskim, czerkaskim, czernihowskim, kijowskim, dniepropetrowskim, mikołajowskim, zaporoskim, żytomierskim, chmielnickim i donieckim, a kolejne 31 zaginęło na Ukrainie. W wyniku upadku zestrzelonych dronów w obwodzie sumskim, kijowskim, żytomierskim i zaporoskim zostały uszkodzone budynki przedsiębiorstw, instytucji prywatnych i państwowych, domy prywatne i pojazdy. Nie było ofiar ani rannych. Chersoński Okręg Wojskowy poinformował, ze armia rosyjska zaatakowała pojazd za pomocą drona we wsi Rozływ w obwodzie chersońskim, w wyniku czego ranne zostały dwie osoby.
Według doniesień rosyjskich i ukraińskich wieczorem w obwodzie briańskim doszło do potężnych eksplozji, do których doszło w wyniku ataku na „Briańskie Zakłady Chemiczne” produkujące proch strzelniczy, materiały wybuchowe i składniki paliwa rakietowego. Siły ukraińskie prawdopodobnie użyły pocisków ATACMS do zaatakowania zakładu chemicznego w Sielcu. Rosja oskarżyła Ukrainę o prowadzenie „terroryzmu energetycznego” i stwarzanie zagrożenia dla bezpieczeństwa energetycznego Europy po próbie ataku dronów na część głównego gazociągu TurkStream w pobliżu wsi Gajkodzoru w Kraju Krasnodarskim, którym dostarczane są rosyjskie dostawy do Turcji. Rosyjskie Ministerstwo Obrony podało, że Ukraina wystrzeliła dziewięć dronów na stację sprężarkową gazu, dodając, że wszystkie drony zostały zestrzelone, ale odnotowano pewne „drobne uszkodzenia” spowodowane spadającymi szczątkami. Północnokoreański system rakietowy ziemia-powietrze Pongae M-2020, podobny do rosyjskiego systemu rakietowego Tor, został zniszczony przez rosyjskiego drona podczas incydentu, który najprawdopodobniej był atakiem sojuszniczym. Z kolei rosyjskie media opublikowały film, który rzekomo pokazywał udany atak na „system radarowy produkcji zachodniej”, obsługiwany przez siły ukraińskie.
Minister obrony Boris Pistorius przekazał Ukrainie pierwszą nową haubicę kołową RCH 155. Według doniesień sześć pierwszych z tych systemów artyleryjskich pozostanie początkowo w Niemczech i zostanie wykorzystanych do szkolenia ukraińskich żołnierzy. Wcześniej rząd niemiecki ogłosił, że do 2027 roku armia ukraińska otrzyma łącznie 54 haubice RCH 155. Ponadto minister obrony Pistorius zaprzeczył wcześniejszym doniesieniom medialnym, jakoby kanclerz Olaf Scholz zablokował plan udzielenia Ukrainie dodatkowej pomocy wojskowej o wartości 3,09 miliarda dolarów, wskazując, że wciąż czeka na ostateczną decyzję.
Ministerstwo Obrony Ukrainy ogłosiło, że rząd Ukrainy zatwierdził porozumienie umożliwiające zagranicznym firmom udział w modernizacji sprzętu wojskowego dla armii ukraińskiej, w tym samolotów, okrętów i ich podzespołów przy użyciu zaawansowanych technologii zachodnich. Decyzja miała na celu wspieranie wspólnych projektów high-tech z międzynarodowymi partnerami przy jednoczesnym przestrzeganiu globalnych standardów i zapewnieniu przejrzystej współpracy. Wiceminister obrony generał brygady Anatolij Kloczko stwierdził, że zagraniczne firmy posiadające specjalne zezwolenia na transfer technologii wojskowej oraz eksport towarów i usług związanych z obronnością będą uprawnione do współpracy, dodając, że: „Modernizacja przestarzałego sprzętu znacznie zwiększy jego wydajność, wykorzystując zaawansowane rozwiązania technologiczne od zagranicznych partnerów”.
Prezydent-elekt Stanów Zjednoczonych Donald Trump powiedział, że po inauguracji planuje spotkać się z prezydentem Władimirem Putinem „bardzo szybko”, dodając, że rosyjski przywódca również „chce się spotkać”, ponieważ wojna „również nie poszła mu najlepiej”. Trump zauważył również, że Ukraina została „dziesiątkowana”, podczas gdy „zarówno rosyjscy, jak i ukraińscy żołnierze ginęli w dużych ilościach”.
Agencja Reuters, powołując się na anonimowe źródła w branży, poinformowała, że kopalnia węgla „Pokrovs'ke” wstrzymała produkcję z powodu zbliżającej się linii frontu i postępy wojsk rosyjskich. Kopalnia była jedynym zakładem produkującym węgiel koksowy na Ukrainie, z którego w 2023 roku wyprodukowano 3,5 miliona ton koksu oraz była istotna dla produkcji stali dla wojska. Ponadto stal jest drugim najważniejszym towarem eksportowym Ukrainy.

### 14 stycznia

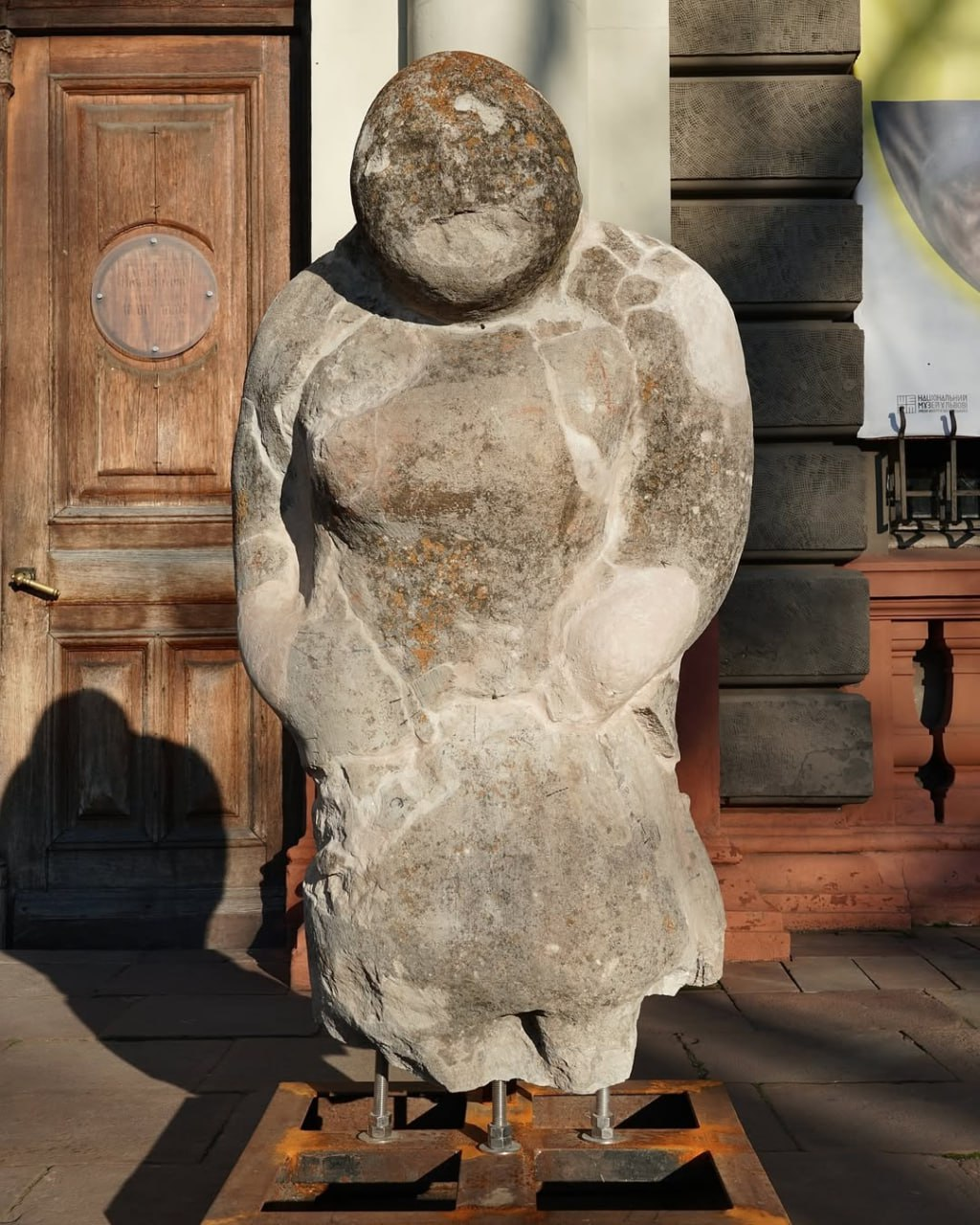
Stela połowiecka („baba”) z kurhanu Storożewa Mohyła w rejonie wołnowaskim w obwodzie donieckim, zniszczona przez rosyjski ostrzał i odrestaurowana w warsztatach we Lwowie.

Według ISW Rosja pozostawała zdeterminowana, aby osiągnąć pierwotne cele swojej inwazji na Ukrainę w przyszłych negocjacjach pokojowych, w tym zniszczenie państwa ukraińskiego, rozwiązanie rządu ukraińskiego, demilitaryzację Ukrainy i stały zakaz przyszłego członkostwa Ukrainy w NATO. Wojska rosyjskie niedawno posunęły się w kierunku Torećka i Pokrowska. Rosyjskie Ministerstwo Obrony stwierdziło, że siły rosyjskie zajęły wieś Terny w obwodzie donieckim.
Siły Powietrzne Ukrainy podały, że Rosjanie zaatakowali Ukrainę przy użyciu 80 dronów Shahed 136/131 i dronów-wabików innego typu, wystrzelonych z Millerowa, Orła, Kurska i Primorsko-Achtarska. Ukraińska obrona przeciwlotnicza zniszczyła 58 dronów w obwodach połtawskim, sumskim, charkowskim, czerkaskim, kijowskim, żytomierskim, kirowohradzkim, dniepropetrowskim, mikołajowskim, odeskim i chersońskim, a kolejne 21 zaginęło na Ukrainie w ramach walki elektronicznej. Zestrzelone rosyjskie drony spowodowały szkody w obwodzie sumskim, kijowskim, żytomierskim, charkowskim i czerkaskim, gdzie zostały uszkodzone budynki prywatne i mieszkalne, samochody i mienie obywateli. W obwodzie żytomierskim szczątki dronów uszkodziły stację benzynową i samochody, a jedna osoba została ranna. Największy ukraiński producent stali „Metinvest” poinformował, że zawiesił działalność swojej kopalni węgla koksowego „Pokrovs'ke” w obwodzie donieckim z powodu pogarszających się warunków bezpieczeństwa i przerw w dostawie prądu. Kopalnia pozostawała pod kontrolą Ukrainy, a firma ewakuowała pracowników i ich rodziny. 

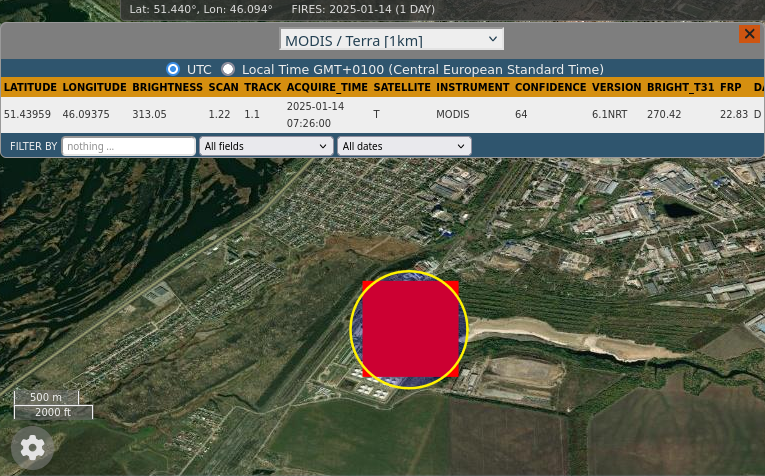
Zdjęcia NASA FIRMS pokazujące pożar z 14 stycznia 2025 roku o 7:26 (UTC) w 44-zbiornikowym składzie paliwa w Engels-2.

W nocy ukraińskie drony ponownie zaatakowały skład ropy naftowej „Krystal” (na lotnisku wojskowym Engels-2) w Engelsie po ugaszeniu pożaru, który płonął przez ostatnie pięć dni. W wyniku ataku na terenie składu ropy naftowej znów zapaliły się zbiorniki z paliwem lotniczym do bombowców Tu-160. Gubernator Roman Busargin powiedział, że trafiony i uszkodzony został „obiekt przemysłowy”. Według mieszkańców ok. 4:25 rano czasu kijowskiego, nad Engelsem w obwodzie saratowskim słyszano ok. 4–5 eksplozji, z kolei kanał „Mash” podał, że miało miejsce ok. 10 eksplozji.
Wczesnym rankiem, ok. północy, drony zaatakowały miasto Aleksin w obwodzie tulskim. Według mieszkańców słychać było ponad 10 eksplozji. Ataki miały miejsce także w obwodach briańskim i biełgorodzkim oraz na Krymie; podczas ataku na zakłady chemiczne w Briańsku zniszczone zostały dwa rosyjskie systemy rakiet przeciwlotniczych, Tor i Buk. Nad ranem niezidentyfikowane drony zaatakowały zakład chemiczny „Kazanorgsintez” (producent poliwęglanów, sewilenu i polietylenu metalocenowego), gdzie doszło do eksplozji i dużego pożaru cysterny. „O 5:20 rano na przedmieściach Kazania w wyniku ataku drona zapaliła się cysterna z gazem. Nie zgłoszono żadnych ofiar”. Rosyjski kanał na Telegramie „Astra” podał, że ukraińskie drony zaatakowały destylarnię we wsi Nowaja Lada w obwodzie tambowskim. Lokalne władze rosyjskie stwierdziły, że dron został przechwycony nad regionem, a następnie eksplodował „na drzewie”.
Według OSW Rosjanie zajęli obszar zabudowany Torećka. Pod kontrolą Ukraińców pozostawały północno-zachodnie obrzeża miasta i kopalnia na północy, o którą toczyły się walki. Rosja miała nadzór nad 70–95% jego powierzchni. Większość źródeł potwierdziła, że Kurachowe całkowicie przeszło w ręce rosyjskie, a ośrodek ukraińskiego oporu utrzymywał się tylko na terenie lokalnej elektrociepłowni. W operacyjnym okrążeniu znalazła się Wełyka Nowosiłka, a pod kontrolą Ukraińców pozostawała tylko granicząca z nią od południowego zachodu Wremiwka. Zaopatrzenie i ewakuacja żołnierzy były możliwe wyłącznie drogami gruntowymi. Siły rosyjskie osiągnęły pierwszą z dwóch dróg wiodących z Pokrowska na zachód, wychodząc na obrzeża Udacznego. W rękach Ukraińców pozostawała główna droga zaopatrzenia miasta, autostrada M04 Donieck–Dniepr (Rosjanom brakowało do niej 6–7 km). Przerwaniu uległo główne połączenie Pokrowska z północną częścią obwodu donieckiego. Trwały walki o kluczowy węzeł drogowy na trasie Pokrowsk–Konstantynówka, którego nie kontrolowała wówczas żadna ze stron. Po wielotygodniowych walkach siły rosyjskie zajęły zakłady materiałów ogniotrwałych, główny punkt oporu ukraińskiego w centrum Czasiw Jaru. Wznowiły również działania na północny zachód od Bachmutu, wkraczając do Orichowa-Wasyliwki i kontynuowały poszerzanie przyczółków na zachodnich brzegach rzek Żerebeć na kierunku Łymanu i Oskoł na północ od Kupiańska. Wskutek kilkudniowych walk wojska ukraińskie zostały odepchnięte od Bierdina w obwodzie kurskim, zaprzestały też działań zaczepnych. Pod kontrolę rosyjską powróciły kolejne miejscowości, a największe postępy odnotowano w północnej części ukraińskiego wyłomu. Z kolei Ukraińcy poczynili kroki na rzecz wyparcia Rosjan z Machnowki na południe od Sudży i odsunięcia bezpośredniego zagrożenia od miasta.
Prezydent Wołodymyr Zełenski spotkał się z ministrem obrony Borisem Pistoriusem, który przybył na Ukrainę już po raz czwarty po objęciu stanowiska. Pistorius zauważył, że Niemcy zamówiły 54 nowe samobieżne działa artyleryjskie RCH 155 dla Ukrainy.
Prezydent Zełenski powiedział, że Ukraina powinna skupić się teraz na odpowiednim wyposażeniu swojej armii, a nie na dalszym obniżaniu wieku poborowego, zauważając, że siły ukraińskie dysponowały ponad 100 brygadami, a wszystkie wymagały stałej obsady i regularnego uzupełniania dostaw sprzętu, aby utrzymać skuteczność bojową.
Ukraińska prawda, powołując się na anonimowego oficera Sił Powietrznych, poinformowała, że na początku 2025 roku ukraińskie lotnictwo „masowo” przerzucało personel wojskowy w celu wzmocnienia brygad bojowych Wojsk Lądowych. Według doniesień Naczelny dowódca generał Ołeksandr Syrski wydał 11 stycznia 2025 roku rozkaz przeniesienia ponad 5 tys. żołnierzy Sił Powietrznych do jednostek Wojsk Lądowych. Starszy oficer Sił Powietrznych stwierdził, że transfery rozpoczęły się wiosną 2024 roku i wówczas [w 2025] osiągnęły „poziom krytyczny”, a stan liczebny jednostki spadł do 50%, zauważając, że: „Jeśli wykonamy rozkaz 11. (...) obsada jednostek spadnie do 40%”. Dodał, że nawet przeniesienie „nieistotnego personelu” osłabia skuteczność jednostek, szczególnie w przypadku systemów przeciwlotniczych, które opierały się na zgranych zespołach. Planowano oddelegować ponad 200 żołnierzy z siedmiu brygad Sił Powietrznych, w tym z jednostek broniących Kijowa. Sztab Ukrainy zaprzeczył, jakoby planowano przeniesienie personelu inżynieryjnego i lotniczego Sił Powietrznych do jednostek piechoty, podkreślając, że liczba personelu technicznego i lotniczego wzrasta. Jednakże część personelu lotnictwa i innych oddziałów, po przeszkoleniu, była przenoszona do wzmocnienia brygad lądowych z powodu krytycznego niedoboru piechoty. SG określił to jako konieczny środek w celu wzmocnienia obrony na pierwszej linii, ale potwierdził, że specjaliści w rolach high-tech lub osoby odbywające szkolenie za granicą były zwolnione z obowiązku transferu. Prezydent Zełenski odniósł się do kontrowersji wokół transferu personelu Sił Powietrznych do Sił Lądowych, polecając dowódcy Sił Powietrznych generałowi Anatolijowi Krywonożce, aby zapewnił, że lotnictwo utrzyma wymagany poziom personelu oraz zajął się obawami opinii publicznej dotyczącymi ostatnich transferów do Sił Lądowych; „Dziś pojawiło się wiele obaw i dyskusji na temat tych rearanżacji. Poleciłem, aby wszystko zostało wyjaśnione opinii publicznej i aby nie redukować szeregów specjalistów kluczowych dla Sił Powietrznych – lotnictwa, obrony powietrznej i mobilnych jednostek ogniowych”.
Ministerstwo Spraw Zagranicznych Indii poinformowało o śmierci jednego ze swoich obywateli, który został zwerbowany przez Rosję do walki w wojnie na Ukrainie, a kolejny obywatel Indii został ranny i przechodził leczenie w szpitalu w Moskwie. Ministerstwo oświadczyło, że rząd premiera Narendry Modiego „zdecydowanie zajął się” tą kwestią z władzami rosyjskimi i ambasadą Rosji w Nowym Delhi, potwierdzając pilną potrzebę demobilizacji obywateli indyjskich służących w rosyjskiej armii. Według doniesień obywatel Australii Oscar Jenkins, który został schwytany do niewoli 22 grudnia 2024 roku przez siły rosyjskie, zmarł.
Bliski współpracownik prezydenta Władimira Putina Nikołaj Patruszew stwierdził, że Ukraina, podobnie jak Mołdawia, pogrążyła się w kryzysie z powodu antyrosyjskiej polityki. „Nie jest wykluczone, że Ukraina przestanie istnieć w 2025 roku”, a w przypadku Republiki Mołdawii prawdopodobne jest, że „stanie się częścią innego państwa lub przestanie istnieć w ogóle”.

### 15 stycznia
W opinii ISW siły rosyjskie posunęły się naprzód w kierunkach Borowej, Czasiw Jaru i Torećka. Dziennik The New York Times poinformował, że Ukraina wysadziła szyb kopalni nr. 3 w wiosce Piszczane w obwodzie donieckim, aby uniemożliwić Rosji rozmieszczenie wojsk bliżej Pokrowska na linii frontu.
Siły Powietrzne Ukrainy oświadczyły, że w nocy siły rosyjskie przeprowadziły kolejny atak rakietowy i dronów wymierzony w infrastrukturę energetyczną na Ukrainie, powodując przerwy w dostawach energii elektrycznej. Podczas ataku użyto co najmniej 117 celów powietrznych, w tym rakiety balistycznej Iskander-M/KN (wystrzeloną z obwodu biełgorodzkiego), siedmiu rakiet manewrujących Ch-22/Ch-32 (z samolotów Tu-22M3 z obwodu tulskiego), czterech pocisków manewrujących Kalibr (z Morza Czarnego), 27 pocisków manewrujących Ch-101/Ch-55 (z bombowców Tu-95MS z obwodu wołgogradzkiego), czterech rakiet manewrujących Ch-59/Ch-69 (z samolotów taktycznych z obwodu biełgorodzkiego) oraz 74 dronów Shahed 136/131 i dronów-wabików różnych typów (z Briańska, Millerowa, Orła i Primorsko-Achtarska). Ukraińska obrona przeciwlotnicza zestrzeliła 23 pociski Ch-101/Ch-55, trzy Kalibry, cztery rakiety Ch-59/Ch-69 i 47 dronów, a kolejne 27 zaginęło na Ukrainie w ramach walki elektronicznej. „Nie wszystkie pociski, których nie uwzględniono w statystykach zestrzelonych, dotarły do celu. Wróg zaatakował ukraińskie obiekty energetyczne, w szczególności infrastrukturę gazową w obwodach charkowskim, lwowskim i iwanofrankiwskim. Niestety, w wyniku rosyjskiego ataku doszło do uszkodzeń obiektów”. Według ukraińskich urzędników w wyniku rosyjskiego ataku rakietowego trafiono i uszkodzono dwa obiekty infrastruktury krytycznej w rejonach drohobyckim i stryjskim obwodu lwowskiego. Rosyjskie MON poinformowało, że przeprowadzono atak na „krytycznie ważne obiekty infrastruktury gazowej i energetycznej, które zapewniają funkcjonowanie ukraińskiego kompleksu militarno-przemysłowego”.
Gubernator Serhij Łysak poinformował, że wojska rosyjskie ostrzelały Nikopol za pomocą wyrzutni rakietowych MLRS, zabijając 54-letnią kobietę i raniąc 45-letniego mężczyznę. W wyniku ostrzału zniszczony został dom i budynek gospodarczy. Zniszczono budynki mieszkalne, zarówno domy prywatne, jak i wieżowce. Zniszczono także garaże i samochody oraz uszkodzono gazociągi i linie energetyczne.
Rosyjskie media podały, że lokalna rafineria ropy „Łukoil” w Wołgogradzie stanęła w płomieniach. Lokalni urzędnicy zrzucili winę za pożar na „problemy techniczne”. Jednak miejscowi zgłaszali, że ok. 4:00 przed pożarem doszło do eksplozji i spekulowali, że „coś spadło na zakład”. Służby ratunkowe potwierdziły pożar, informując, że uszkodzony został blok 18 i dwa wymienniki ciepła. Przyczynę przypisano „sytuacji awaryjnej” w samym zakładzie, a nie „jakimkolwiek czynnikom zewnętrznym”. Według gubernatora Aleksandra Gusiewa skład ropy naftowej „Liskinskaya” w Liskach obwodzie woroneskim stanął w płomieniach po licznych atakach dronów. Nie odnotowano ofiar. Następnego dnia SG Ukrainy potwierdził, że ataku dokonały siły ukraińskie. 12 Brygada Specjalna „Azow” poinformowała, że wzięto do niewoli 23 żołnierzy armii rosyjskiej na kierunku Torećka. Wszyscy żołnierze poddali się dobrowolnie.
Niemcy przekazały Ukrainie 20 pojazdów MRAP, 14 tys. pocisków artyleryjskich 155 mm, 19 tys. pocisków 122 mm, 11 tys. pocisków 120 mm i 495 karabinów szturmowych HK416 oraz 600 dronów szturmowych HF-1 i dronów rozpoznawczych różnego typu, w tym 50 dronów Vector z częściami zamiennymi, 46 RQ-35 Heidrun i 43 Songbird. Ukraina otrzymała już 80% amunicji obiecanej w ramach czeskiej inicjatywy.
Prezydent Wołodymyr Zełenski podał stan osobowy armii ukraińskiej na styczeń 2025 roku: „Obecnie na terenie naszego państwa znajduje się 600 tys. przedstawicieli rosyjskiego kontyngentu. Jeśli chodzi o armię ukraińską, to dziś jest to 880 tys. [wojskowych], jednak te 880 tys. broni całego terytorium. Wojska rosyjskie są skoncentrowane w kilku kierunkach, więc na niektórych kierunkach mają przewagę liczebną”. Zełenski podczas wspólnej konferencji prasowej z premierem Polski Donaldem Tuskiem powiedział, że członkostwo w NATO i UE, a także własna siła militarna są kluczowymi gwarancjami bezpieczeństwa dla Ukrainy. „Chcemy zakończyć wojnę sprawiedliwym pokojem, ale w tym celu musimy mieć pewność, że Rosja nie powróci, aby prowadzić wojnę przeciwko Ukrainie. Potrzebujemy silnych gwarancji bezpieczeństwa”, dodając, że Ukraina nie może angażować się w „gry” zmniejszające liczebność swojego wojska. Przed potencjalnymi negocjacjami pokojowymi, duża armia była „jedyną gwarancją bezpieczeństwa”.
Agencja Bloomberg, powołując się na swoje źródła, podała, że podczas rozmów z wybranym na prezydenta USA Donaldem Trumpem Rosja zażąda od Ukrainy zerwania więzi z NATO i stania się „państwem neutralnym z ograniczonym potencjałem militarnym”. Władze rosyjskie ponoć akceptują fakt, że poszczególne państwa członkowskie NATO mogą nadal wysyłać broń na Ukrainę w ramach dwustronnych porozumień o bezpieczeństwie, jednak broń ta „nie powinna być wykorzystywana przeciwko Rosji ani w celu odbicia terytorium”. Stanowisko Rosji jest takie, że de facto zachowa kontrolę nad prawie 20% terytorium Ukrainy, w tym nad Półwyspem Krymskim, zaanektowanym w 2014 roku, jednakże rzekomo jest otwarta na wymianę niektórych terytoriów.
Prezydent Zełenski ogłosił, że przy wsparciu Zjednoczonych Emiratów Arabskich doszło do kolejnej (i pierwszej w 2025 roku) wymiany jeńców z Rosją, która doprowadziła do uwolnienia 25 Ukraińców, za taką samą liczbę rosyjskich jeńców wojennych. Według Zełenskiego wśród uwolnionych więźniów znaleźli się obrońcy Mariupola i huty Azowstal, a także żołnierze z obwodów charkowskiego, donieckiego, zaporoskiego i chersońskiego.
Według informacji zamieszczonych w czasopiśmie „Intelligence Online”, w ostatnich miesiącach 2024 roku wojsko francuskie poświęciło kilka tygodni na szkolenia na tajnym francuskim poligonie. Ćwiczenia, zwane Persée (Perseusz), stanowiły przygotowanie do potencjalnego rozmieszczenia wojsk na Ukrainie w celu odparcia rosyjskiej ofensywy z terytorium Białorusi.
Dowództwo Sił Powietrznych NATO poinformowało, że podczas szeroko zakrojonego ataku Rosji na Ukrainę, do którego doszło rano, norweskie myśliwce F-35, stacjonujące w Polsce, po raz pierwszy zostały wysłane w powietrze w celu pełnienia funkcji bojowych i patrolowych.

### 16 stycznia
W ocenie ISW cały północnokoreański kontyngent liczący ok. 12 tys. żołnierzy w obwodzie kurskim może zostać zneutralizowany do połowy kwietnia 2025 roku, jeśli siły KRLD nadal będą cierpieć z powodu wysokich strat w przyszłości. Tymczasem wojska ukraińskie posunęły się naprzód w obwodzie kurskim, z kolei siły rosyjskie zrobiły postępy w pobliżu Czasiw Jaru, Torećka, Pokrowska, Kurachowego i Wełyki Nowosiłki.
Według Sił Powietrznych Ukrainy w nocy Rosjanie zaatakowali Ukrainę 55 dronami Shahed 136/131 i dronami-wabikami różnych typów. Ukraińska obrona przeciwlotnicza zniszczyła 34 drony w obwodach połtawskim, sumskim, charkowskim, czerkaskim, czernihowskim, kijowskim, żytomierskim, kirowohradzkim, dniepropetrowskim, zaporoskim i mikołajowskim, a kolejne 18 zaginęło na Ukrainie w ramach walki elektronicznej. Kilka dronów uderzyło w farmę w obwodzie czernihowskim. W wyniku zestrzelenia rosyjskich dronów zostały uszkodzone domy prywatne w obwodach charkowskim i połtawskim.
Rosyjskie media podały, że miał miejsce „szeroko zakrojony atak ukraińskich dronów na obwód tambowski. Według wstępnych informacji wszystkie leciały w kierunku fabryki prochu w pobliżu wioski Kuz'mino-Gat”. Aktywowano obronę przeciwlotniczą, a miejscowi donosili o „bezzałogowych statkach powietrznych typu samolotowego”. Rosyjskie Ministerstwo Obrony poinformowało, że rano trzy drony zostały rzekomo zestrzelone nad regionem. Sztab Generalny Ukrainy stwierdził, że siły ukraińskie zaatakowały „ogniem dalekiego zasięgu” pozycje rosyjskiego 568 Pułku Dywizji Rakiet Przeciwlotniczych, w wyniku czego zniszczono „stację radarową 92H6” systemu obrony powietrznej S-400 w obwodzie biełgorodzkim. 63 Samodzielna Brygada Zmechanizowana udostępniła film, na którym rzekomo zestrzelono rzadkiego rosyjskiego drona rozpoznawczego „Merlin-VR” za pomocą ukraińskiego drona FPV. Służba prasowa Wojsk Powietrznodesantowych ogłosiła, że ukraińscy spadochroniarze i inne jednostki pojmały 27 rosyjskich żołnierzy podczas walk w obwodzie kurskim. „Wśród nich byli oficerowie, sierżanci i szeregowcy z jednostek strzelców zmotoryzowanych, piechoty morskiej, wojsk powietrznodesantowych i inne jednostek pochodzących z różnych regionów Rosji i Sewastopola”.
Premier Keir Starmer przybył na Ukrainę i odwiedził Kijów. Ukraina i Wielka Brytania podpisały umowę o 100-letnim partnerstwie, której celem było zbudowanie silnych więzi między oboma krajami w całym spektrum relacji: od handlu, bezpieczeństwa i obrony, po naukę i technologię, edukację, kulturę i inne. Ponadto Starmer ogłosił 4,5 miliarda funtów pomocy dla Ukrainy, w tym 150 luf artyleryjskich wyprodukowanych przez Sheffield Forge w Wielkiej Brytanii oraz 15 dodatkowych systemów obrony powietrznej Gravehawk, które są pociskami AIM-132 ASRAAM zamontowanymi na podwoziu ciężarówki SupaCat; rozwój odbywał się przy wspólnym finansowaniu Wielkiej Brytanii i Danii. Dwie jednostki zostały już dostarczone, a 15 kolejnych zostanie dostarczonych w 2025 roku. 
Państwowa Służba Graniczna Ukrainy otrzymała od Czech samobieżną haubicę 155 mm DITA. Minister spraw zagranicznych Caspar Veldkamp ogłosił przyznanie Ukrainie nowego pakietu pomocy w wysokości 27 milionów euro, w tym 7 mln euro na zapewnienie wsparcia nieśmiercionośnego, takiego jak paliwo, zaopatrzenie medyczne, sprzęt zimowy i systemy walki elektronicznej oraz 20 mln euro na Ukraiński Fundusz Wsparcia Energetycznego w celu pomocy w zakresie kluczowych potrzeb infrastrukturalnych. Agencja Bloomberg podała, że według prognoz Europejskiego Banku Odbudowy i Rozwoju, zainwestuje on na Ukrainie 1,5 mld euro, ponieważ agresja Rosji nadal niszczy kraj.
Minister przemysłu strategicznego Herman Smetanin poinformował, że Ukraina wyprodukowała ponad 30 tys. dronów-bombowców do 2024 roku; ze względu na zdolność tych dronów do atakowania w nocy, rosyjscy żołnierze nazywali je „Baba Jaga”.
Szef Komitetu Wojskowego NATO admirał Rob Bauer powiedział, że NATO przejęło od Stanów Zjednoczonych część odpowiedzialności za koordynację pomocy dla Ukrainy za zgodą Waszyngtonu, zapewniając w ten sposób stabilny mechanizm wsparcia w przyszłości.
SBU poinformowało, że rosyjscy agenci umieścili ładunki wybuchowe pod szynami i wysadzili tory kolejowe na odcinku Zdołbunów–Równe w trakcie przemieszczania się konwoju wojskowego w obwodzie rówieńskim. „Funkcjonariusze SBU zatrzymali pociąg z wyprzedzeniem w bezpiecznej odległości od miejsca zdarzenia i zabezpieczyli miejsce, co pozwoliło uniknąć wypadku i ofiar w ludziach. Po naprawie torów kolejowych ruch pociągu został wznowiony”. Funkcjonariusze SBU zatrzymali podejrzanych, którzy próbowali uciec z miejsca zbrodni. Okazali się nimi dwaj miejscowi mieszkańcy w wieku 30 i 32 lat, którzy zostali zwerbowani przez wroga za pośrednictwem Telegramu w poszukiwaniu „szybkiego zarobku”. W trakcie przeszukania zabezpieczono elementy ładunku wybuchowego i telefony komórkowe zawierające dowody działalności wywrotowej na rzecz FR.
Prezydent Władimir Putin podpisał dekret o powołaniu rezerwy na szkolenie wojskowe. Daty spotkań nie zostały ujawnione, ale w dokumencie stwierdzono, że rezerwiści zostaną powołani do armii rosyjskiej i Rosgwardii.
Według prorządowych rosyjskich mediów „Business Daily” rosyjski sąd wojskowy skazał na 2 lata i 10 miesięcy więzienia rosyjskiego żołnierza, kapitana Igora Paszkowa, z jednostki obrony powietrznej (stacjonującej w Sewastopolu), który 18 października 2023 roku zestrzelił rosyjski śmigłowiec wojskowy Mi-8MTV-5-1 nad okupowanym Krymem, myląc go z ukraińskim dronem. W wyniku incydentu zginęły trzy osoby.

### 17 stycznia
Według ISW wojska rosyjskie zdobyły wioskę Wremiwka, na zachód od Wełyki Nowosiłki, zmuszając Ukraińców do wycofania się z miejscowości. Potwierdzono również, że Rosjanie zdobyli Jasenowe, na południowy zachód od Pokrowska. Tymczasem wojska rosyjskie posunęły się naprzód w obwodzie kurskim i w kierunkach Charkowa, Kupiańska, Borowej, Torećka, Pokrowska i Kurachowego. Służba prasowa 79 Samodzielnej Brygady Desantowo-szturmowej „Tawria” poinformowała, że Ukraińcy zaatakowali rosyjską pozycję w kierunku Nowopawłowska i pojmali siedmiu rosyjskich żołnierzy. Ukraińscy żołnierze odprowadzili jeńców na tyły obozu i udzielili pomocy medycznej tym, którzy jej potrzebowali.
Ukraińskie Siły Powietrzne podały, że armia rosyjska zaatakowała Ukrainę przy użyciu dwóch pocisków balistycznych Iskander-M (wystrzelonych z obwodu rostowskiego) oraz 50 dronów Shahed 136/131 i dronów-wabików różnych typów (z Millerowa, Orła, Briańska, Kurska i Primorsko-Achtarska). Ukraińska obrona przeciwlotnicza zestrzeliła 33 drony w obwodach połtawskim, sumskim, charkowskim, czerkaskim, czernihowskim, kijowskim, chmielnickim, dniepropetrowskim, zaporoskim, mikołajowskim i odeskim, jeden poleciał w kierunku Rumunii, a kolejne dziewięć zaginęło na Ukrainie. „Zarejestrowano, że wrogie drony szturmowe uderzały w przedsiębiorstwa w obwodzie odeskim (w rejonie Izmaiłu), a w wyniku upadku zestrzelonych wrogich dronów uszkodzone zostały budynki instytucji, przedsiębiorstw prywatnych i gospodarstw domowych w obwodach charkowskim, czerkaskim i kijowskim”. Jedna osoba została ranna. Ministerstwo Obrony Rumunii potwierdziło, że znaleziono fragmenty rosyjskiego drona w dwóch miejscowościach, Ceatalchioi i Kiliya Veche w okręgu Tulcza, położonych na granicy rumuńsko-ukraińskiej. Drony nie spowodowały żadnych ofiar ani szkód.
Gubernator Serhij Łysak poinformował, że po południu Rosja przeprowadziła atak rakietowy na Krzywy Róg w obwodzie dniepropetrowskim, zabijając cztery osoby i raniąc 14 kolejnych, w tym czworo dzieci. Atak uszkodził cztery wieżowce, 17 domów i prawie 10 samochodów. Uszkodzeniu uległ także budynek Narodowej Wyższej Szkoły Lotniczej, która prawdopodobnie była celem sił rosyjskich. Gubernator Iwan Fedorow podał, że w ciągu doby Rosjanie przeprowadzili 515 ataków (za pomocą 289 dronów, 30 ostrzałów z wyrzutni rakietowych i 196 pocisków artyleryjskich) na osiem miejscowości w obwodzie zaporoskim. Odnotowano 38 przypadków zniszczenia budynków mieszkalnych i infrastruktury. Nikt z cywilów nie został ranny.

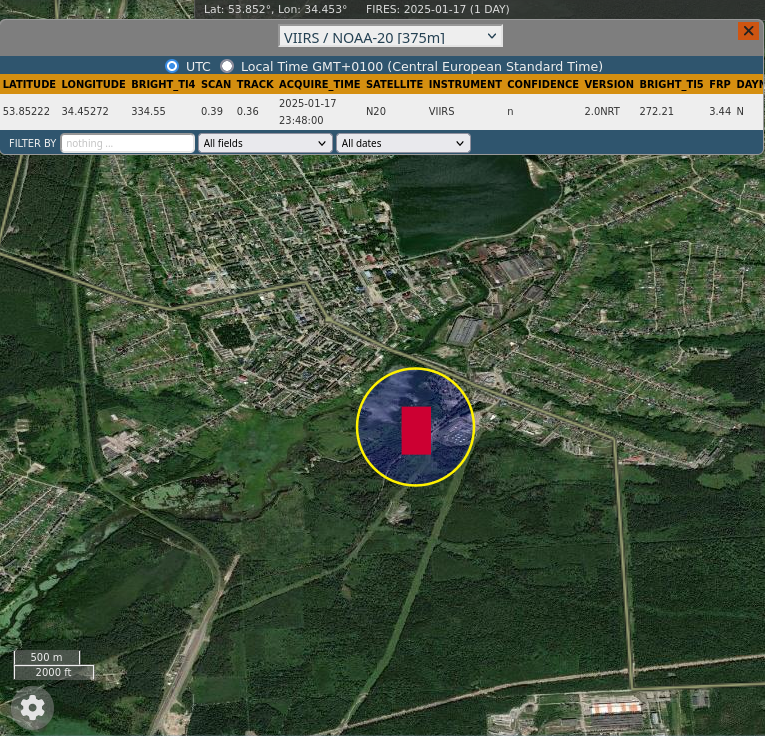
Zdjęcia NASA FIRMS pokazujące pożar 17 stycznia o 23:48 (UTC) w składzie ropy naftowej w Ludinowie.

Gubernator Władysław Szapsza podał, że ukraińskie drony uderzyły w skład ropy naftowej w Ludinowie w obwodzie kałuskim (180 km od granicy z Ukrainą), a spadające szczątki spowodowały pożar. Według kanału na Telegramie „SHOT” ok. 21:00 czasu kijowskiego nad miastem słychać było kilka eksplozji, po których wybuchł pożar w pobliżu lokalnego składu ropy naftowej. Według wywiadu ukraińskiego partyzanci spalili dwie wieże komunikacyjne w Krasnodarze.
Dziennik The New York Times, powołując się na anonimowych urzędników USA, poinformował, że według odtajnionych archiwów rządu Stany Zjednoczone potajemnie udzieliły wsparcia ukraińskiemu przemysłowi dronów, począwszy od końca 2022 roku, w tym przekazały 1,5 miliarda dolarów we wrześniu 2024 roku na produkcję dronów, a także pomogły zaprojektować nową generację dronów, co miało na celu zrewolucjonizowanie nowoczesnej wojny i uczynienie ukraińskich dronów bardziej skuteczniejszymi i zabójczymi.
Agencja Reuters podała, że rosyjski eksport morski produktów naftowych spadł o 9,1% do 113,7 mln ton metrycznych w 2024 roku, co odzwierciedlało narastające wyzwania dla przemysłu paliw kopalnych. Rosyjskie rafinerie przetworzyły ok. 267 mln ton metrycznych ropy w 2024 roku, co było najniższym wynikiem od 2012 roku, ponieważ rosnące koszty produkcji, spadające ceny i zakaz eksportu benzyny nadwyrężyły działalność. Eksport przez porty bałtyckie spadł o 9% do 61,96 mln ton, podczas gdy dostawy przez porty Morza Czarnego i Azowskiego spadły o 10% do 42,75 mln ton; w większości portów rosyjskich odnotowano spadki eksportu. Pomimo ogólnego rocznego spadku, morski eksport produktów naftowych Rosji wzrósł o 10,8% w grudniu 2024 roku do 10,37 mln ton.

### 18 stycznia
Rzecznik Grupy Taktycznej „Ługańsk” Dmytro Zaporożec potwierdził, że siły ukraińskie wycofały się z Zakładu Materiałów Ogniotrwałych Czasiwojarsk w oblężonym Czasiw Jarze, dodając, że: „Dzięki skoordynowanym działaniom... [wojska rosyjskie] zostały odkryte w jednym z pomieszczeń na terenie fabryki materiałów ogniotrwałych i przeprowadzono atak lotniczy. Wróg poniósł straty”.
W opinii ISW rosyjskie Centralne Zgrupowanie Sił wydawało się gromadzić grupę uderzeniową składającą się z jednostek 2 i 41 Armii Ogólnowojskowej na południe od Pokrowska, prawdopodobnie w ramach trwających rosyjskich wysiłków na rzecz zintensyfikowania działań ofensywnych na południe i południowy zachód od miasta. Rosyjskie dowództwo podobno przerzuciło również elementy 51 Armii Ogólnowojskowej z kierunku Kurachowego do działań ofensywnych na wschód od Pokrowska. Tymczasem wojska rosyjskie posunęły się naprzód w obwodzie kurskim oraz w kierunkach Czasiw Jaru i Wełyki Nowosiłki, z kolei siły ukraińskie odzyskały utracone pozycje na kierunku Charkowa. Brytyjskie MON podało, że w centrum obwodu donieckiego Rosjanie wywierali coraz większą presję na miasto Wełyka Nowosiłka. Do stycznia 2025 roku siły rosyjskie posuwały się na północ, aby przejąć wsie Neskuczne i Wremiwka. Postępy Rosji na tej osi nastąpiły po zajęciu innych miast na wschodzie, zwłaszcza Wuhłedaru w październiku 2024 roku i Kurachowego na początku stycznia 2025 roku.
Sztab Ukrainy podał, że Rosja atakowała w kierunkach Charkowa, Kupiańska, Łymanu, Siewierska, Kramatorska, Torećka, Pokrowska, Nowopawłowska, Zaporoża i Chersonia, gdzie doszło do 176 starć. W ciągu doby wojska rosyjskie przeprowadziły cztery ataki rakietowe, 22 naloty i 817 ataków dronów na pozycje ukraińskie i obszary zaludnione. Operacja w obwodzie kurskim trwała; wojska rosyjskie przeprowadziły 12 ataków na pozycje ukraińskie, przeprowadzili 409 ataków artyleryjskich, 18 ostrzałów i pięć nalotów, używając pięć bomb lotniczych. SG Ukrainy poinformował, że w grudniu 2024 roku siły rosyjskie użyły broni chemicznej na polu walki 434 razy, a od początku inwazji odnotowano 5389 takich przypadków. Siły rosyjskie używały granatów gazowych K-51 i RG-VO, służących do tłumienia zamieszek oraz amunicji naszpikowanej niebezpiecznymi substancjami chemicznymi „nieokreślonego typu”.
Według Sił Powietrznych Ukrainy Rosja zaatakowała terytorium Ukrainy przy wykorzystaniu czterech rakiety balistycznych Iskander-M/KN-23 (wystrzelonych z obwodów woroneskiego i briańskiego) i 39 dronów Shahed 136/131 (z Millerowa, Briańska i Primorsko-Achtarska). Ukraińska obrona przeciwlotnicza zniszczyła dwa pociski Iskander w obwodzie kijowskim i 24 drony w obwodach połtawskim, sumskim, charkowskim, czerkaskim, czernihowskim, kijowskim, chmielnickim, żytomierskim, kirowohradzkim, dniepropetrowskim, chersońskim i donieckim, a kolejne 14 zaginęło na Ukrainie w ramach walki elektronicznej.
Według władz lokalnych nad ranem rosyjski atak rakietowy na Kijów zabił trzy osoby i ranił trzy kolejne. W mieście odnotowano pożary, spadające szczątki oraz uszkodzenia obiektów infrastruktury, w tym „budynku produkcyjnego przedsiębiorstwa”, budynków mieszkalnych i niemieszkalnych, wejścia do stacji metra Łukjaniwśka, najstarszego punktu McDonald’s na Ukrainie, a także głównej sieci wodociągowej i samochodów. Rosyjskie Ministerstwo Obrony ogłosiło ostrzał Biura Konstrukcyjnego „Łucz” w odpowiedzi na ostrzał terytorium Rosji pociskami ATACMS. Państwowa Służba Ratownicza podała, że Rosja zaatakowała rakietami balistycznymi jedno z przedsiębiorstw w Zaporożu, w wyniku czego jedna osoba zginęła, a 12 zostało rannych. Podczas ataku uszkadzono domy i pojazdy. 
Według wywiadu ukraińskiego i gubernatora Dmitrija Miljajewa ukraińskie drony zaatakowały skład ropy naftowej w Uzłowaja w obwodzie tulskim. Drony obsługiwane przez ukraiński wywiad uderzyły w magazyn ropy naftowej co najmniej 10 razy w tym ataku.
Żołnierze ukraińskiego 48 Samodzielnego Batalionu Szturmowego sprzeciwili się zastąpieniu ich dowódcy Lenura Isliamowa w nagraniu filmowym skierowanym do Naczelnego Dowódcy generała Ołeksandra Syrskiego. Batalion stacjonował wówczas w Pokrowsku. Według żołnierzy zostali oni tam rozmieszczeni 10 dni wcześniej po prawie roku spędzonym na obronie innego punktu w regionie. Po przegrupowaniu batalion dowiedział się, że Isliamowa zastąpił inny dowódca. Żołnierze oświadczyli, że: „Zmiana dowódcy w krytycznym momencie stanowiła bezpośrednie zagrożenie dla zdolności bojowych jednostki i podważa zaufanie bojowników”, chwaląc Isliamowa za utworzenie i dowodzenie batalionem, który składał się w 90% z ochotników. „Nie oddaliśmy ani jednej pozycji. Zamiast tego przeprowadziliśmy dziesiątki udanych operacji. W tym czasie odbiliśmy kilka miejscowości, w których umieszczono flagi ukraińskie. Wszystko to było możliwe tylko dzięki doświadczeniu, profesjonalizmowi i poświęceniu naszego dowódcy”.

### 19 stycznia
W ocenie ISW wojska rosyjskie posunęły się naprzód w obwodzie kurskim i w pobliżu Kupiańska, Łymanu, Czasiw Jaru, Torećka, Kurachowego i Wełyki Nowosiłki. Siły ukraińskie odzyskały utracone pozycje w okolicy Czasiw Jaru i Torećka.
Siły Powietrzne Ukrainy podały, że armia rosyjska zaatakowała Ukrainę za pomocą 61 dronów Shahed 136/131 i dronów-wabików różnych typów, wystrzelonych z Millerowa, Orła i Briańska. Ukraińska obrona przeciwlotnicza zestrzeliła 43 drony w obwodach połtawskim, sumskim, charkowskim, czerkaskim, czernihowskim, kijowskim, żytomierskim, dniepropetrowskim i mikołajowskim, a kolejne 15 zaginęło na Ukrainie w ramach walki elektronicznej.
Naczelny dowódca armii ukraińskiej generał Ołeksandr Syrski oświadczył, że Ukraina pracuje nad rozwojem własnych systemów obrony powietrznej. Stwierdził, że: „W czasach radzieckich faktycznie produkowaliśmy wszystkie systemy sterowania dla systemów przeciwlotniczych. To znaczy, że mamy możliwości i zdolności, aby go stworzyć. Pracujemy nad stworzeniem naszego własnego krajowego kompleksu obrony powietrznej”, dodając rodzimy system Ukrainy ma dorównać amerykańskim systemom obrony powietrznej Patriot.
Generał Ołeksandr Syrski poinformował, że w ciągu ostatniego roku Rosja zwiększyła liczebność swojej armii o 140 tys. osób, podkreślając, że jest to bezpośrednio grupa SZ Rosji, nie biorąc pod uwagę liczby żołnierzy Korei Północnej, Rosgwardii i innych komponentów, których Rosjanie używali w działaniach ofensywnych. Syrski stwierdził również, że w 2024 roku Rosja straciła więcej żołnierzy niż podczas dwóch poprzednich lat wojny rosyjsko-ukraińskiej. „Łączne straty [Rosjan] według naszych obliczeń wyniosły ponad 434 tys. personelu, z czego w 2024 roku zginęło ok. 150 tys. W tym roku [2024] działań wojennych [wróg] stracił więcej niż w dwóch poprzednich latach wojny”. Ponadto według niego zużycie amunicji przez Rosję zostało zmniejszone prawie o połowę w związku z długoterminowymi skutkami ukraińskich ataków na rosyjskie cele wojskowe. „Od kilku miesięcy wydatki na amunicję artyleryjską w armii rosyjskiej praktycznie zmniejszyły się o połowę. Jeśli wcześniej liczba ta sięgała 40 tys. pocisków dziennie, teraz jest znacznie niższa”. Ukraińskie ataki na terytorium Rosji miały na celu „przedsiębiorstwa przemysłowe produkujące amunicję, części pocisków lub produkty podwójnego zastosowania, które były celem zniszczenia”.
Generał Ołeksandr Syrski powiedział w wywiadzie, że wydał rozkaz zakazujący transferu wysoko wykwalifikowanych specjalistów Sił Powietrznych do piechoty; „Mam rozkaz zakazujący transferu wysoko wykwalifikowanego personelu, który przeszedł szkolenie i specjalizuje się w konserwacji samolotów. To są ewidentnie specjaliści, na których wydano pieniądze, którzy mają doświadczenie i którzy są praktycznie niezastąpieni”. Dodał jednak, że: „Musimy wystawić odpowiednią liczbę żołnierzy w naszych brygadach zmechanizowanych, a potrzeby i możliwości mobilizacyjne, niestety, nie pokrywają tego zapotrzebowania”. Trwały działania mające na celu redukcję komponentów logistycznych, zaopatrzeniowych i usługowych SZ Ukrainy, ale w „rozsądnych granicach”. Naczelny dowódca generał Syrski nakazał przeprowadzenie dochodzenia w sprawie 156 Brygady Zmechanizowanej w związku z „szeregiem istotnych niedociągnięć” dotyczących jej dowództwa i funkcjonowania, które wykryto podczas inspekcji. Plan rozwiązania problemów obejmował wymianę przywództwa i mianowanie osoby z rzeczywistym doświadczeniem bojowym i dowodzenia oraz przeniesienie do jednostki oficerów i sierżantów sprawdzonych w boju.
Według śledczych BelPol szereg białoruskich przedsiębiorstw państwowych zajmował się masową produkcją pocisków dla armii rosyjskiej. Wśród przedsiębiorstw zajmujących się produkcją pocisków artyleryjskich 122 i 152 mm znajdowały się Białoruska Fabryka Samochodów (Żodzino), Białoruski Zakład Metalurgiczny (Żłobin) i Borysowski Zakład Elektrycznego Sprzętu Auto-Traktorowego. W materiale wspomniano także o innych firmach, związanych z przedsiębiorstwami już wymienionymi. Było ich w sumie 15, w tym nowy projekt związany z Zakładem Metalurgii Proszkowej w Mołodecznie.
Prezydent Wołodymyr Zełenski podpisał dekret, nadający moc decyzji Rady Bezpieczeństwa Narodowego i Obrony o nałożeniu sankcji wobec 18 obywateli Ukrainy o prorosyjskich poglądach. Wśród ukaranych znaleźli się politycy Jurij Bojko, Nestor Szufrycz i Jewhen Murajew.

### 20 stycznia
Według ISW siły rosyjskie poczyniły postępy w pobliżu Torećka, Pokrowska i Kurachowego. Materiały geolokalizowane pokazywały, że siły rosyjskie zdobyły wieś Kotlyne w pobliżu Pokrowska.
Sztab Ukrainy podał, że Rosja atakowała w kierunkach Charkowa, Kupiańska, Łymanu, Siewierska, Kramatorska, Torećka, Pokrowska, Nowopawłowska i Chersonia, gdzie doszło do 152 starć. W ciągu doby wojska rosyjskie przeprowadziły trzy ataki rakietowe, 72 naloty i 2653 ataków dronów na pozycje ukraińskie i obszary zaludnione. Operacja w obwodzie kurskim trwała; wojska rosyjskie przeprowadziły 11 ataków na pozycje ukraińskie, przeprowadzili 452 ataki artyleryjskie i 30 nalotów, używając 41 bomb lotniczych. Ukraińskie lotnictwo i artyleria zaatakowały 22 miejsca koncentracji, 11 punktów kontrolnych, 10 jednostek artylerii, cztery systemy przeciwlotnicze i cztery magazyny mienia wojskowo-technicznego. Prezydent Wołodymyr Zełenski w wieczornym przemówieniu stwierdził, że w ciągu ostatniego tygodnia Rosjanie wystrzelili w kierunku Ukrainy ok. 550 dronów, prawie 60 rakiet różnego typu i ponad 660 bomb lotniczych. W ciągu tygodnia Ukraińcy zestrzelili 33 pociski, w tym balistyczne oraz 311 dronów.
Ukraińskie Siły Powietrzne oświadczyły, że w nocy Rosjanie zaatakowali Ukrainę za pomocą rakiety balistycznej Iskander-M (wystrzelonej z obwodu kurskiego w kierunku obwodu sumskiego) oraz 141 dronów Shahed 136/131 i dronów-wabików różnych typów (z Millerowa, Orła, Briańska, Kurska i Primorsko-Achtarska). Ukraińska obrona przeciwlotnicza zniszczyła 93 drony w obwodach połtawskim, sumskim, charkowskim, czerkaskim, czernihowskim, kijowskim, chmielnickim, winnickim, kirowohradzkim, dniepropetrowskim, mikołajowskim, chersońskim i donieckim, dwa poleciały w kierunku Rosji, a kolejne 47 zaginęło na Ukrainie.

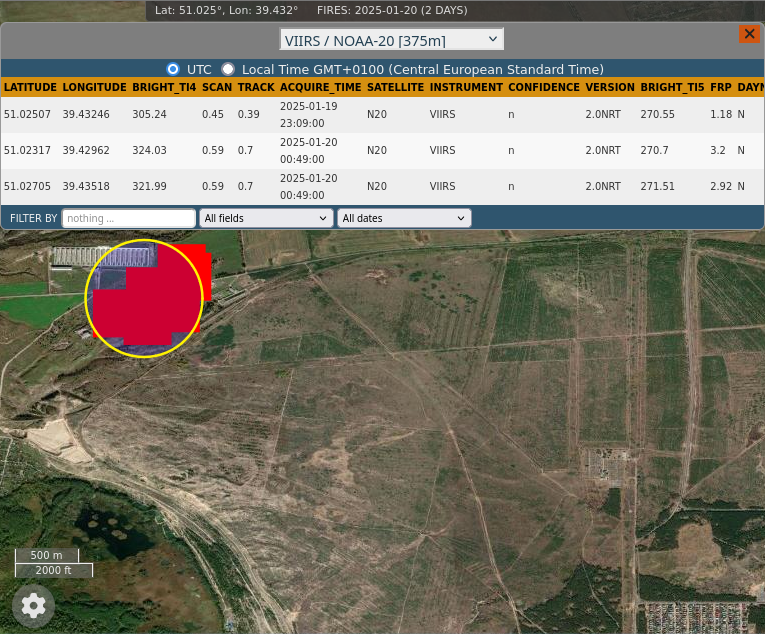
Zdjęcia NASA FIRMS pokazujące pożar 19 stycznia 2024 roku o 23:09 (UTC) w składzie ropy naftowej w Liskach w obwodzie woroneskim.

Według doniesień w nocy ukraiński atak dronów spowodował pożar w rejonie awiastroitelnym w Kazaniu w Tatarstanie oraz zamknięcie międzynarodowego lotniska w Kazaniu i lotniska Biegisziewo w Niżniekamsku. W mieście odnotowano wiele eksplozji ok. 5:30 rano czasu lokalnego. Wieczorem ukraińskie drony ponownie zaatakowały skład ropy naftowej w Liskach w obwodzie woroneskim. Według lokalnych mieszkańców, w rejonie składu ropy naftowej słychać było co najmniej cztery eksplozje, a później widziano płomienie. Gubernator Aleksandr Gusiew oświadczył, że systemy obrony przeciwlotniczej rzekomo zniszczyły drony, a pożar wybuchł w wyniku upadku jednego z dronów na teren składu ropy naftowej. „Nie było ofiar”. Prorosyjski gubernator Wołodymyr Saldo powiedział, że siły ukraińskie wystrzeliły „amunicję kasetową” w pobliżu szkoły w mieście Bachtery w obwodzie chersońskim, gdy uczniowie i nauczyciele szli na lekcje. W wyniku ataku zginęły co najmniej dwie osoby, a co najmniej 19 osób zostało rannych.
Prezydent Stanów Zjednoczonych Donald Trump złożył przysięgę i odpowiadał na pytania reporterów w Gabinecie Owalnym Białego Domu. Oświadczył, że wkrótce planuje spotkać się z prezydentem Putinem, aby jak najszybciej rozwiązać kwestię rosyjsko-ukraińską. Wówczas trwały stosowne negocjacje. Trump zauważył, że wojna między Ukrainą a Rosją nigdy nie powinna się rozpocząć i że USA zakończą ją tak szybko, jak to możliwe. Jednak dopiero po rozmowie z Putinem stanie się jasne, kiedy wojna może się zakończyć. Wyraził również przekonanie, że prezydent Zełenski również liczy na rozwiązanie konfliktu za pośrednictwem porozumienia. 
Prezydent Francji Emmanuel Macron powiedział, że nawet jak prezydent Trump powrócił do Białego Domu, wojna nie zakończy się ani jutro ani pojutrze, dodając, że ważne jest, aby nie oszukiwać samego siebie oraz dać Ukrainie trwałe środki i wejść w każdą przyszłość konfliktu z pozycji siły. Po zakończeniu negocjacji i ustaniu działań wojennych wyzwaniem będzie zagwarantowanie, żeby Rosja nie wznowiła wojny na Ukrainie, a także zagwarantowanie bezpieczeństwa Europy, przy czym powtarzane będą apele o to, aby Europa wzięła większą odpowiedzialność za własną obronę. Prezydent Recep Tayyip Erdoğan, spotykając się z wizytującym Turcję premierem Słowacji Robertem Ficą, powiedział, że Ukraina musi osiągnąć sprawiedliwy i trwały pokój tak szybko, jak to możliwe, zanim skutki wojny pogłębią się jeszcze bardziej w sąsiednich regionach. Powtórzył, że Turcja nadal angażuje się w realizację tego celu, który był również omawiamy z prezydentem USA Trumpem. Premier Fico powiedział, że Słowacja ma ograniczony wpływ na wynik wojny, jednak zapewni pełne wsparcie, jeśli nowy rząd USA szybko zakończy wojnę. Uważał również, że istnieje niewielkie prawdopodobieństwo, że Rosja wycofa się z okupowanych terytoriów na Ukrainie.
Funkcjonariusze Państwowego Biura Śledczego (SBI) we współpracy ze SBU zatrzymali dwóch byłych ukraińskich generałów i pułkownika za rzekome zaniedbania, które doprowadziły do zajęcia terytorium przez Rosję w północnym obwodzie charkowskim w maju 2024 roku. Według doniesień oskarżonymi byli generał brygady Jurij Hałuszkin, który pełnił funkcję dowódcy Grupy Operacyjno-Taktycznej „Charków”, a także generał porucznik Artur Horbenko, który był dowódcą 125 Samodzielnej Brygady Obrony Lądowej i pułkownik Ilja Łapin, który wcześniej dowodził 415 batalionem tej jednostki. Jak wykazało śledztwo, urzędnicy nie przygotowali obrony terenów przygranicznych obwodu charkowskiego i stracili kontrolę nad bitwą podczas powtarzających się ataków rosyjskich na centrum obwodu.

### 21 stycznia
Ministerstwo Obrony Rosji stwierdziło, że armia rosyjska zdobyła wieś Wowkowe w obwodzie donieckim. Materiały geolokalizowane pokazywały, że siły rosyjskie zdobyły wieś Nikołajewo-Darjino w obwodzie kurskim. Armia rosyjska stwierdziła, że zdobyto miejscowość Zełenyj Haj we wschodnim obwodzie charkowskim. Podczas walk o Pokrowsk siły rosyjskie zajęły wsie Zełene i Widrodżennia.
W opinii ISW siły rosyjskie posunęły się naprzód w obwodzie kurskim oraz w pobliżu Czasiw Jaru, Pokrowska i Kurachowego. Siły ukraińskie odzyskały utracone pozycje w pobliżu Pokrowska.
Według Sił Powietrznych Ukrainy w nocy siły rosyjskie zaatakowały Ukrainę przy użyciu czterech pocisków balistycznych Iskander-M (wystrzelonych z obwodu woroneskiego) oraz 131 dronów Shahed 136/131 i dronów-wabików rożnych typów (z Millerowa, Orła i Primorsko-Achtarska). Ukraińska obrona przeciwlotnicza zestrzeliła 72 dronów w obwodach połtawskim, sumskim, charkowskim, czerkaskim, czernihowskim, kijowskim, żytomierskim, chmielnickim, winnickim, kirowohradzkim, dniepropetrowskim, donieckim, mikołajowskim, odeskim, zaporoskim i rówieńskim, a kolejne 59 zaginęło na Ukrainie w ramach walki elektronicznej. „W obwodach połtawskim i czerkaskim uszkodzone zostały instytucje, budynki gospodarcze i domy prywatne. Służby specjalne usuwają skutki ataku”. Prezes Zarządu JSC „Ukrzaliznycia” Ołeksandr Piercowski poinformował, że wojska rosyjskie zaatakowały infrastrukturę kolei w Dnieprze, raniąc trzech pracowników kolei. O 23:20 w nocy Rosjanie zaatakowali Mikołajów siedmioma dronami, w wyniku czego zniszczony został budynek mieszkalny i wybuchł tam pożar, a dwie osoby zostały ranne.
Siły Systemów Bezzałogowych i Siły Operacji Specjalnych zaatakowały  dronami Smoleńskie Zakłady Lotnicze w obwodzie smoleńskim, gdzie produkowano i modernizowano myśliwce Su-25. Według doniesień w fabryce wybuchł pożar. Lokalne źródła donosiły o co najmniej siedmiu eksplozjach i działającej obronie przeciwlotniczej w Smoleńsku. Jeden z dronów rzekomo rozbił się na dachu budynku mieszkalnego przy ulicy Awtozawodskaja w rejonie zadneprowskim. Według wstępnych informacji nie odnotowano żadnych ofiar. Wojska ukraińskie przyznały się również do ataku na stanowisko dowodzenia rosyjskiej 29 Armii Ogólnowojskowej w Wołnowasze w obwodzie donieckim. Wcześniej Ministerstwo Obrony Rosji poinformowało o przechwyceniu 55 ukraińskich dronów w nocnym ataku, w tym 10 nad obwodem smoleńskim i sześć nad obwodem woroneskim.
Według OSW wojska rosyjskie zacieśniały blokadę Wełykiej Nowosiłki, atakując ją z trzech kierunków. Wycofanie pozostałych tam Ukraińców było możliwe już tylko przez pola w kierunku północno-zachodnim, co utrudniała rzeka Mokri Jały. Pod kontrolę wojsk rosyjskich przeszły kolejne miejscowości na zachód i południe od Pokrowska, a najcięższe walki toczyły się w rejonie kopalni na południe od głównej drogi zaopatrzenia miasta. Rosjanie kontynuowali wypieranie Ukraińców z obszaru na zachód od Kurachowego. Siły ukraińskie pośrednio przyznały, że utraciły Torećk, a pod kontrolą Ukraińców pozostawała kopalnia na jego północnych obrzeżach. Rosja zajęła zachodnią część Czasiw Jaru, oskrzydlając jednostki broniące się w centrum miasta. Poszerzył również przyczółek na prawym brzegu rzeki Oskoł w okolicach węzłowej Dworicznej, oskrzydlając Ukraińców w północno-zachodniej części miejscowości. Niepowodzeniem zakończyły się ukraińskie próby likwidacji przyczółku, a do Kupiańska wojskom rosyjskim pozostawało ok. 2–3 km. Rosjanie odnotowali dalsze postępy także na kierunku Borowej i Łymanu oraz w rejonie ukraińskiego wyłomu w obwodzie kurskim. Ukraińcy odepchnęli wroga od Sudży, ponownie zajmując leżącą na południe Machnowkę.
Prezydent Wołodymyr Zełenski i premier Albanii Edi Rama podpisali 10-letnia dwustronne porozumienie o bezpieczeństwie, obejmującą współpracę w zakresie obrony, wymiany informacji wywiadowczych, cyberbezpieczeństwa, bezpieczeństwa jądrowego i wzajemnego wsparcia w przystąpieniu do UE. Kraj będzie wspierał koalicję myśliwców, zapewniając szkolenia językowe ukraińskim pilotom i personelowi technicznemu. Ponadto państwa będą pracować nad pogłębieniem współpracy przemysłowo-obronnej, głównie w ramach wspólnej produkcji zlokalizowanej na Ukrainie. W umowie Albania potwierdziła swoje niezachwiane poparcie dla niepodległości, suwerenności i integralności terytorialnej Ukrainy w jej granicach uznanych przez społeczność międzynarodową od 1991 roku. 
Niemiecki producent pojazdów opancerzonych KNDS Deutschland oficjalnie utworzył spółkę joint venture z jedną z ukraińskich firm zbrojeniowych. Nowo utworzona spółka będzie specjalizować się w konserwacji i naprawie sprzętu wojskowego dostarczanego na potrzeby armii ukraińskiej. Ambasada Ukrainy poinformowała, że wiceminister spraw zagranicznych Izraela Szarren Haskel podczas spotkania z ambasadorem Jewhenem Kornijczukiem zaproponowała przekazanie Ukrainie rosyjskiej broni skonfiskowanej przez Izrael w Libanie.
Rosyjski koncern Kałasznikow rozpoczął dostawy znacznych ilości nowych dronów kamikadze o nazwie „KUB-2” dla armii rosyjskiej. Zostały one opracowane we współpracy z firmą NPO „Bezzałogowe Systemy Iżewsk”.
Naczelny Dowódca Sił Sojuszniczych w Europie generał Christopher Cavoli powiedział, że Rosja nie ma wystarczających sił, aby dokonać wielkiego przełomu na Ukrainie. „Nie martwię się, że Ukraina może nagle przegrać. Nie widzę potencjału na ogromny przełom. I to nie jest wizja polityczna, ale wojskowa. Ma to związek z obiema stronami, skuteczną obroną, którą Ukraińcy wprowadzili, ale także trudnością, jaką strona rosyjska ma w generowaniu znacznych sił ofensywnych, aby móc wykorzystać potencjalny przełom”. Mimo rosyjskich postępów Cavoli powiedział, że powolny i stopniowy napór Rosji jest „wyczerpujący” dla sił rosyjskich. „W końcu jest powód, dla którego Rosja sprowadziła tysiące żołnierzy z Korei Północnej”.
Nowy sekretarz stanu USA Marco Rubio powiedział, ze Stany Zjednoczone muszą odegrać swoją rolę w negocjacjach mających na celu zakończenie wojny między Rosją a Ukrainą, jednakże ta „energiczna” dyplomacja musi mieć charakter prywatny. Zapewnił, że zakończenie wojny stanie się oficjalną polityką administracji Donalda Trumpa. „Jedynym sposobem, w jaki tego typu konflikty się kończą... nie są publiczne oświadczenia. Kończą się twardą, energiczną dyplomacją, którą Stany Zjednoczone starają się wykorzystać w nadziei na zakończenie tego konfliktu w sposób, który zapewni bezpieczeństwo Ukrainie i naszym partnerom w regionie, ale i powstrzyma zabijanie, śmierć i zniszczenie, których jesteśmy świadkami od dłuższego czasu”. Innym celem tej polityki będzie „promowanie pokoju, oczywiście pokoju poprzez siłę, i bez porzucania naszych wartości”.

### 22 stycznia
Ministerstwo Obrony Rosji poinformowało, że rosyjscy żołnierze zajęli wioskę Zapadne w obwodzie charkowskim, na zachodnim brzegu rzeki Oskoł, która stanowiła linię frontu. Według DeepState, Rosjanie zajęli Nowowasyliwkę i „posunęli w kierunku Wełykiej Nowosiłki, Nowoandrijiwki, w pobliżu Czasiw Yaru, Jantarnego, Petropawliwki, Jasenowego, Kotłynego, Wozdwiżenki i Baraniwki”.
Żołnierze 8 Pułku Sił Operacji Specjalnych Ukrainy stawiali opór północnokoreańskiemu atakowi w obwodzie kurskim przez 8h, po czym wycofali się, zabijając 21 żołnierzy i raniąc 40 kolejnych. Na filmie udostępnionym przez Siły Specjalne widać dużą grupę szturmową rzekomo północnokoreańskich żołnierzy przechodzących przez otwarte pole i las, a następnie nagrania z walki, w której strony dzieli zaledwie kilkadziesiąt metrów. „W dziewiątej godzinie bitwy Siłom Operacji Specjalnych pozostała tylko ⅓ amunicji. Reszta poszła na zniszczenie [sił północnokoreańskich]”.
Według ISW Korea Północna prawdopodobnie wyśle do Rosji nowych żołnierzy do połowy marca 2025 roku w celu utrzymania obecnego tempa i intensywności wyniszczających ataków piechoty w obwodzie kurskim. Świeże siły północnokoreańskie prawdopodobnie nie poprawią operacji rosyjskich i prawdopodobnie staną w obliczu takich samych wysokich strat i komplikacji podczas współpracy z siłami rosyjskimi, jak dotychczasowy kontyngent północnokoreański, pod warunkiem, że rosyjskie dowództwo nadal będzie wykorzystywać siły KRLD w taki sam sposób, jak dotychczas. Tymczasem siły ukraińskie odzyskały utracone pozycje w pobliżu Torećka, z kolei wojska rosyjskie posunęły się w pobliżu Czasiw Jaru, Torećka, Pokrowska, Kurachowego i Wełyki Nowosiłki.
Siły Powietrzne Ukrainy podały, że w nocy wojska rosyjskie zaatakowały Ukrainę za pomocą 99 dronów Shahed 136/131 i dronów-wabików różnych typów, wystrzelonych z Millerowa, Briańska, Kurska, Orła, Primorsko-Achtarska i Krymu. Ukraińska obrona przeciwlotnicza zestrzeliła 65 dronów w obwodach połtawskim, sumskim, charkowskim, czerkaskim, czernihowskim, kijowskim, chmielnickim, dniepropietrowskim, mikołajowskim i odeskim, a kolejne 30 zaginęło na Ukrainie w ramach walki elektronicznej. „W wyniku nocnego ataku wroga uszkodzone zostały instytucje, przedsiębiorstwa przemysłowe, budynki gospodarcze, budynki prywatne i mieszkalne w obwodach mikołajowskim, dniepropetrowskim, kijowskim, czerkaskim, sumskim i chmielnickim. Służby usuwały skutki ataku. Nie odnotowano ofiar”.
Gubernator Wiaczesław Gładkow nakazał ewakuację mieszkańców przygranicznej wioski Terezowka w obwodzie biełgorodzkim w związku z trwającymi atakami dronów i ostrzałem.
Na terytorium Rosji zauważono kolejną grupę północnokoreańskich haubic samobieżnych 170 mm M1989 Koksan. Na jednej z platform znajdowało się również coś zakamuflowanego, prawdopodobnie wieloprowadnicowa wyrzutnia rakiet (MLRS).
Prezydent USA Donald Trump powiedział w mediach społecznościowych, że nie chce skrzywdzić Rosji, kocha naród rosyjski i zawsze utrzymywał bardzo dobre stosunki z prezydentem Putinem. Jeśli nie zostanie osiągnięte porozumienie w sprawie Ukrainy tak szybko, jak to możliwe, prawdopodobnie nie będzie innego wyjścia, jak podjąć działania przeciwko Rosji i innym uczestniczącym w wojnie krajom, nakładając na nie wysokie podatki, cła i sankcje na wszelkie towary sprzedawane Stanom Zjednoczonym. Trump wezwał Putina do zakończenia tej absurdalnej wojny, mówiąc, że sytuacja będzie się tylko pogarszać i powtarzając, że gdyby prezydentem był wówczas on, to ta wojna nie rozpoczęłaby się i można by ją zatrzymać prostymi sposobami. Prezydent Trump nakazał generałowi Keithowi Kelloggowi zakończenie wojny na Ukrainie w ciągu 100 dni. Prawie nikt nie wierzy, że może to zrobić, zwłaszcza Rosjanie.
Prezydent Wołodymyr Zełenski na Światowym Forum Ekonomicznum w Davos powiedział, że Stany Zjednoczone i kraje europejskie pozostawały w kontakcie z Rosją przez cały okres trwania wojny, a konkretnie na poziomie agencji wywiadowczych, dodając, że „dyplomacja musi mieć charakter izolacjonistyczny, tak jak sankcje. Jeśli przywódcy nie rozmawiają, ale agencje wywiadowcze są w ciągłym kontakcie, to w zasadzie może to odpowiadać Rosji”. Komentując doniesienia o planach Trumpa dotyczących rozmowy telefonicznej z Putinem, Zełenski stwierdził, że nie jest zaskoczony działaniami USA zmierzającymi do nawiązania kontaktu z Rosją, ale uważa, że Ukraina „powinna być priorytetem, ponieważ jesteśmy sojusznikami USA”. 
Zełenski powiedział również, że Rosja próbowała zmusić go do ustąpienia, chcąc zainstalować na stanowisku prezydenta Ukrainy prorosyjskiego oligarchę Wiktora Medwedczuka. „Niektórzy ludzie przyszli do mnie w pierwszych dniach wojny, niektórzy ludzie z Ukrainy... Przekazali mi ultimatum od Putina. Powiedzieli, że muszę odejść, a oni wymienią mnie [na] Medwedczuka”. Według niego ultimatum żądało również uznania przez Ukrainę rosyjskich władz okupacyjnych w Donbasie, zmiany konstytucjiw celu zobowiązania się do „neutralności”, zmniejszenia armii do 50 tys. żołnierzy, rezygnacji ze znacznej części arsenału broni i uznania języka rosyjskiego za język urzędowy Ukrainy. „To nie były negocjacje, to ultimatum”, dodając, że punkty Rosji były podobne do tych przedstawionych później podczas nieudanych rozmów pokojowych, które odbyły się w Turcji w 2022 roku.

### 23 stycznia

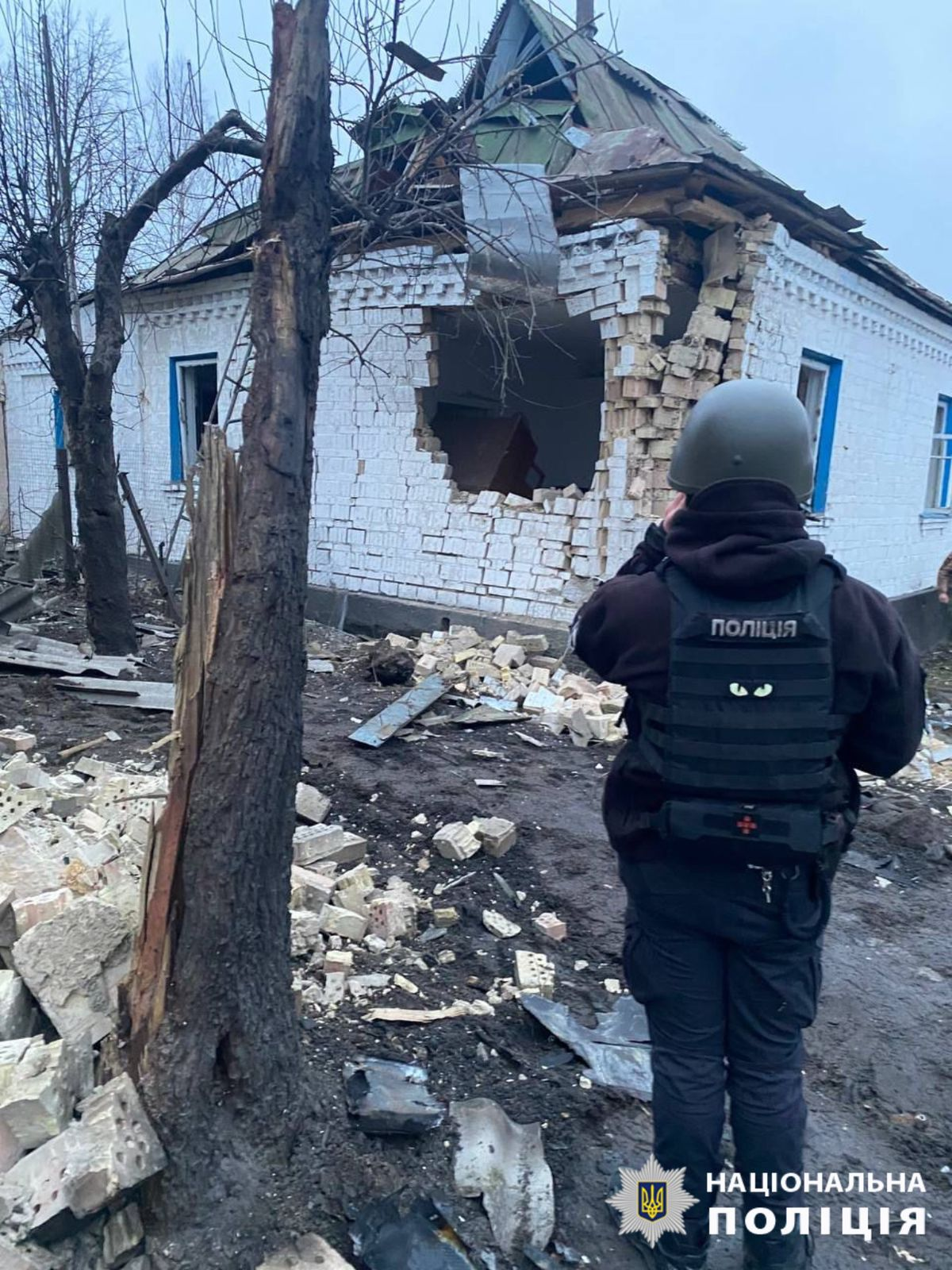
Dom w obwodzie kijowskim po rosyjskim ataku dronów. Uszkodzone zostały cztery domy i kawiarnia.

Rosyjskie Ministerstwo Obrony poinformowało, że wojska rosyjskie zdobyły wieś Sołone, na południowy zachód od Pokrowska. Rzecznik ukraińskiego Zgrupowania „Chotyca” Wiktor Trehubow powiedział, że wojska ukraińskie stacjonujące w pobliżu Wełyki Nowosiłki w obwodzie donieckim były narażone na okrążenie przez siły rosyjskie. „Wełyka Nowosiłka była w dość trudnej sytuacji. Ukraińscy żołnierze robili wszystko, aby zapobiec dalszym postępom wroga”, jednakże układ geograficzny tego obszaru, w tym rzeka przecinająca wieś, utrudniały manewry obronne. Według Trehubowa przewaga liczebna Rosji w sile roboczej w tym regionie stwarzała poważne wyzwania. „Ciągle przeprowadzają rotacje, dodają personel i uzupełniają swoje rozmieszczone siły. Nadal mają ten zasób”.
W ocenie ISW Rosja podobno planowała rozmieszczenie dodatkowych sił północnokoreańskich, pocisków, systemów artyleryjskich i wieloprowadnicowych systemów rakietowych (MLRS) w obwodzie kurskim w celu wsparcia rosyjskich operacji ogniowych dalekiego zasięgu. Tymczasem siły rosyjskie posunęły się naprzód w obwodzie kurskim oraz w pobliżu Torećka i Pokrowska.
Według ukraińskich Sił Powietrznych Rosja zaatakowała Ukrainę przy użyciu czterech rakiet balistycznych Iskander-M/KN-23 (wystrzelonych z obwodu woroneskiego w kierunku Zaporoża) oraz 92 dronów Shahed 136/131 (z Millerowa, Orła, Kurska, Briańska i Primorsko-Achtarska). Ukraińska obrona przeciwlotnicza zniszczyła 57 dronów w obwodach połtawskim, sumskim, charkowskim, czernihowskim, mikołajowskim, chersońskim, zaporoskim i dniepropetrowskim, a kolejne 27 zaginęło na Ukrainie w ramach walki elektronicznej. Trzy drony pozostawały w przestrzeni powietrznej Ukrainy.
Gubernator Iwan Fedorow poinformował, że po 4:00 rano czasu lokalnego jedna osoba zginęła, a co najmniej 45 zostało (w tym 22 trafiły do szpitala, w tym 2-miesięczne dziecko i czterech pracowników DSNS) rannych w rosyjskim ataku rakietowym na Zaporoże, gdzie doszło do co najmniej czterech eksplozji. W wyniku ataku został zniszczony jeden wielopiętrowy budynek mieszkalny, a 30 kolejnych zostało uszkodzonych; uszkodzono również domy prywatne i budynki niemieszkalne. Gubernator Ołeh Siniehubow nakazał ewakuację „267 dzieci i ich rodzin 16 miejscowości” w rejonie Kupiańska w północno-wschodnim obwodzie charkowskim w związku z rosyjskimi atakami, w wyniku których zginęła 54-letnia kobieta. „Decyzja została podjęta ze względu na nasilenie ostrzału wroga. Wzywamy rodziny z nieletnimi do ratowania życia i opuszczenia niebezpiecznych obszarów”.
Według doniesień w rafinerii ropy naftowej w obwodzie riazańskim wybuchł pożar podczas masowego ataku dronów na kilka regionów. Co najmniej 10 dronów zostało podobno zestrzelonych nad obiektem. Ponadto rosyjskie Ministerstwo Obrony podało, że obrona przeciwlotnicza przechwyciła 49 dronów w obwodach kurskim, briańskim, biełgorodzkim i Krymem. Szef Centrum Zwalczania Dezinformacji RBNiO Ukrainy Andrij Kowalenko, powiedział, że rafineria w Riazaniu „odgrywała ważną rolę w dostarczaniu paliwa zarówno dla rynku cywilnego, jak i kompleksu wojskowo-przemysłowego Rosji. Produkowała paliwo do sprzętu wojskowego, naftę lotniczą, olej napędowy i inne rodzaje produktów naftowych stosowanych w czołgach, samolotach, statkach i innym sprzęcie armii rosyjskiej”.
Siły północnokoreańskie po raz pierwszy rozpoczęły rozmieszczanie wyrzutni rakietowych MLRS zamaskowanych jako cywilne ciężarówki w obwodzie kurskim. Wyrzutnia wyposażona jest w 12 gotowych do strzału rakiet 122 mm, każda o zasięgu ok. 30 km. Szef ukraińskiego wywiadu generał Kyryło Budanow powiedział, że prawdopodobnie Korea Północna wyśle posiłki do obwodu kurskiego. W 2025 roku KRLD miała wysłać Rosji 150 rakiet balistycznych krótkiego zasięgu KN-23, oprócz 148 dostarczonych już w 2024 roku. Moskwa miała otrzymać także dodatkowe haubice samobieżne 170 mm M-1989 Koksan i wyrzutnie rakietowe 240 mm M-1991 Juche 100. Dodał, że Korea Północna dostarczyła w ciągu ostatnich trzech miesięcy po 120 szt. każdego z tych systemów.
Rzecznik prasowy prezydenta Dmitrij Pieskow powiedział, że Rosja „nie widziała tu żadnych szczególnie nowych elementów. Wiecie, że Trump, podczas swojej pierwszej prezydentury, był amerykańskim prezydentem, który najczęściej uciekał się do metod sankcji”. Rosja jest gotowa na „równy i pełen szacunku” dialog ze Stanami Zjednoczonymi, tak jak miało to miejsce w pierwszej kadencji Trumpa, ale obecnie nie przygotowywano się do spotkania Trumpa z Putinem.
Prezydent Donald Trump powiedział, że zwróci się do OPEC o obniżenie ceny ropy, mówiąc, że natychmiast zakończy to inwazję Rosji na Ukrainę. „Gdyby cena spadła, wojna rosyjsko-ukraińska zakończyłaby się natychmiast. W tej chwili cena jest na tyle wysoka, że ta wojna będzie trwała, trzeba obniżyć cenę ropy i zakończyć tę wojnę”. Prezydent Trump stwierdził, że chce spotkać się z prezydentem Władimirem Putinem tak szybko, jak to możliwe, aby zakończyć wojnę na Ukrainie. „Naprawdę chciałbym wkrótce spotkać się z prezydentem Putinem, aby zakończyć tę wojnę. To rzeź. Naprawdę musimy powstrzymać tę wojnę”. Pentagon potwierdził, że rozporządzenie wykonawcze prezydenta Trumpa zawieszające programy pomocy zagranicznej na 90 dni nie dotyczyło pomocy wojskowej dla Ukrainy; „Pomoc w zakresie bezpieczeństwa dla Ukrainy nie podlega ograniczeniom ostatniego rozporządzenia w sprawie pomocy zagranicznej, ponieważ dotyczy wyłącznie programów rozwojowych, a nie wsparcia wojskowego”.
Sekretarz generalny NATO Mark Rutte wezwał Stany Zjednoczone do kontynuowania dostaw broni dla Ukrainy i powiedział, że jeśli administracja Trumpa będzie gotowa kontynuować dostarczanie broni Ukrainie, Europa będzie gotowa zapewnić dalsze finansowanie. Ponadto Rutte stwierdził, że prezydent Putin nie ma uprawnień, aby wpływać na decyzje dotyczące przyszłego członkostwa w NATO. „Musimy dać jasno zrozumieć, że Władimir Putin nie ma prawa weta i nie ma wpływu na to, kto w przyszłości dołączy do NATO. Chyba że on sam chce dołączyć do NATO, ale nie sądzę, żeby tego chciał”. Podkreślił, że członkostwo Ukrainy w NATO jest najlepszą gwarancją trwałego pokoju. „Bez względu na wynik, musi być jasne, że pokój jest trwały... gdy [negocjacje] się zakończą, musimy być pewni, że pokój, który wspólnie wspieraliśmy, będzie trwały i nigdy więcej nie będzie kwestionowany”.

### 24 stycznia

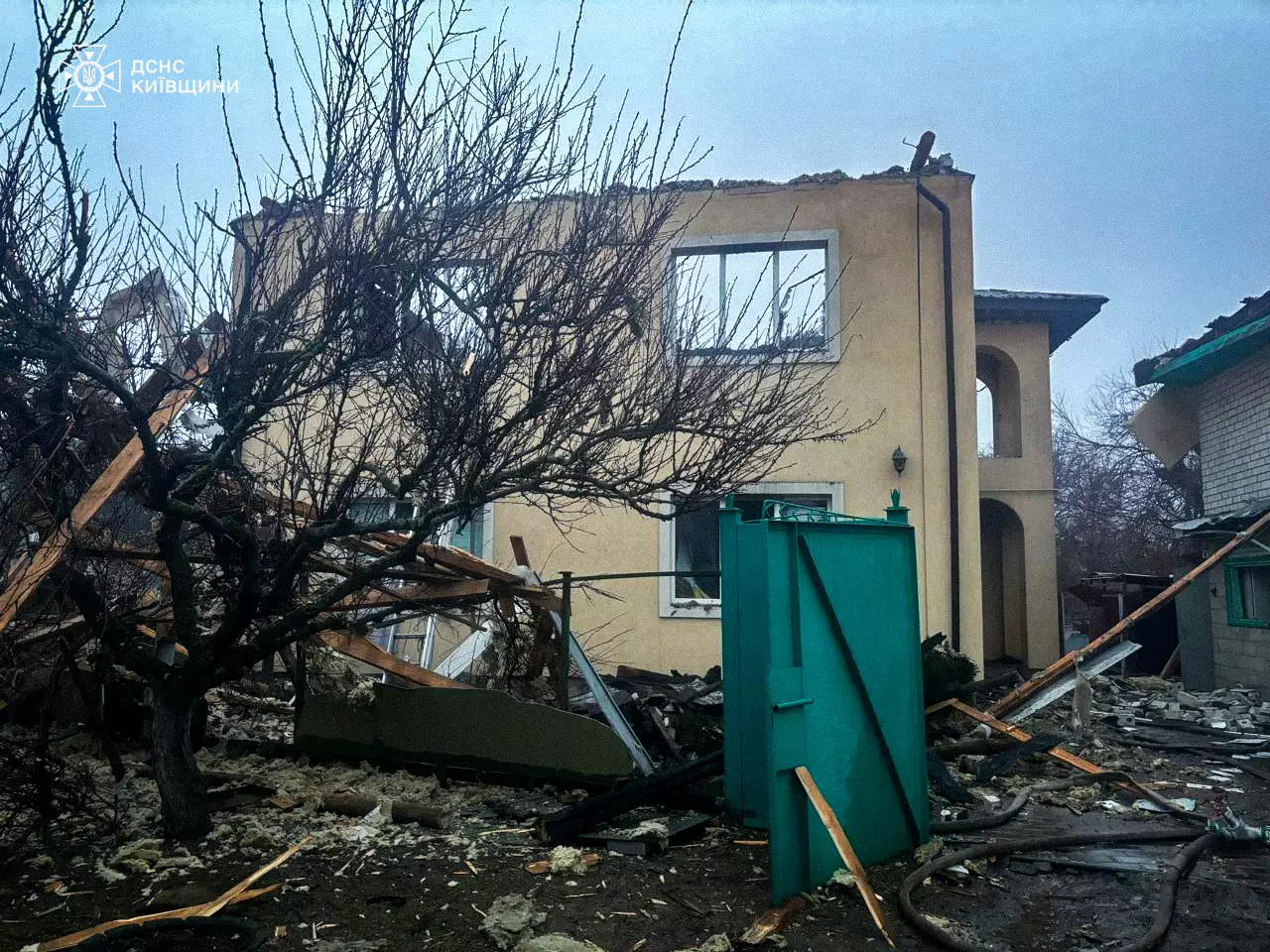
Dom w Browarach po nocnym rosyjskim ataku dronów; zginęły dwie osoby.

Ministerstwo Obrony Rosji podało, że siły rosyjskie weszły do centrum Wełyki Nowosiłki i podniosły tam rosyjską flagę po trwającej miesiące bitwie. Rzecznik ukraińskiego Zgrupowania „Chortyca” Wiktor Trehubow powiedział, że armii rosyjskiej nie udało się oskrzydlić Pokrowska w obwodzie donieckim i odciąć miasta od szlaków logistycznych. Wojska rosyjskie próbowały ominąć miasto od północy i południa, lecz jak dotąd bez powodzenia. „Do tej pory próby te zostały mniej lub bardziej skutecznie odparte. Zaczęli aktywniej atakować miasto za pomocą pocisków dalekiego zasięgu, różnych typów i dronów FPV. Trehubow stwierdził, że: „Niestety, atakują miasto, ale ich plan otoczenia go jest jeszcze bardzo odległy w czasie”, dodając, że: „Jest to główny punkt koncentracji ich wysiłków i tak jest od dawna. Tam dochodzi do największej liczby starć”.
Według ISW siły rosyjskie posunęły się naprzód w obwodzie kurskim i w pobliżu Czasiw Jaru, Torećka, Pokrowska, Kurachowego i Wełyki Nowosiłki. Siły ukraińskie odzyskały utracone pozycje w pobliżu Torećk.
Siły Powietrzne Ukrainy podały, że w nocy Rosjanie zaatakowali Ukrainę przy wykorzystaniu 58 dronów Shahed 136/131 i dronów-wabików różnych typów, wystrzelonych z Orła, Kurska, Briańska i Primorsko-Achtarska. Ukraińska obrona przeciwlotnicza zestrzeliła 25 dronów w obwodach sumskim, kijowskim, czernihowskim, czerkaskim, żytomierskim, chmielnickim i lwowskim, a kolejne 27 zaginęło na Ukrainie w ramach walki elektronicznej. W wyniku uderzenia na terenie obwodów kijowskiego i czernihowskiego, odnotowano ofiary śmiertelne i rannych oraz trafione zostały budynki mieszkalne i domy prywatne, a także samochody. Ukraińscy urzędnicy poinformowali, że w nocy trzy osoby zginęły, a kilka zostało rannych w rosyjskich atakach dronów na obwód kijowski. Szczątki dronów uderzyły w domy w Browarach i Hłewachach. Władze ukraińskie nakazały obowiązkową ewakuację dzieci z ponad 20 miejscowości w rejonie Komary i Kryworiżji w obwodzie donieckim z powodu rosyjskich ataków.
Według doniesień Ukraina wystrzeliła 121 dronów w kierunku 13 rosyjskich regionów. Ministerstwo Obrony Rosji poinformowało, że w ciągu ostatniej nocy obrona przeciwlotnicza przechwyciła wszystkie ukraińskie drony, w tym 37 nad obwodem briańskim, 20 nad obwodem riazańskim, po 17 nad obwodem kurskim i saratowskim oraz sześć nad obwodem moskiewskim i jeden nad Moskwą. Zamknięto lotniska Wnukowo i Domodiedowo. Elektrownia w Kursku i rafineria ropy naftowej w Riazaniu zostały zniszczone; w rafinerii słychać było eksplozje i pożary, a nad zakładem zestrzelono co najmniej 10 dronów. Lokalne władze i media poinformowały, że w nocy zakład produkujący mikroprocesory „Kremniy El” w obwodzie briańskim został zaatakowany przez „sześć dronów (...), które uszkadziły część zakładów produkcyjnych i magazyn produktów gotowych”. Fabryka wstrzymała produkcję, ponieważ atak zakłócił zasilanie i linie montażowe, jednak nie zgłoszono żadnych ofiar.
Sekretarz stanu USA Marco Rubio ogłosił wstrzymanie większości amerykańskich dotacji pomocy zagranicznej na 90 dni, z wyjątkiem Izraela i Egiptu. Według Politico ta dyrektywa „wydawała się obejmować finansowanie pomocy wojskowej dla Ukrainy”. Przyszły wysłannik pokojowy prezydenta Trumpa Keith Kellogg powiedział, że bardziej rygorystyczne środki wymierzone w rosyjski przemysł naftowy mogą zmusić Rosję do negocjowania zakończenia wojny na Ukrainie. „Rosja zarabia miliardy na sprzedaży ropy”, podkreślając, że same zwycięstwa na polu bitwy raczej nie zmuszą Rosji do zakończenia wojny. Kellogg stwierdził, że obniżenie dochodów Rosji ze sprzedaży ropy do 45 dolarów za baryłkę, czyli do punktu rentowności, może osłabić odporność finansową Rosji i zmusić ją do szukania porozumienia.
Prezydent Władimir Putin powiedział, że Rosja jest gotowa na rozmowy z prezydentem USA Donaldem Trumpem w sprawie zakończenia wojny na Ukrainie. „Jeśli chodzi o negocjacje, zawsze mówiliśmy – i chcę to podkreślić jeszcze raz – że jesteśmy gotowi na rozmowy w sprawie Ukrainy”. Putin stwierdził, że gdyby zwycięstwo Trumpa w 2020 roku „nie zostało skradzione”, nie doszłoby do „kryzysu na Ukrainie”, podkreślając, że Rosja „nigdy nie odmawiała kontaktu” z administracją USA oraz utrzymywała „pragmatyczne i pełne zaufania” stosunki z Trumpem. Wskazał również na dekret podpisany przez prezydenta Zełenskiego po nielegalnej aneksji przez Rosję czterech regionów Ukrainy, który uznał negocjacje z Putinem za „niemożliwe”, pozostawiając jednocześnie otwarte drzwi do dyskusji z Rosją pod innym przywództwem. „Jak można wznowić negocjacje, jeśli są oficjalnie zakazane?” Szef Kancelarii Prezydenta Ukrainy Andrij Jermak odrzucił uwagi Putina, oskarżając go o dążenie do odsunięcia Europy na bok w jakichkolwiek rozmowach; „Putin chce negocjować los Europy, bez Europy”.
Ukraińskie Centrum Koordynacyjne ds. Traktowania Jeńców Wojennych poinformowało, że przy pomocy SBU, MSW, DSNS i armii ukraińskiej, a także Międzynarodowego Komitetu Czerwonego Krzyża udało się sprowadzić ciała 757 ukraińskich żołnierzy poległych podczas walk na odcinku ługańskim, donieckim, bachmuckim, wuhłedarskim i zaporoskim w zamian za szczątki 49 rosyjskich żołnierzy.
Według projektu Oryx, witryny białego wywiadu, która śledzi straty sprzętu wojskowego, od czasu inwazji Rosji na Ukrainę armia rosyjska straciła co najmniej 20 027 szt. sprzętu, z czego 15 051 szt. uległo zniszczeniu (w tym 3704 czołgi), 852 szt. sprzętu zostało uszkodzonych, 1114 sztuk sprzętu zostało porzuconych, a 3011 sztuk sprzętu zostało zdobytych przez Ukrainców. Ukraina straciła 7609 szt. sprzętu wojskowego.
Według doniesień Euronews azerski kanał informacyjny AnewZ poinformował, że zidentyfikowano system Pancyr-S1 i jego obsługę, która odpowiada za uszkodzenie samolotu Embraer E190AR lotu Azerbaijan Airlines 8243 25 grudnia 2024 roku. Źródła dyplomatyczne w Azerbejdżanie poinformowały portal AnewZ, że rząd Azerbejdżanu nie pozwoli na „zatuszowanie” sprawy i że nadal jest zdecydowany pociągnąć Rosję do odpowiedzialności za zestrzelenie.

### 25 stycznia

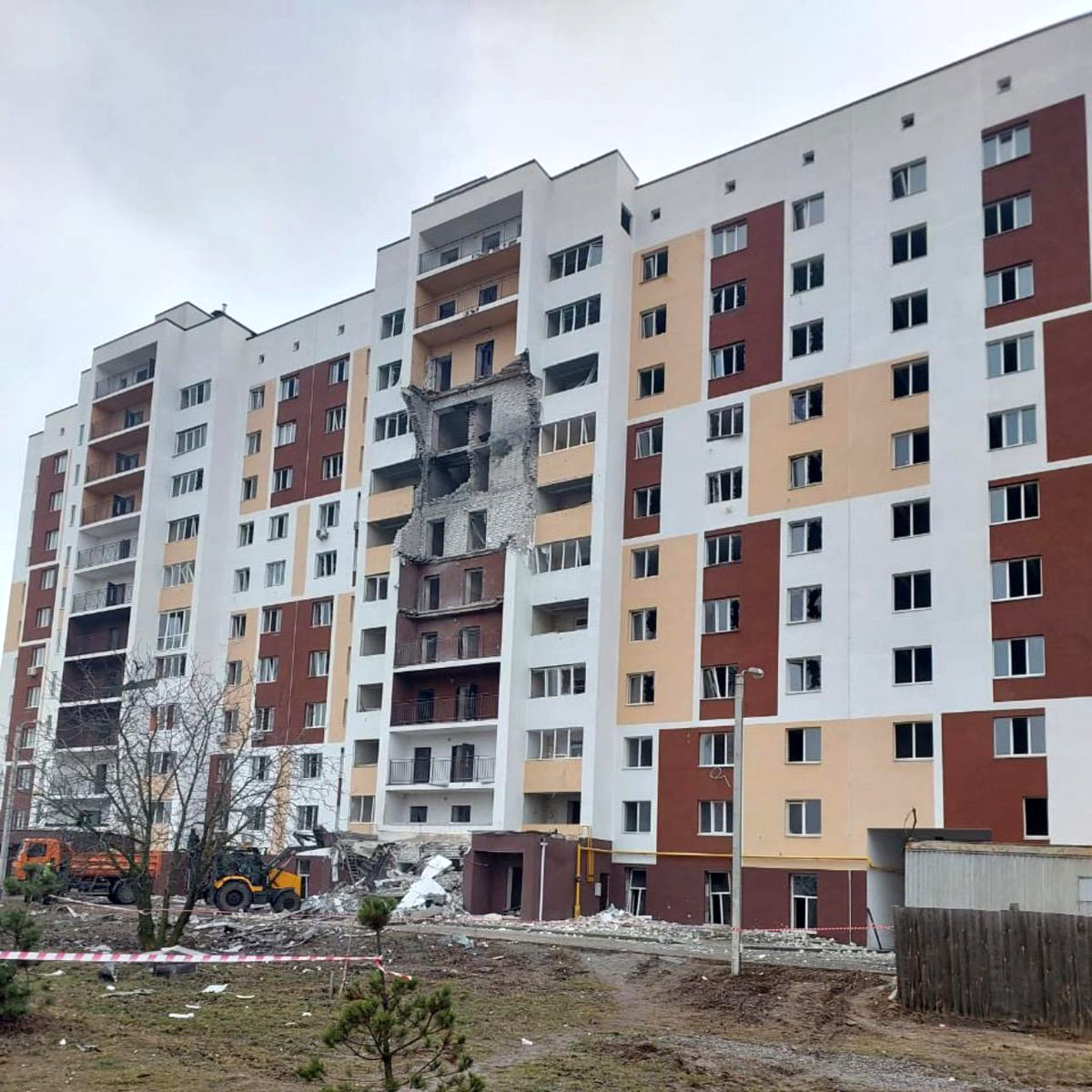
Budynek mieszkalny w Wysznewie po nocnym rosyjskiego ataku dronów.

W ocenie ISW wojska rosyjskie poczyniły postępy w pobliżu Torećka, Pokrowska, Kurachowego i Wełykiej Nowosiłki. Siły rosyjskie stwierdziły, że zdobyły wieś Nowoandrijiwka, na południe od Pokrowska. Według DeepState Rosjanie zajęli Wremiwkę i praktycznie zdobyli Wełykę Nowosiłkę.
Według ukraińskich Sił Powietrznych w nocy siły rosyjskie zaatakowały Ukrainę przy użyciu dwóch rakiet manewrujących Ch-59/Ch-69 (wystrzelonych znad Morza Czarnego) oraz 61 dronów Shahed 136/131 i dronów-wabików różnych typów (z Orła, Kurska, Briańska, Millerowa i Primorsko-Achtarska). Ukraińska obrona przeciwlotnicza zniszczyła oba pociski i 46 dronów w obwodach odeskim, charkowskim, połtawskim, sumskim, kijowskim, czerkaskim, donieckim, zaporoskim, dniepropetrowskim, chmielnickim i kirowohradzkim, a kolejne 15 zaginęło na Ukrainie w ramach walki elektronicznej. Zestrzelone drony wyrządziły szkody w obwodach kijowskim, czerkaskim i chmielnickim. Uszkodzone zostały budynki przedsiębiorstw, instytucji, domy mieszkalne i prywatne oraz pojazdy. Mer Ihor Terechow poinformował, że siły rosyjskie zaatakowały rejony szewczenkowski, kijowski i chołodnohirski w Charkowie przy użyciu dronów, w wyniku czego trzy osoby zostały ranne. Ataki spowodowały pożar oraz zakłócił dostawy wody i prądu w kilku dzielnicach.
Prorosyjski szef obwodu chersońskiego Wołodymyr Saldo powiedział, że trzy osoby zginęły w ukraińskim ataku amunicją kasetową na okupowane Oleszki.
Wysłannik prezydenta USA Trumpa na Ukrainę i Rosję Keith Kellogg powiedział, że rząd Stanów Zjednoczonych rozważał zakup amerykańskiej broni dla Ukrainy za pieniądze pochodzące z zamrożonych aktywów rosyjskich, stwierdzając, że takie podejście może być częścią kompleksowego rozwiązania, które wesprze Ukrainę w wojnie z Rosją i wzmocni amerykański przemysł zbrojeniowy. „Rozmawialiśmy wielokrotnie o wykorzystaniu zamrożonych rosyjskich aktywów do kupowania amerykańskiej broni. Jest to jeden z elementów układanki, który należy omówić i który znajdzie się na stole prezydenta, aby o nim porozmawiać. Jednak nie jest to element, który ją rozwiąże. Mimo to jest to interesujący punkt i warto go omówić”.
Brytyjski Financial Times, powołując się na osoby zaznajomione ze sprawą, podał, że wysocy rangą urzędnicy dyplomatyczni z Biura ds. Europy i Eurazji Departamentu Stanu USA zwrócili się do nowego sekretarza stanu Marco Rubio z prośbą o „odmrożenie” planu pomocy dla Ukrainy i anulowanie jej wstrzymania. Rubio dzień wcześniej wydał nowe wytyczne dotyczące zawieszenia wydatkowania większości istniejących funduszy pomocy zagranicznej na 90 dni. Ukraiński urzędnik potwierdził w rozmowie z Financial Times, że amerykańska pomoc wojskowa dla Ukrainy nie została uwzględniona w zarządzeniu o zamrożeniu i pozostała niezmieniona. Prezydent Zełenski powiedział na konferencji prasowej z prezydent Mołdawii Maią Sandu, że pomoc wojskowa dla Ukrainy nie ucierpiała, ale nie jest jeszcze jasne, czy ucierpiały programy pomocy humanitarnej.

### 26 stycznia
Ministerstwo Obrony Rosji stwierdziło, że siły rosyjskie zajęły miasto Wełyka Nowosiłka i Nadijiwka w obwodzie donieckim. Ukraińska 110 Samodzielna Brygada Zmechanizowana poinformowała, że siły ukraińskie skutecznie wycofały część wojsk, aby uniknąć okrążenia w Wełyce Nowosiłce w obwodzie donieckim, jednak walki wciąż trwały wokół miejscowości. Dodano także, że gdy wojska rosyjskie prawdopodobnie zdobędą miejscowość, będą miały trudności z kontynuowaniem ofensywy, ponieważ rzeka Mokri Jały stanowiła przeszkodę dla rosyjskiego natarcia. Ponadto Rosjanie znajdowali się w podatnej na ataki „kieszeni ogniowej”. „Każdy ruch był tłumiony pociskami i dronami”.
W ocenie ISW wojska rosyjskie poczyniły dalsze postępy w Wełyce Nowosiłce pośród oficjalnych rosyjskich twierdzeń, że zajęto całą miejscowość. Rosyjskie MON przywiązywało bardzo dużą wagę do rzekomego zajęcia Wełyki Nowosiłki, prawdopodobnie w ramach wysiłków informacyjnych mających na celu ukształtowanie zachodnich poglądów na sytuację na polu bitwy i osłabienie międzynarodowego wsparcia dla Ukrainy. Zajęcie miasta prawdopodobnie stworzy możliwość przeniesienia elementów Wschodniego Okręgu Wojskowego z obszaru Wełyki Nowosiłki do innych priorytetowych obszarów. Każde przegrupowanie w nadchodzących tygodniach wskaże priorytetowe obszary operacyjne rosyjskiego dowództwa dla operacji ofensywnych wiosną i latem 2025 roku. Siły rosyjskie były gotowe do zajęcia Torećka w nadchodzących dniach, a przegrupowanie Wschodniego Okręgu w celu wzmocnienia rosyjskiej Grupy Sił na kierunku Torećka wskazywałoby na nowy priorytetowy kierunek Rosji i ewentualnie wznowienie ataków w kierunku Konstantynówki. Tymczasem siły ukraińskie posunęły się naprzód w obwodzie kurskim i odzyskały pozycje w Torećku, z kolei wojska rosyjskie zrobiły postępy pobliżu Borowej, Pokrowska i Kurachowego.
Sztab Ukrainy poinformował, że Rosja atakowała w kierunkach Charkowa, Kupiańska, Łymanu, Kramatorska, Torećka, Pokrowska, Nowopawłowska, Zaporoża i Chersonia, gdzie doszło do 166 starć. W ciągu doby wojska rosyjskie przeprowadziły 45 nalotów, 2155 ataków dronów i 105 ostrzałów na pozycje ukraińskie i obszary zaludnione. Operacja w obwodzie kurskim trwała; wojska rosyjskie przeprowadziły siedem ataków na pozycje ukraińskie, przeprowadzili 435 ataki artyleryjskie i 25 nalotów, używając 33 bomb lotniczych. Ukraińskie lotnictwo i artyleria zaatakowały cztery punkty kontrolne i cztery miejsca. Prezydent Wołodymyr Zełenski poinformował, że w ciągu ostatniego tygodnia Rosja wystrzeliła w kierunku Ukrainy 1250 bomb lotniczych, ponad 750 dronów i 20 rakiet różnych typów.
Ukraińskie Siły Powietrzne oświadczyły, że Rosja zaatakowała terytorium Ukrainy za pomocą 72 dronów Shahed 136/131 i dronów-wabików różnych typów, wystrzelonych Orła, Kurska, Briańska, Millerowa i Primorsko-Achtarska. Ukraińska obrona przeciwlotnicza zniszczyła 50 dronów nad obwodami kijowskim, odeskim, charkowskim, połtawskim, sumskim, donieckim, dniepropetrowskim i chmielnickim, a kolejne dziewięć zaginęło na Ukrainie w ramach walki elektronicznej. Jeden dron pozostawał w przestrzeni powietrznej Ukrainy. W wyniku nocnego ataku rosyjskich dronów w Sumach uszkodzono budynek mieszkalny, placówkę edukacyjną i budynek administracyjny.
Rosyjskie media podały, że rafineria ropy naftowej w Riazaniu została ponownie zaatakowana przez drony, powodując pożar. Kanał na Telegramie „Astra”, że mieszkańcy zgłaszali eksplozje i próbę ataku dronów na rafinerię krótko przed 1:00 w nocy. Ministerstwo Obrony Rosji poinformowało, że w nocy 32 ukraińskie drony zaatakowały pięć rosyjskich regionów. Rosyjska obrona przeciwlotnicza rzekomo zestrzeliła wszystkie drony nad obwodami woroneskim (15), biełgorodzkim (11), kurskim (4), orłowskim (1) i twerskim (1). Ukraińskie Siły Powietrzne stwierdziły, że ponad 200 dronów Shahed zostało zniszczonych w wyniku ataku dronów na magazyn w zachodnim obwodzie orłowskim. Atak wymierzono w betonowe konstrukcje mieszczące głowice termobaryczne dronów, powodując znaczną wtórną detonację. Ponadto kanał na Telegramie „Astra” podał, że Rosja przypadkowo zrzuciła „inteligentną bombę” UMPB-250 na wioskę w obwodzie biełgorodzkim. Atak nie spowodował ofiar ani nie wyrządził żadnych szkód.
Ukraińska stacja Suspilne podała, że Amerykańska Agencja ds. Rozwoju Międzynarodowego (USAID), jedna z największych agencji pomocowych na świecie, otrzymała polecenie wstrzymania projektów na Ukrainie po 90-dniowym zamrożeniu pomocy zagranicznej nałożonym przez sekretarza stanu Marco Rubio.
Prezydent Wołodymyr Zełenski ogłosił, że generał brygady Andrij Hnatow zostanie zastąpiony przez generała majora Mychajła Drapatyja na stanowisku dowódcy Grupy Operacyjno-Strategicznej „Chortyca” działającej na froncie wschodnim. Drapatyj w dalszym ciągu pozostanie dowódcą ukraińskich sił lądowych.
Przewodniczący Komitetu Wojskowego UE, generał Robert Brieger stwierdził, że zawieszenie broni na Ukrainie mogłoby być monitorowane przez misję działającą pod auspicjami ONZ, składającą się nie tylko z Europejczyków, ale także żołnierzy z innych krajów, w szczególności z globalnego Południa.

### 27 stycznia
Rzecznik Zgrupowania „Chortyca” Wiktor Trehubow powiedział, ze siły rosyjskie nasiliły ataki w pobliżu Pokrowska w obwodzie donieckim, wysyłając małe grupy w celu okrążenia wojsk ukraińskich. Stwierdził, że: „Po raz pierwszy zaczęli walczyć mądrze; po raz pierwszy zaczęli walczyć nie tylko bezpośrednimi falami ludzi, ale próbami osłony, próbami ominięcia dużego miasta i zmuszenia sił ukraińskich do opuszczenia go”, dodając, że: „Sytuacja jest następująca: w pobliżu Pokrowska dochodzi do dużej liczby starć na małą skalę, ponieważ Rosjanie próbują wejść i otoczyć Pokrowsk od zachodu w małych grupach. Jest tam wiele, wiele starć”. Rosyjskie dowództwo unika bitew miejskich, aby zmniejszyć duże straty osobowe.
Według dowódcy oddziału 73 Centrum Operacji Specjalnych Marynarki Wojennej o kryptonimie „Puls”, jednostki północnokoreańskie stacjonujące w rosyjskim obwodzie kurskim zostały zmuszone do wycofania się z pozycji frontowych w obwodzie kurskim po poniesieniu poważnych strat. Później rzecznik Sił Specjalnych Ołeksandr Kindratenko powiedział, że północnokoreańscy żołnierze tymczasowo wycofali się z jednego odcinka frontu w obwodzie kurskim, gdyż wojska KRLD prawdopodobnie poniosły znaczne straty.
W opinii ISW wojska ukraińskie odzyskały utracone pozycje w pobliżu Torećka, z kolei Rosjanie posunęły naprzód się w pobliżu Torećka, Czasiw Jaru i Kurachowego. Brytyjskie MON podało, że Rosjanie stopniowo rozszerzali przyczółek na zachodnim brzegu rzeki Oskoł, ustanowiony pod koniec listopada 2024 roku. Od tego czasu Rosjanie poczynili taktyczne postępy w tym obszarze. Głównym celem rosyjskich działań w tym regionie była Dworiczna, gdzie trwały zacięte walki. Walki toczyły się również o Zapadne, położone 4 km na zachód od rzeki. Rosja prawdopodobnie próbowała wywrzeć presję na logistykę Kupiańska, położonego ok. 12 km na południe od przyczółka. Siły rosyjskie kontrolowały linie zaopatrzeniowe na wschód i południe od miasta oraz prawdopodobnie próbowali przejąć kontrolę nad północnymi szlakami zaopatrzeniowymi prowadzącymi do miasta.
Według Sił Powietrznych Ukrainy Rosjanie zaatakowali Ukrainę przy użyciu 104 dronów Shahed 136/131 i dronów-wabików różnych typów, wystrzelonych Orła, Kurska, Briańska, Millerowa i Primorsko-Achtarska. Ukraińska obrona przeciwlotnicza zestrzeliła 57 dronów nad obwodami kijowskim, mikołajowskim, charkowskim, połtawskim, sumskim, dniepropetrowskim, chmielnickim, żytomierski, winnickim i iwanofrankiwskim, a kolejne 39 zaginęło na Ukrainie w ramach walki elektronicznej. W wyniku ataku dronów zostały uszkodzone obiekty infrastruktury, budynki mieszkalne i domy prywatne w obwodach dniepropetrowskim, sumskim, iwanofrankiwskim i kijowski. Gubernator Serhij Łysak poinformował, że nad ranem pięciu mężczyzn w wieku 30–39 lat zostało rannych w wyniku rosyjskiego ataku artyleryjskiego na Nikopol w obwodzie dniepropetrowskim. W wyniku ataku doszło do pożaru oraz uszkodzenia zakładu przemysłowego.
Według agencji Reuters Rafineria ropy naftowej w Riazaniu zaprzestała działalności z powodu uszkodzeń spowodowanych ukraińskimi atakami dronów. Armia ukraińska ogłosiła, że zniszczono rosyjski radar 96L6E systemu rakietowego S-400 podczas „precyzyjnego uderzenia”, jednak nie podano daty i miejsca trafienia.
Wysoki przedstawiciel UE ds. zagranicznych i polityki bezpieczeństwa Kaja Kallas ogłosiła ministrowie spraw zagranicznych Unii Europejskiej zatwierdzili przedłużenie sankcji wobec Rosji o kolejne sześć miesięcy. „Europa donosi: ministrowie spraw zagranicznych UE właśnie zgodzili się na ponowne przedłużenie sankcji wobec Rosji. To będzie nadal pozbawiać Moskwę dochodów na finansowanie jej wojny. Rosja musi zapłacić za szkody, które wyrządza”.

### 28 stycznia
Rosyjskie Ministerstwo Obrony stwierdziło, że wojska rosyjskie zajęły Dworiczną w obwodzie charkowskim, położoną po drugiej stronie rzeki Oskoł. Gubernator Ołeh Syniehubow zaprzeczył twierdzeniom rosyjskiego MON, jakoby siły rosyjskie zdobyły wieś Dworiczna w rejonie kupiańskim, podkreślając, że w tym rejonie trwały walki. „To nie jest pierwsze tego typu oświadczenie ze strony rosyjskiej; jest to czysta propaganda i nie odzwierciedla rzeczywistości”. Ukraiński Sztab Generalny opublikował mapę potwierdzającą kontrolę Rosji nad Nowoandrijiwką, Uspeniwką i Słowjanką na kierunku Pokrowska. 
Według ISW wojsko rosyjskie prawdopodobnie utworzyło oddzielny pułk systemów bezzałogowych na szczeblu okręgu wojskowego w celu zwiększenia rosyjskich możliwości korzystania z dronów. Utworzenie tego pułku wspierało niedawne wysiłki rosyjskiego Ministerstwa Obrony mające na celu utworzenie Sił Systemów Bezzałogowych w ramach rosyjskiego wojska i scentralizowanie kontroli nad nieformalnymi oddziałami dronów. Siły ukraińskie posunęły się naprzód w pobliżu Torećka i Pokrowska, z kolei wojska rosyjskie poczyniły postępy w pobliżu Torećka, Pokrowska, Kurachowego, Wełykiej Nowosiłki i w zachodniej części obwodu zaporoskiego.
Siły Powietrzne Ukrainy podały, że w nocy Rosja zaatakowała Ukrainę przy użyciu 100 dronów Shahed 136/131 i dronów-wabików różnych typów, wystrzelonych z Orła, Briańska, Kurska, Millerowa, Primorsko-Achtarska i Krymu. Ukraińska obrona przeciwlotnicza zniszczyła 65 dronów w obwodach kijowskim, charkowskim, połtawskim, sumskim, czernihowskim, czerkaskim, kirowohradzkim, żytomierskim, dniepropetrowskim, zaporoskim, mikołajowskim, odeskim i chersońskim, dwa poleciały w kierunku Rosji i Białorusi, a kolejne 28 zaginęło na Ukrainie. Jeden dron pozostawał w przestrzeni powietrznej Ukrainy. W wyniku ataku rosyjskich dronów uszkodzone zostały budynki prywatnych przedsiębiorstw, obiekty infrastruktury, budynki mieszkalne i pojazdy w obwodach odeskim, kijowskim, sumskim, połtawskim, czerkaskim, czernihowskim i charkowskim.
Gubernator Witalij Kim poinformował, że dwie osoby zginęły w wyniku rosyjskiego ataku rakietowego na Mikołajów. Podczas ataku trafiono w zakład przemysłu spożywczego, którego budynek został częściowo zniszczony. P.o. szefa Administracji Wojskowej Mykoła Kałasznik podał, że szczątki zestrzelonego rosyjskiego drona zniszczyły lub uszkodziły 36 samochodów w muzeum zabytkowych samochodów w Meżyhirji w obwodzie kijowskim, a także dwa domy, trzy budynki niemieszkalne i trzy pojazdy. Doszło także do pożaru na obszarze 600 m². Natomiast w Charkowie zniszczeniu uległo przedsiębiorstwo i uszkodzony został gazociąg, w Odessie i Czernihowie zostały uszkodzone domy, a w Humaniu w obwodzie czerkaskim został uszkodzony obiekt infrastruktury.
Według OSW Rosjanie opanowali Wełykę Nowosiłkę, ostatni znaczący punkt ukraińskiego oporu na granicy obwodu donieckiego z dniepropetrowskim i zaporoskim. Na północ od miasta i południe od Pokrowska siły ukraińskie utrzymywały się wyłącznie na obrzeżach obwodu donieckiego, do którego granic pozostały Rosjanom ok. 3 km. Wyjątek stanowił obszar na zachód od Kurachowego, gdzie pozycje ukraińskie sięgały 40 km w głąb obwodu. Po rozpoczęciu przez wojska rosyjskie ataku na Andrijiwkę wzrosło zagrożenie ich okrążenia. Trwały walki na obrzeżach Torećka i w centrum Czasiw Jaru, gdzie Rosjanie poczynili kolejne postępy. Do przesunięć na korzyść Rosji doszło także pomiędzy aglomeracją Torećką a Myrnohradem i Pokrowskiem, jednak wciąż nie opanowali węzła drogowego na drodze Pokrowsk–Konstantynówka. Spadek znaczenia Pokrowska jako głównego hubu logistycznego sił ukraińskich w Donbasie sprawiło, że rolę tę przejęła Konstantynówka, skąd kierowane było zaopatrzenie dla zgrupowań w rejonach Czasiw Jaru i Torećka. Rosjanie prawdopodobnie opanowali Dworiczną na prawym brzegu rzeki Oskoł, co umożliwiało dalsze ataki na południe w kierunku Kupiańska lub na zachód w głąb obwodu charkowskiego. Kolejne postępy terenowe odnotowali na granicy obwodów ługańskiego, donieckiego i charkowskiego oraz w obwodzie kurskim.
Izrael przekazał Stanom Zjednoczonym ok. 90 pocisków Patriot, które najpierw przetransportowano do Polski, a następnie dostarczono wraz ze sprzętem pomocniczym na Ukrainę.
Sekretarz stanu USA Marco Rubio wydał memorandum w celu złagodzenia rozporządzenia wykonawczego, które zawiesiło wszelką pomoc zagraniczną na 90 dni, wyłączając z niego „podstawowe programy ratujące życie”, w tym podstawowe leki, usługi medyczne, żywność i schronienie, jednak nie obejmowało aborcji, planowania rodziny, operacji zmiany płci i innej pomocy niezwiązanej z ratowaniem życia. „Realizatorzy istniejących programów pomocy humanitarnej ratującej życie powinni kontynuować lub wznowić pracę, jeśli ją przerwali”. Strona internetowa U.S. Citizenship and Immigration Services podała, że władze zawiesiły program dla uchodźców ukraińskich o nazwie „Solidarna Ukraina” zgodnie z rozporządzeniem wykonawczym prezydenta USA Donalda Trumpa w sprawie imigracji i bezpieczeństwa granic. Program pozwalał Ukraińcom na pobyt w Stanach Zjednoczonych do dwóch lat, pracę i otrzymywanie ubezpieczenia zdrowotnego. Wnioskodawcy byli zobowiązani do posiadania sponsora w Stanach Zjednoczonych, który wspierałby ich finansowo podczas pobytu. 
Prezydent Wołodymyr Zełenski zlecił sporządzenie raportu na temat finansowanych przez USA projektów na Ukrainie, na które wpłynęło zamrożenie pomocy zagranicznej przez prezydenta Donalda Trumpa. „Możemy zapewnić część tego finansowania z naszych finansów państwowych i omówimy niektóre z nich z Europejczykami i Amerykanami”, dodając, że programy dotyczące ukraińskich dzieci, weteranów i ochrony infrastruktury będą traktowane priorytetowo.
Agencja The Insider podała, że Rosja wyczerpała znaczną część swojego radzieckiego arsenału, a pozostały sprzęt był w złym stanie. Armia rosyjska straciła ponad połowę dostępnego sprzętu i jeśli nie nastąpi jakaś zmiana, działania wojenne mogą stopniowo zanikać pod koniec 2025 lub na początku 2026 roku z powodu niedoboru czołgów, pojazdów opancerzonych i artylerii. Wojska rosyjskie i ukraińskie traciły głównie sprzęt z czasów radzieckich, a straty rosyjskie stanowiły ok. 50% całkowitych zapasów, a większość pozostałego sprzętu w magazynach była w złym stanie technicznym, co sprawiało, że było mało prawdopodobne, aby został naprawiony i wysłany na linię frontu. Liczba gotowych do walki pojazdów, które Rosja mogłaby nadal wysłać na front, szacowana była na ok. 2 tys. czołgów, 2 tys. BWP i 3 tys. transporterów opancerzonych. Rosja borykała również się z ograniczeniami produkcyjnymi. Jedynym BWP produkowanym na dużą skalę pozostawał BMP-3, którego 463 egzemplarze wyprodukowano w 2023 roku, a produkcja transportera opancerzonego BTR-82 szacowana była na 300–400 egzemplarzy rocznie.

### 29 stycznia
Gazeta The Moscow Times, powołując się na liczne źródła z Rosji, Ukrainy i innych krajów europejskich, podała, że wojska rosyjskie zajęły miasto Czasiw Jar w obwodzie donieckim, a wojska ukraińskie zostały zepchnięte na obrzeża. Eksperci, blogerzy wojenni i urzędnicy ukraińscy zdementowali doniesienia, że Czasiw Jar wpadło w ręce sił rosyjskich, a najnowsze dane białego wywiadu sugerowały, że walki wciąż trwały. Żołnierz z ukraińskiej jednostki łączności 24 Brygady Zmechanizowanej Oleg Petrasiuk powiedział, że „[siły ukraińskie] wciąż walczą”, dodając, że walki w mieście to „walki uliczne”. Rzecznik Gwardii Narodowej Ruslan Muzyczuk, nie wspomniał o upadku miasta, ale przyznał, że rosyjskie ataki „znacznie się nasiliły” i włączyły do nich najlepiej wyszkolone siły rosyjskie. Dodał, że walka miejska, taka jak ta prowadzona na zniszczonych ulicach Czasiw Jaru, była „najtrudniejszym rodzajem bitwy dla piechoty” zarówno dla obrońców, jak i atakujących. „Dlatego wróg dość często próbuje ominąć miasto flankami, dotyczy to w szczególności Czasiw Jaru”.
W opinii ISW siły ukraińskie sunęły się naprzód w obwodzie kurskim i w pobliżu Torećka, a siły rosyjskie zrobiły postępy w pobliżu Łymanu, Czasiw Jaru, Torećka, Pokrowska, Kurachowego, Wełyki Nowosiłki, Robotyne i w kierunku Dniepru.
Sztab Ukrainy poinformował, że Rosja atakowała w kierunkach Charkowa, Kupiańska, Łymanu, Siewierska, Kramatorska, Torećka, Pokrowska, Nowopawłowska i Chersonia, gdzie doszło do 158 starć. W ciągu doby wojska rosyjskie przeprowadziły 43 naloty, 2120 ataków dronów i 90 ostrzałów na pozycje ukraińskie i obszary zaludnione. Operacja w obwodzie kurskim trwała; wojska rosyjskie przeprowadziły osiem ataków na pozycje ukraińskie, przeprowadzili 426 ataków artyleryjskich, 12 ostrzałów i 19 nalotów, używając 35 bomb lotniczych. Ukraińskie lotnictwo i artyleria zaatakowały 10 miejsc koncentracji i jeden system przeciwlotniczy.
Według ukraińskich Sił Powietrznych Rosja zaatakowała terytorium Ukrainy za pomocą pocisku balistycznego Iskander-M (wystrzelonego z Krymu) oraz 57 dronów Shahed 136/131 i dronów-wabików różnych typów (z Kurska, Millerowa, Primorsko-Achtarska i Krymu). Ukraińska obrona przeciwlotnicza zniszczyła 29 dronów w obwodach charkowskim, połtawskim, sumskim, kijowskim, czernihowskim, kirowogradzkim, chmielnickim, dniepropietrowskim i odeskim, a kolejne 14 zaginęło na Ukrainie w ramach walki elektronicznej. W wyniku rosyjskiego ataku ucierpiały obwody mikołajowski, odeski, charkowski, kijowski i sumski.
Rafineria ropy naftowej „Łukoil Nizhegorodnefteorgsintez” w Kstowie w obwodzie niżnonowogrodzkim, została poważnie uszkodzona w wyniku dużego pożaru, który wybuchł podczas nocnego masowego ataku (ok. 104) dronów, którego celem były również m.in. obiekty naftowe i energetyczne w obwodach smoleńskim, twerskim i briańskim. Gubernator Gleb Nikitin nie zgłosił żadnych ofiar, jednak szczątki drona wywołały pożar w przedsiębiorstwie w strefie przemysłowej Kstowa. Gubernator Wasilij Anochin stwierdził, że celem ataku była również Smoleńska Elektrownia Atomowa w zachodnim obwodzie smoleńskim. „Nie było ofiar ani szkód”. Gubernator Wiaczesław Gładkow podał, że dwie osoby zginęły, a dwie inne zostały ranne, gdy dron uderzył w dom w obwodzie biełgorodzkim. Loty zostały również zawieszone na lotniskach w Kazaniu i Pułkowie. Gubernator Igor Rudenia oświadczył, że w obwodzie twerskim w odparto atak 29 dronów. Z wypowiedzi gubernatora wynikało, że drony zaatakowały rejon miejski w Toropcu, ale nie wiadomo, co dokładnie było przyczyną ataku. Rosyjskie Ministerstwo Obrony poinformowało, że dwa drony zostały zestrzelone w obwodach murmańskim i kurskim.
Agencja prasowa Bloomberg poinformowała, że „Rosjanie musieli zamknąć główny rurociąg dostarczający ropę do terminalu Ust-Ługa w obwodzie leningradzkim” z powodu nocnego strajku ukraińskich dronów. SBU podało, że drony zaatakowały stację pompowania ropy naftowej „Andreapol” (i 23. arsenał rakietowy MON Rosji) w obwodzie twerskim, który jest częścią ropociągu BTS-2, zarządzanego przez rosyjską spółkę państwową Transnieft. Według doniesień obszar pompowania filtracyjnego i zbiorniki zostały uszkodzone. Na stacji odnotowano wyciek ropy i pożar.
Zastępca sekretarza generalnego NATO Radmiła Szekeryńska powiedziała, że Pakt Północnatlantycki był na dobrej drodze do zrealizowania swojej obietnicy wysłania Ukrainie ok. 41,6 miliardów dolarów na pomoc w zakresie bezpieczeństwa do końca 2025 roku.
Nadawca Yle poinformował, że fińska firma Insta zaprezentowała drona „Steel Eagle”, opracowanego we współpracy z Ukrainą. Fińsko-ukraiński dron jest wyposażony w system sterowania radiowego, funkcję przesyłu, a także gogle VR dla pilota oraz posiada duży zasięg i jest odporny na zakłócenia. Firma opisała go jako połączenie „ładunku wybuchowego i drona”. Dron może być używany do transportu ładunku wybuchowego, który może zdetonować nad celem. Eksplozja stalowych i wolframowych kulek rozrzuca się na ziemi i może przebić dach lekkiego pojazdu opancerzonego.
Premier Denys Szmyhal powiedział, że Rosja zwiększyła swój budżet wojskowy o 25% do 2025 roku, co podkreślało potrzebę silniejszych sankcji, większej ilości broni i większego wsparcia ze strony międzynarodowych partnerów Ukrainy. „Rosja rozumie tylko język siły i nie wycofa się, jeśli nie damy godnej odpowiedzi”.
Usługa monitorująca „Opendatabot” poinformowała, że w ciągu ostatnich sześciu miesięcy 93 firmy na Ukrainie usunęły oznaki rosyjskiej własności i nadal prowadziły działalność w kraju, pomimo moratorium na zmianę rejestracji firm z rosyjskimi właścicielami. Ze względu na inwazję Rosji Ukraina przyjęła prawo zezwalające na przejmowanie aktywów lub nieruchomości na Ukrainie należących do Rosji lub obywateli rosyjskich. Zgodnie z prawem rosyjskim lub powiązanym firmom zakazano ponownej rejestracji ich własności, z pewnymi wyjątkami.

### 30 stycznia
W ocenie ISW siły ukraińskie odzyskały utracone pozycje w pobliżu Charkowa i Pokrowska, a siły rosyjskie posunęły się naprzód w pobliżu Czasiw Jaru, Torećka i Kurachowego oraz w kierunku Dniepru.
SG Ukrainy poinformował, że Rosja atakowała w kierunkach Charkowa, Kupiańska, Łymanu, Siewierska, Kramatorska, Torećka, Pokrowska, Nowopawłowska, Chersonia i Hulajpola, gdzie doszło do 150 starć. W ciągu doby wojska rosyjskie przeprowadziły jeden atak rakietowy, 55 nalotów, 2767 ataków dronów i 127 ostrzałów na pozycje ukraińskie i obszary zaludnione. Operacja w obwodzie kurskim trwała; wojska rosyjskie przeprowadziły 11 ataków na pozycje ukraińskie, przeprowadzili 360 ataków artyleryjskich, trzy ostrzały i 17 nalotów, używając 22 bomby lotnicze. Ukraińskie lotnictwo i artyleria zaatakowały jedno miejsce koncentracji, trzy punkty kontrolne i dwa system przeciwlotniczy.
Ukraińskie Siły Powietrzne ogłosiły, że armia rosyjska zaatakowała Ukrainę przy użyciu 81 dronów Shahed 136/131 i dronów-wabików różnych typów, wystrzelonych z Kursk, Orła, Millerowa i Primorsko-Achtarska. Ukraińska obrona przeciwlotnicza zestrzeliła 37 dronów w obwodach połtawskim, sumskim, kijowskim, czerkaskim, kirowogradzkim, żytomierskim, chmielnickim, dniepropietrowskim, chersońskim i odeskim, a kolejne 39 zaginęło na Ukrainie w ramach walki elektronicznej. Ataki dronów spowodowały szkody w obwodach czernihowskim, sumskim, odeskim i połtawskim, gdzie zostały zniszczone lub uszkodzone przedsiębiorstwa przemysłowe, budynki prywatne i wielorodzinne oraz pojazdy silnikowe.
MSW Ukrainy podało, że ok. północy czasu lokalnego rosyjski dron Shahed uderzył w 10-piętrowy budynek na ul. Bohaterów Kruta 68A w Sumach, zabijając dziewięć osób (w tym dwa małżeństwa w wieku 74 i 69 lat oraz w wieku 65 i 64 lat) i raniąc 13 kolejnych, w tym 8-letnie dziecko. W wyniku ataku zostało zniszczonych co najmniej dziewięć mieszkań i 12 balkonów. Ewakuowano 118 osób. W związku z atakiem 30 i 31 stycznia 2025 roku ogłoszono dniami żałoby. Według doniesień 13 osób zostało rannych w wyniku rosyjskiego ataku na Kramatorsk, w tym dwójka dzieci, 8-letni chłopiec i 7-letnia dziewczynka. Gubernator Ołeh Kiper podał, że w nocy wojska rosyjskie zaatakowały rejon izmailski w obwodzie odeskim, w wyniku czego zniszczeniu uległ szpital i domy prywatne oraz zostały uszkodzone dwa prywatne budynki mieszkalne, magazyn zboża i samochody. 
Rosyjskie media podały, że w nocy obwód briański został zaatakowany przez drony. Rosyjski kanał na Telegramie „Mash” stwierdził, że atak został przeprowadzony na stację pomp ropy naftowej Nowozybkow na rurociągu „Przyjaźń” w pobliżu wsi Mamaj; obiekt należy do rosyjskiej spółki Transnieft. Ministerstwo Obrony Rosji poinformowało, że w nocy rzekomo zestrzelono dwa drony w obwodzie briańskim. Podczas ataku wykorzystano drony zrzucające bomby FAB-250 M-54, co wskazywało na wykorzystanie dronów wielokrotnego użytku, a nie „typu kamikadze”.
Minister obrony Szwecji Pål Jonson ogłosił 18. pakiet pomocy wojskowej dla Ukrainy o wartości 1,2 miliarda dolarów, z których ok. 90 milionów dolarów zostanie przeznaczona na produkcję ukraińskich rakiet dalekiego zasięgu i dronów, kolejne 250 milionów dolarów zostaną przekazane na rzecz różnych funduszy międzynarodowych, a 178 milionów dolarów zostanie przeznaczone na „duński model”, czyli inwestycje w ukraiński kompleks obronno-przemysłowy. W ramach pakietu Ukraina otrzyma 146 ciężarówek, 16 łodzi bojowych CB90, 23 morskie moduły bojowe, 1 milion szt. amunicji 12,7 mm, 1500 pocisków przeciwpancernych TOW, 200 egzemplarzy broni przeciwpancernej AT-4, wyposażenie żołnierzy i oddziałów oraz środki ochrony osobistej chroniące przed zagrożeniami chemicznymi, biologicznymi, radiologicznymi i nuklearnymi.
Służba Bezpieczeństwa Ukrainy poinformował, że zidentyfikowano czterech rosyjskich generałów i jednego pułkownika odpowiedzialnych za atak na hipermarket „Epicenter” w Charkowie, w którym ginęło 19 osób, w tym dwoje dzieci, a 46 zostało rannych. Według agencji za ostrzał odpowiadali: generał pułkownik Aleksandr Łapin (dowódca rosyjskiej Północnej Grupy Sił, który wydał rozkaz ataku), generał porucznik Walerij Sołodczuk (oficer, który zaplanował atak) oraz generał porucznik Oleg Makowiecki (dowódca 6 Armii Sił Powietrznych, generał major Jurij Podoplełow (szef sztabu 6 Armii Sił Powietrznych) i pułkownik Aleksiej Łoboda, (dowódca 47 Pułku Lotnictwa Bombowego). SBU oskarżyła zaocznie wszystkich oficerów o naruszenie praw i zwyczajów wojennych, skutkujące utratą życia.

### 31 stycznia
Według projektu DeepState Rosjanie ponownie przejęli kontrolę nad miejscowością Nowomłynśk w obwodzie charkowskim. Zajęcie wioski miało miejsce ok. kilku tygodni temu. Rosjanie zwiększali tam liczbę piechoty, rozmieszczali broń i fortyfikowali terytorium.
Rzecznik ukraińskich Sił Specjalnych pułkownik Ołeksandr Kindratenko oświadczył, że „od ok. trzech tygodni nie odczuwamy obecności jednostek wojskowych z Korei Północnej, prawdopodobnie zostały one zmuszone do wycofania się z powodu wysokich strat”, dodając, że może wypowiadać się tylko w imieniu sektorów frontu, w których rozmieszczono siły specjalne. Wcześniej o wycofaniu się żołnierzy KRLD pisał The New York Times, co było spowodowane dużymi stratami.
W opinii ISW oddziały 6 Armii Ogólnowojskowej podobno przewodziły rosyjskim wysiłkom na rzecz rozszerzenia obszaru na północ od Kupiańska. Oddziały rosyjskiej 1 Gwardyjskiej Armii Pancernej również uczestniczyły w okrążaniu miasta i próbowały posunąć się na wschód od Kupiańska oraz rozszerzyć rosyjski występ na południe od Kupiańska w pobliżu Kruhlakiwki, prawdopodobnie w celu przygotowania się do postępów na południe od miasta, przekroczenia rzeki Oskoł i wywarcia presji na Borowej. Rosyjskie dowództwo wykazało, że jest gotowe zaangażować się w operacje, których zakończenie może potrwać od 6 do 9 miesięcy. Rosyjscy dowódcy prawdopodobnie działali w oparciu o założenie lub bezpośrednią wiedzę, że prezydent Putin nie zamierza zakończyć wojny na Ukrainie w najbliższej przyszłości. Ta rosyjska metoda powodowała powolne manewry operacyjne na polu bitwy, jednak wymagała znacznego planowania, przewidywania, siły roboczej i sprzętu. Tymczasem siły rosyjskie posunęły się w kierunku Kupiańska, Łymanu, Torećka, Pokrowska i Kurachowego.
Według Sił Powietrznych Ukrainy Rosja zaatakowała terytorium ukraińskie przy użyciu 102 dronów Shahed 136/131 i dronów-wabików różnych typów, wystrzelonych z Kurska, Briańska, Millerowa, Primorsko-Achtarska i Krymu. Ukraińska obrona przeciwlotnicza zestrzeliła 59 dronów w obwodach charkowskim, połtawskim, sumskim, kijowskim, czernihowskim, czerkaskim, kirowohradzkim, żytomierskim, chmielnickim, dniepropetrowskim, mikołajowskim i odeskim, a kolejne 37 zaginęło na Ukrainie w ramach walki elektronicznej. W wyniku ataku wroga ucierpiały obwody sumski, odeski i czerkaski. Gubernator Ołeh Kiper poinformował, że ok. 19:20 siedem osób zostało rannych, a zabytkowe budynki (w tym Bristol Hotel i Filharmonia) zostały uszkodzone w rosyjskim ataku rakietowym (za pomocą trzech pocisków balistycznych) na zabytkową część Odessy. Dodał, że w odstępach czasu dochodziło do trzech eksplozji, opisując to jako „ugruntowaną praktykę” rosyjskiego wojska polegającą na powtarzaniu ataków na ten sam cel.
Sztab Generalny Ukrainy stwierdził, że oddziały wojsk rakietowych i artylerii zniszczyły rosyjskie stanowisko dowodzenia Grupy Sił „Kursk” w Rylsku w obwodzie kurskim. W nocy jednostki Sił Systemów Bezzałogowych i wywiad ukraiński uderzyły w spółkę LLC „Łukoil-Wołgogradnieftiepierebka” w obwodzie wołgogradzkim. Według źródeł lokalnych o 4:00 czasu lokalnego „ukraińskie drony zaatakowały teren rafinerii ropy naftowej, elektrowni cieplnej i składu ropy naftowej w Wołgogradzie”. W wyniku ataku doszło do pożaru i eksplozji. Gubernator Andriej Boczarow oświadczył, że szczątki zestrzelonego dron spowodowały pożar w rafinerii. Ministerstwo Obrony Rosji poinformowało, że siedem rosyjskich regionów zostało zaatakowanych przez 49 dronów, które zostały zniszczone nad obwodami rostowskim (25), wołgogradzkim (8), kurskim (6), jarosławskim (4), biełgorodzkim (2), woroneskim (2) i Krajem Krasnodarskim (2).
Minister obrony Antti Häkkänen poinformował, że rząd Finlandii zatwierdził 27. pakiet pomocy wojskowej dla Ukrainy o wartości 198 milionów euro. „Ten pakiet o wartości prawie 200 milionów euro został zbudowany w ścisłej współpracy z Ukrainą. Zapewniamy dokładnie taki rodzaj wsparcia, który pomoże Ukrainie bronić się w ostrej sytuacji na froncie”. Minister obrony Rustem Umierow ogłosił, że Holandia dostarczy Ukrainie kolejną partię myśliwców F-16 w 2025 roku i będzie kontynuować szkolenie ukraińskich pilotów, inżynierów i techników.
Ministerstwo Obrony Ukrainy ogłosiło, że ukraiński dron „Hromylo” został zatwierdzony do użytku wojskowego. Wyposażone w silniki zdolne do przenoszenia ładunku, drony FPV mogą namierzać personel, sprzęt i schrony polowe. Można je wykorzystać do działań zarówno w dzień, jak i w nocy oraz są odporne na wojnę elektroniczną. Siły Systemów Bezzałogowych Ukrainy potwierdziły, że ukraińscy żołnierze zaczęli używać dronów dalekiego zasięgu, które mogą pokonać do 2 tys. km i przenosić 250 kg bomby lotnicze. Dron jest opisywany jako „unikalny wynalazek”. „Rosyjska propaganda stale twierdziła, że «zestrzeliła» takie samoloty, ale eksplozje w kompleksach wojskowo-przemysłowych, rafineriach i składach amunicji sugerowały co innego”.
Prezydent USA Donald Trump powiedział, że jego zespół już podjął „bardzo poważne” rozmowy z Rosją na temat wojny na Ukrainie, sugerując, że on i prezydent Władimir Putin mogliby wkrótce podjąć „znaczące kroki” w kierunku zakończenia konfliktu. „Będziemy rozmawiać i myślę, że być może zrobimy coś, co będzie znaczące. Chcemy zakończyć tę wojnę. Ta wojna nie zaczęłaby się, gdybym był prezydentem”. Trump nie wyjaśnił, kto w jego administracji kontaktował się z Rosją, jednak stwierdził, że rozmowy już trwają. Na pytanie, czy rozmawiał osobiście z Putinem, odmówił bezpośredniej odpowiedzi: „Nie chcę tego mówić”.
Dochodzenie Radia Wolna Europa wykazało, że po wprowadzeniu sankcji UE i USA w 2022 roku Chiny stały się jedynym dostawcą galu, germanu i antymonu do Rosji, substancji chemicznych potrzebnych do produkcji broni, w tym nuklearnej. Ze względu na to, że opcje zakupu galu i germanu z całego świata prawie zniknęły, Chiny stały się jedynym dostawcą w 2023 roku, z kolei antymon był dostarczany z Chin i Zjednoczonych Emiratów Arabskich. Spośród prawie 20 chińskich firm eksportujących te metale do Rosji, ⅓ jest własnością państwa.